# Francisco de Goya
Pour les articles homonymes, voir Goya.
Francisco José de Goya y Lucientes, dit Francisco de Goya, né le 30 mars 1746 à Fuendetodos, près de Saragosse, et mort le 16 avril 1828 à Bordeaux, en France, est un peintre et graveur espagnol. Son œuvre inclut des peintures de chevalet, des peintures murales, des gravures et des dessins. Il introduisit plusieurs ruptures stylistiques qui initièrent le romantisme et annoncèrent le début de la peinture contemporaine. L’art goyesque est considéré comme précurseur des avant-gardes picturales du XXe siècle.
Après un lent apprentissage dans sa terre natale, baigné dans le style baroque tardif et les images pieuses, il voyage en Italie en 1770, où il entre en contact avec le néo-classicisme qu’il adopte lorsqu’il s’installe à Madrid au milieu de la décennie, en parallèle avec un style rococo lié à son emploi de dessinateur de tapisserie pour la manufacture royale Santa Barbara. Son enseignement, tant dans ces activités que comme peintre de la Chambre, était assuré par Anton Raphael Mengs, alors que le peintre espagnol le plus réputé était Francisco Bayeu, beau-frère de Goya.
Il fut atteint de surdité en 1793 qui le rapproche de peintures plus créatives et originales, autour de thèmes moins consensuels que les modèles qu’il avait peints pour la décoration des palais royaux. Une série de tableaux en fer-blanc, qu’il nommait « caprice et invention », amorce la phase de maturité du peintre et sa transition vers l’esthétique romantique.
Son œuvre reflète de plus les caprices de l’histoire de son temps, et surtout les bouleversements des guerres napoléoniennes en Espagne. La série d’estampes Les Désastres de la guerre est presque un reportage moderne sur les atrocités commises et met en avant-plan un héroïsme où les victimes sont des individus qui n’appartiennent ni à une classe ni à une condition particulière.
La célébrité de son œuvre La Maja nue est en partie liée aux controverses sur l’identité de la belle femme qui lui servit de modèle. Au début du XIXe siècle, il commence également à peindre d’autres portraits et ouvre ainsi la voie à un nouvel art bourgeois. À la fin du conflit franco-espagnol, il peint deux grandes toiles sur le soulèvement du 2 mai 1808 qui établissent un précédent tant esthétique que thématique sur les tableaux historiques, qui non seulement informe sur les événements vécus par le peintre, mais également lance un message d'humanisme universel.
Son chef-d’œuvre est la série de peintures à l’huile sur mur sec qui décorent sa maison de campagne, les Peintures noires. Avec elles, Goya anticipe la peinture contemporaine et différents mouvements avant-gardistes du XXe siècle.

## Biographie

### Jeunesse et formation (1746-1774)

#### Naissance

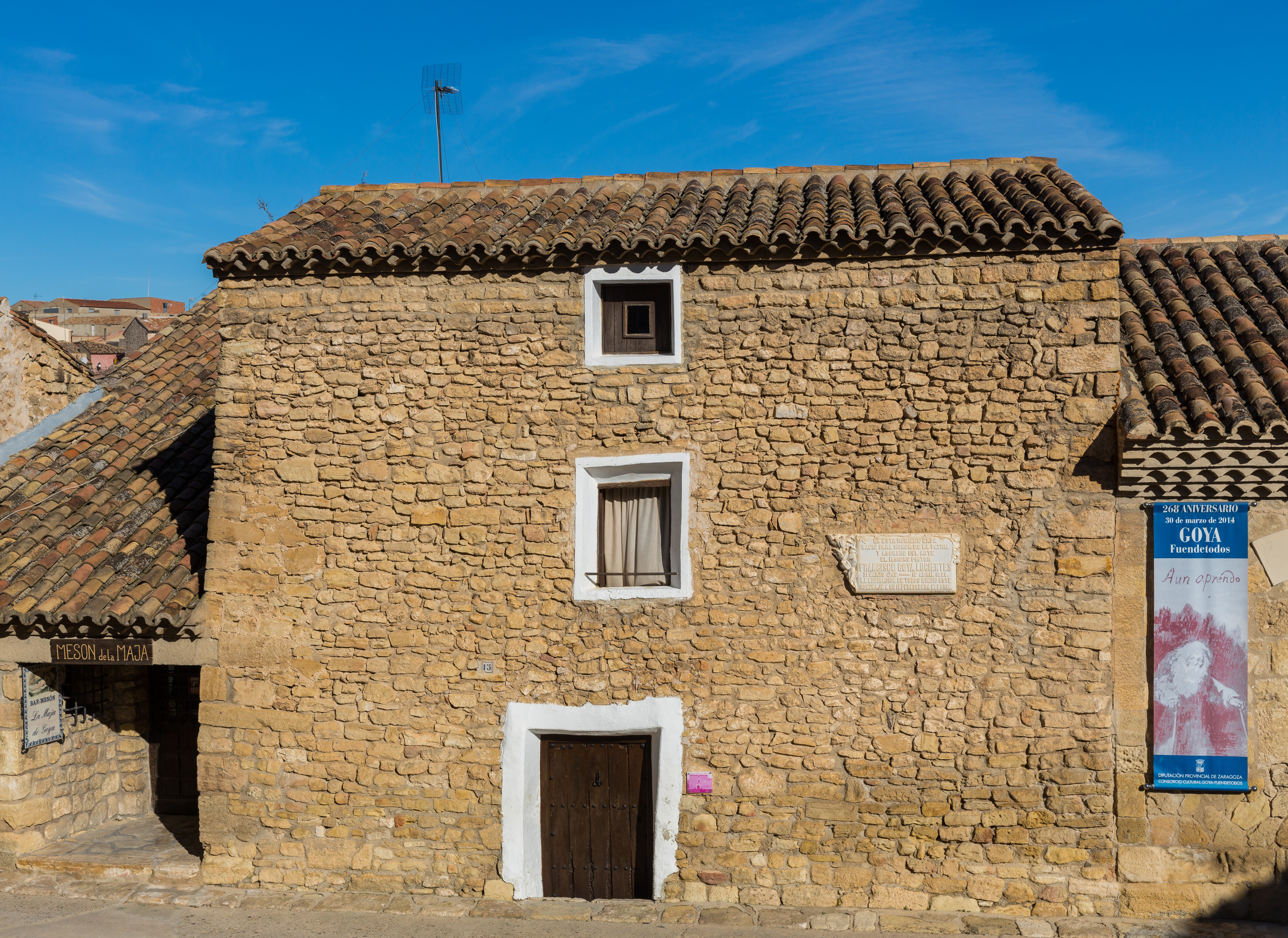
Maison natale à Fuendetodos.

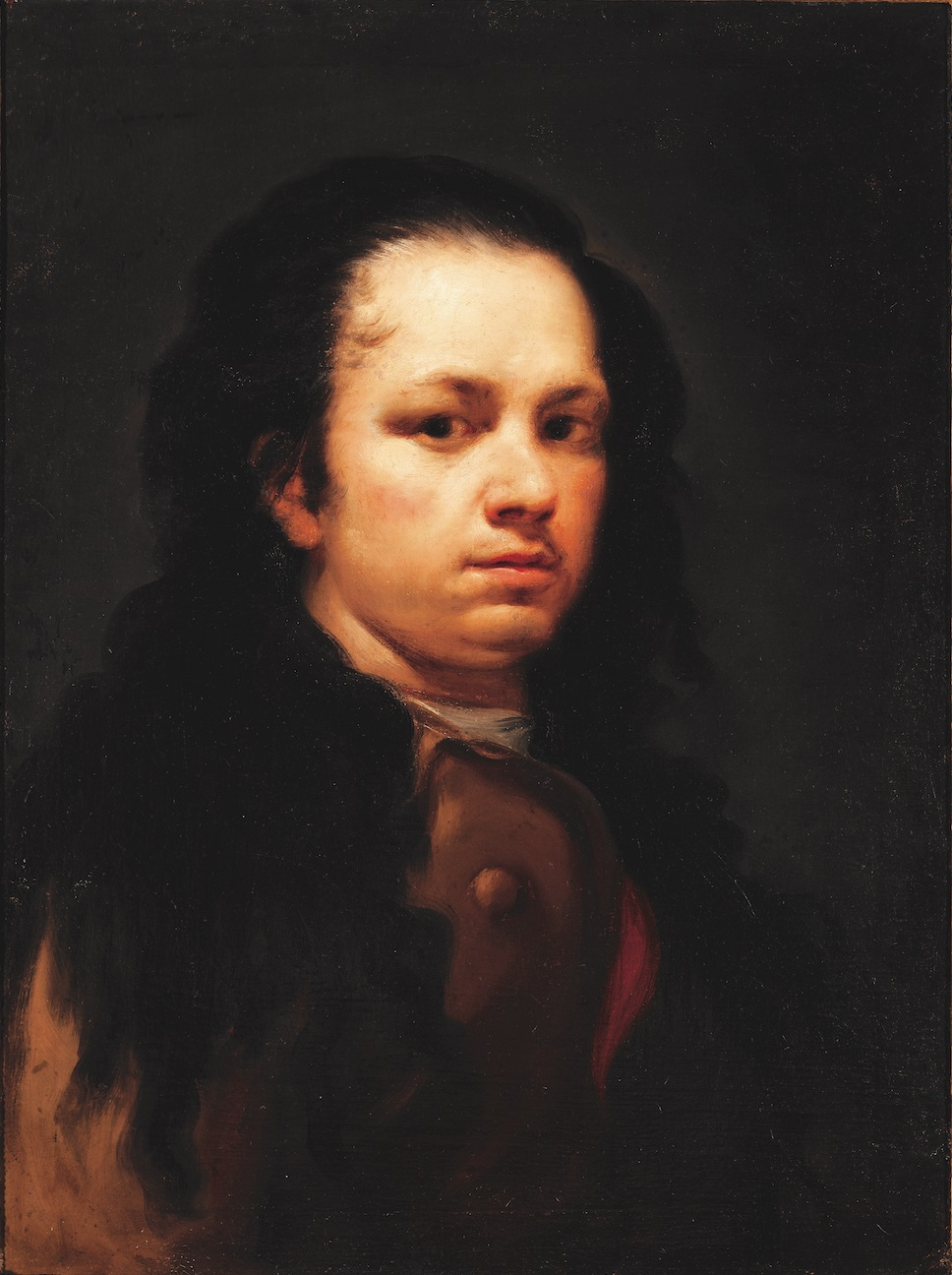
Autoportrait de Goya (1771-1775)

Né en 1746 au sein d’une famille de rang social intermédiaire Francisco de Goya y Lucientes était le benjamin de six enfants. De sa condition sociale, Nigel Glendinning dit : 

« Il pouvait se déplacer facilement entre les différentes classes sociales. La famille de son père était à cheval entre peuple et bourgeoisie. Son grand-père paternel était notaire, avec le niveau social que ça impliquait. Cependant, son arrière-grand-père et son père n’eurent pas droit à la marque « don » : il était doreur et maître d’œuvre. En suivant la carrière d’artiste peintre, Goya pouvait lever ses yeux. De plus, du côté de sa mère, les Lucientes avaient des ancêtres hidalgo, et rapidement il se maria avec Josefa Bayeu, fille et sœur de peintre. »

L'année de sa naissance, la famille Goya dut déménager de Saragosse dans le village maternel de Fuendetodos, à une quarantaine de kilomètres au sud de la ville, pendant les travaux et transformations exécutés sur la demeure familiale. Son père, José Goya, maître doreur, d'Engracia Lucientes, était artisan d’un certain prestige dont les relations de travail contribuèrent à la formation artistique de Francisco. L’année suivante, la famille revint à Saragosse, mais les Goya restèrent en contact avec le village natal du futur peintre, comme le révèle son frère aîné Thomas qui poursuivit l'activité de son père, reprenant l’atelier en 1789.

#### Jeunesse
Passé ses dix ans, Francisco commença ses études primaires, probablement à l'école pie de Saragosse. Il s'orienta vers des études classiques, après lesquelles il aurait fini par reprendre l'artisanat de son père. Son instituteur était le père chanoine Pignatelli, fils du comte de Fuentes, une des puissantes familles d'Aragon et qui possédaient des vignobles réputés à Fuendetodos. Il lui découvrit des dons artistiques et l'orienta vers son ami Martín Zapater, avec qui Goya resta ami durant toute la vie. Sa famille faisait face à des difficultés économiques qui obligèrent certainement le très jeune Goya à aider au travail de son père. Ce fut peut-être la raison de son entrée tardive à l’Académie de dessin de Saragosse de José Luzán, en 1759, après ses treize ans, un âge tardif selon les habitudes de l’époque.

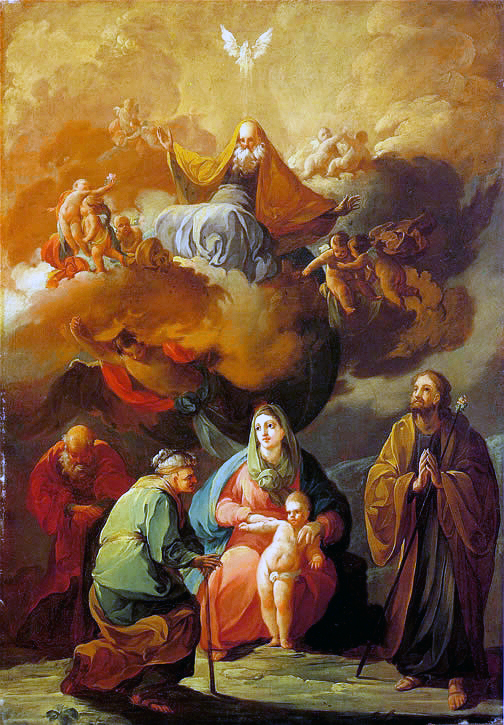
La Triple génération (1760 ? - 1769, Jerez de la Frontera, collection privée).

José Luzán était également fils d'un maître doreur et un protégé des Pignatelli. C'était un peintre modeste, baroque traditionnel dont les préférences allaient aux sujets religieux mais qui possédait une importante collection de gravures. Goya y étudia jusqu’en 1763. On sait peu de choses sur cette période, si ce n'est que les élèves dessinaient abondamment d'après nature et recopiaient des estampes italiennes et françaises. Goya rendit hommage à son maître dans sa vieillesse. D’après Bozal, « Il ne reste rien [des peintures de Goya] de cette époque. » Cependant, certaines toiles religieuses lui ont été attribuées. Elles sont très marquées par le baroque tardif napolitain de son premier maître, notamment dans La Sainte Famille avec Saint Joaquim et Sainte Anne devant l'Éternelle Gloire, et furent exécutées entre 1760 et 1763 selon José Manuel Arnaiz. Goya semble avoir été peu stimulé par ces recopies. Il multipliait autant les conquêtes féminines que les bagarres, s'attirant une réputation peu flatteuse dans une Espagne très conservatrice marquée par l'Inquisition malgré les efforts de Charles III vers les Lumières.
Il est possible que l'attention artistique de Goya, à l'instar du reste de la cité, eut été concentrée sur une œuvre complètement nouvelle à Saragosse. La rénovation de la basilique de Pilar avait commencé en 1750, attirant de nombreux grands noms de l'architecture, de la sculpture et de la peinture. Les fresques avaient notamment été réalisées en 1753 par Antonio González Velázquez. D'inspiration romaine, aux très beaux coloris rococo, la beauté idéalisée de personnages dissous dans des fonds lumineux était une nouveauté dans l'atmosphère conservatrice et pesante de la ville aragonaise. En tant que maître doreur, José Goya, probablement secondé par son fils, était chargé de superviser l'ensemble et sa mission fut probablement importante même si elle reste mal connue.
Dans tous les cas, Goya fut un peintre dont l’apprentissage progressa lentement et sa maturité artistique fut relativement tardive. Sa peinture n'eut guère de succès. Il n’est pas étonnant qu’il n’obtint pas le premier prix au concours de peinture de troisième catégorie convoqué par l’académie royale des beaux-arts de San Fernando en 1763, pour lequel le jury vota pour Gregorio Ferro, sans mentionner Goya. Trois années plus tard, il retenta sa chance, cette fois lors d’un concours de première classe pour l’obtention d’une bourse de formation à Rome, sans plus de succès,. Il est possible que le concours eut exigé un dessin parfait que le jeune Goya n'était pas en mesure de maîtriser.

Cette déception put motiver son rapprochement du peintre Francisco Bayeu. C'était un parent éloigné des Goya, de douze ans plus âgé, et élève comme lui de Luzan. Il avait été appelé à Madrid en 1763 par Anton Raphael Mengs pour collaborer à la décoration du palais royal de Madrid, avant de rentrer à Saragosse, impulsant un nouvel élan artistique à la ville. En décembre 1764, un cousin de Bayeu épousa une tante de Goya. Il est très probable que le peintre de Fuendetodos déménagea à la capitale à cette époque, afin d’y trouver à la fois un protecteur et un nouveau maître, comme le suggère la présentation de Goya en Italie en 1770 comme disciple de Francisco Bayeu. Contrairement à Luzan, 

« Goya ne fit jamais allusion à une quelconque dette de reconnaissance envers Bayeu […] qui pourtant […] se révèle comme l'un des principaux artisans de sa formation »

. Il n'existe aucune information sur le jeune Francisco entre cette déception de 1766 et son voyage en Italie en 1770.

#### Voyage en Italie

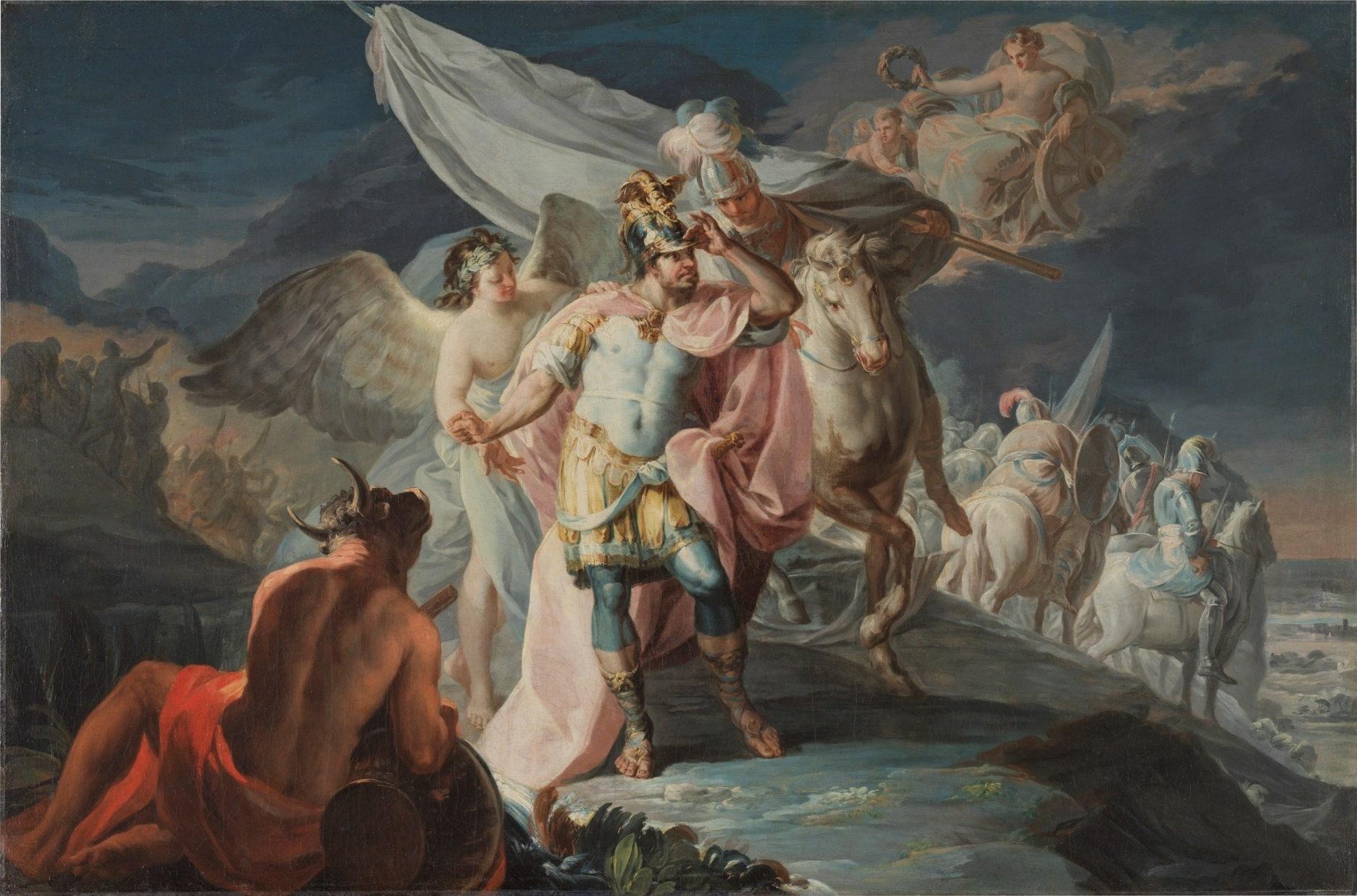
Hannibal vainqueur contemple pour la première fois l'Italie depuis les Alpes (1770, Cudillero, Asturies, Fondation Selgas-Fagalde).

Après ses deux échecs pour obtenir une bourse pour aller étudier les maîtres italiens in situ, Goya partit en 1767 avec ses propres moyens à Rome — où il s’établit quelques mois en 1770 —, Venise, Bologne et d'autres villes italiennes où il fit l’apprentissage des œuvres de Guido Reni, Rubens, Véronèse et Raphaël, entre autres peintres. Si ce voyage n'est guère documenté, Goya en ramena un très important carnet de notes, le Cahier italien, premier d’une série de carnet de croquis et d’annotations conservés essentiellement au musée du Prado.

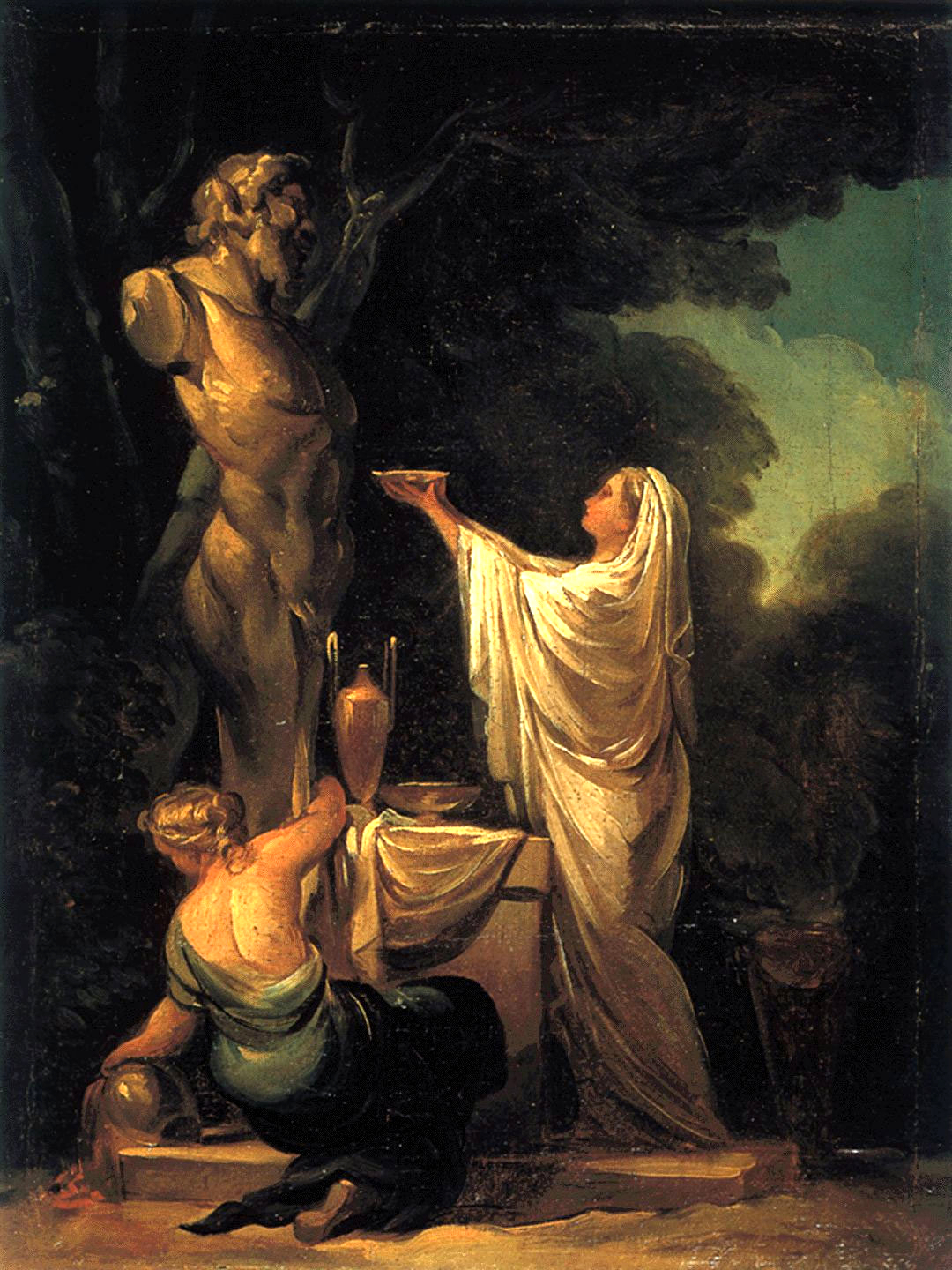
Le Sacrifice à Pan, (1771, Collection José Gudiol, Barcelone).

Au centre de l'avant-garde européenne, Goya découvrit les fresquistes baroques du Caravage et de Pompeo Batoni, dont l'influence marqua longtemps les portraits de l'espagnol. Grâce à l'Académie de France à Rome, Goya trouva du travail et découvrit les idées néo-classiques de Johann Joachim Winckelmann.
À Parme, Goya participa en 1770 à un concours de peinture sur le thème imposé des scènes historiques. Bien qu'ici non plus il n'obtint pas la distinction maximale, il reçut cependant, avec 6 voix sur 15, une mention spéciale du jury,. Il n’adhérait pas au courant artistique international et s'affirmait dans une approche plus personnelle et espagnole.
La toile envoyée, Hannibal vainqueur contemple pour la première fois l'Italie depuis les Alpes, montre combien le peintre aragonais était capable de s'émanciper des conventions des images pieuses apprises avec José Luzán et du chromatisme du baroque tardif (rouge, bleu sombres et intenses, et les gloires orangées comme représentation du surnaturel religieux) pour adopter un jeu de couleurs plus risqué, inspiré des modèles classiques, avec une palette aux tons pastels, rosés, bleus doux et gris perle. Goya adopte avec cette œuvre l'esthétique néoclassique, recourant à la mythologie et à des personnages tels que le minotaure qui représente les sources du fleuve Pô ou la Victoire avec ses lauriers descendant du ciel sur l'équipage de la Fortune.
En octobre 1771, Goya revint à Saragosse ; un retour peut-être précipité par la maladie de son père ou pour avoir reçu du Conseil de Fabrique du Pilar, sa première commande pour une peinture murale pour la voûte d'une chapelle de la Vierge, commande probablement liée au prestige acquis en Italie,. Il s'installa rue del Arco de la Nao, et payait des contributions comme artisan, ce qui tend à prouver qu'il travaillait alors à son compte.

#### Peinture murale et religieuse à Saragosse
L’activité de Goya durant ces années fut intense. Entré, à l'instar de son père, au service des chanoines du Pilar, il décora avec une grande fresque terminée en 1772, L'Adoration du nom de Dieu, la voûte du chœur de la basilique du Pilar, œuvre qui satisfait et provoque l'admiration de l’organisme chargé de la construction du temple, ainsi que de Francisco Bayeu, qui lui accorde la main de sa sœur Josefa. Immédiatement après, il entreprit la réalisation de peintures murales pour la chapelle du palais des comtes de Sobradiel, avec une peinture religieuse qui fut arrachée en 1915 et dont les pièces furent dispersées, notamment au musée de Saragosse. La partie qui couvrait le toit, intitulée L’enterrement du Christ (musée Lazarre Galdiano), est particulièrement notable.

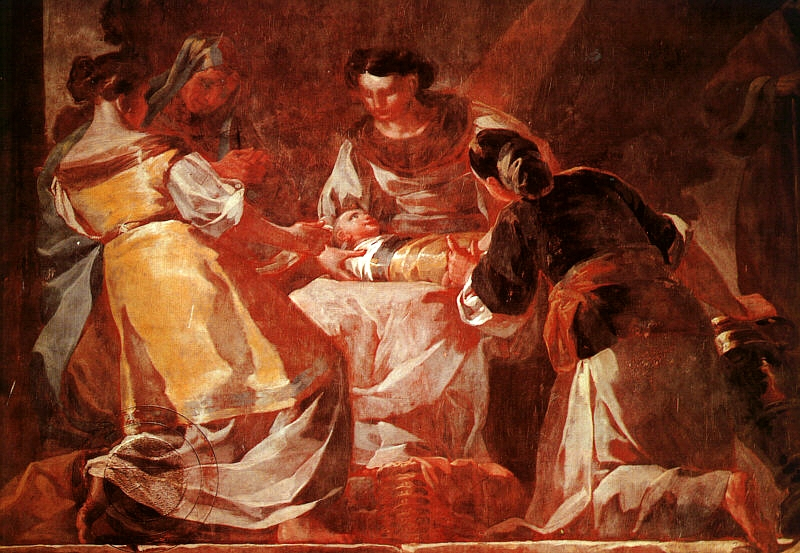
Détail de la Naissance de la Vierge, de la série de peintures de la chartreuse d'Aula Dei (1774).

Mais ses travaux les plus remarquables demeurent sans doute l’ensemble de peintures pour la chartreuse d'Aula Dei de Saragosse, un monastère situé à une dizaine de kilomètres hors de la ville, dont il obtint la commande par Manuel Bayeu. Il est fait de grandes frises peintes à l’huile sur les murs qui relatent la vie de la Vierge depuis ses aïeux (Saint Joachim et Sainte Anne) jusqu’à la Présentation de Jésus au Temple ; ignorant le néoclassicisme et l'art baroque en renouant avec le classicisme de Nicolas Poussin, cette fresque est qualifiée par Pérez Sánchez de « l'un des plus beaux cycles de la peinture espagnole ». L'intensité de l'activité augmenta jusqu'en 1774. C'est un exemple des capacités de Goya à réaliser ce type de peintures monumentales qu’il réalise avec des formes arrondies et des coups de pinceaux énergiques. Si ses rétributions se révélèrent inférieures à celles reçues par ses collègues,, deux années après seulement, il dut payer 400 réaux d’argent au titre de l’impôt sur l’industrie, montant supérieur à celui de son maître José Luzán. Goya était alors le peintre le plus côté d’Aragon.
Entre-temps, Goya se maria le 25 juillet 1773 avec Josefa Bayeu, sœur de deux peintres, Ramon et Francisco qui appartenait à la Chambre du Roi. Leur premier fils, Eusebio Ramón, naquit le 29 août 1774 et fut baptisé le 15 décembre 1775. À la fin de cette même année, grâce à l’influence de son beau-frère Francisco qui le présenta à la cour , Goya fut nommé par Anton Raphael Mengs à la cour pour y travailler comme peintre de cartons pour des tapisseries. Le 3 janvier 1775, après avoir vécu entre Saragosse et le domicile des Bayeu, 7/9 calle del Reloj, il s'installa définitivement à Madrid où commença une nouvelle étape de sa vie durant laquelle son statut social évolua de celui de simple artisan jusqu'à l'obtention du poste de peintre royal, malgré diverses déceptions ponctuelles.

### Goya à Madrid (1775–1792)

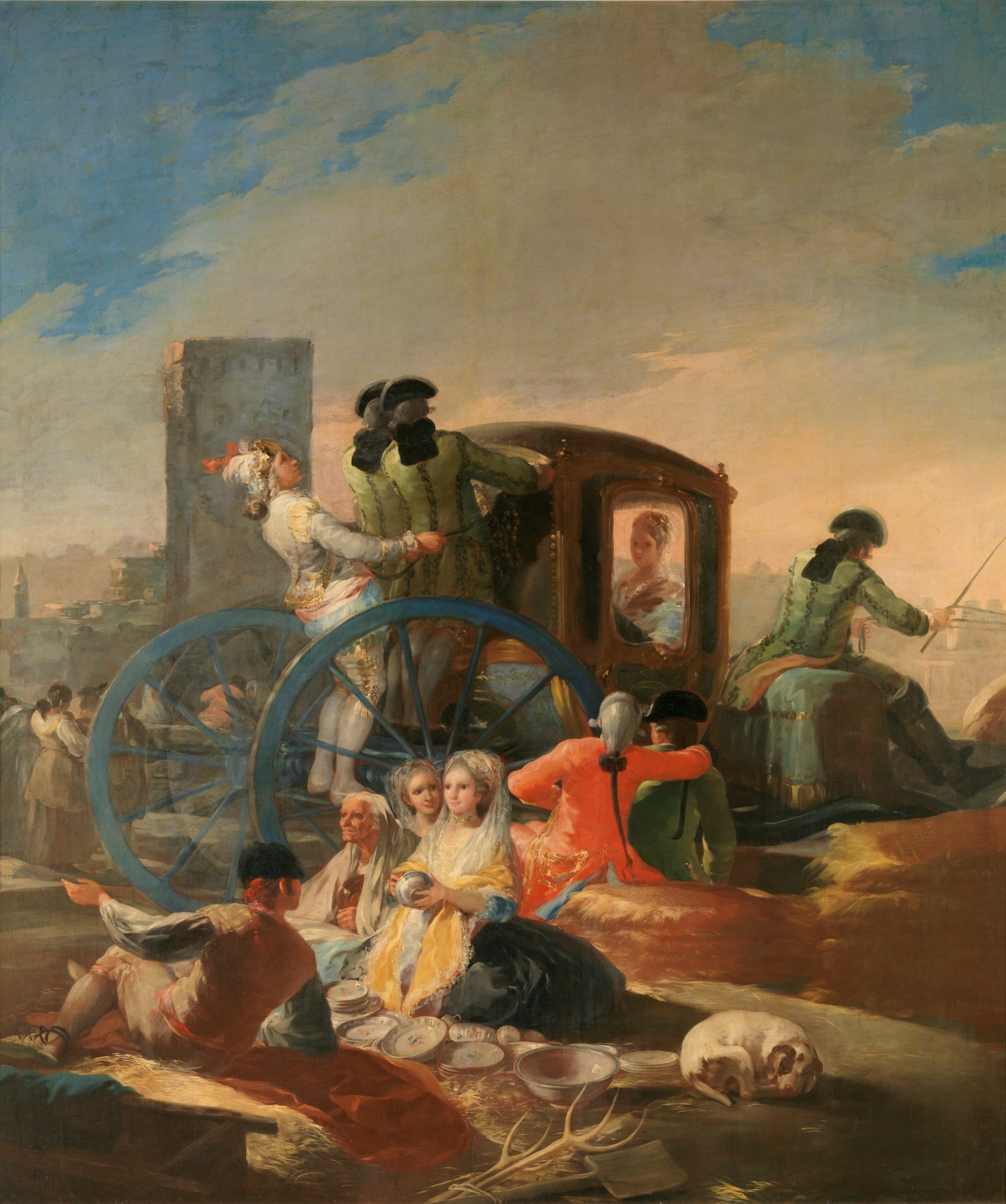
Le Marchand de vaisselle (1779).

En juillet 1774, Anton Raphael Mengs revint à Madrid où il dirigeait la Fabrique royale de tapisserie. Sous son impulsion, la production augmenta considérablement. Il réclama la collaboration de Goya qui s'y établit l'année suivante. Goya partit plein d'ambition s'installer à la capitale, profitant de son appartenance à la famille Bayeu.
En fin d'année 1775, Goya écrivit sa première lettre à Martin Zapater, marquant le début d'une correspondance longue de 24 ans avec son ami d'enfance. Elle fournit de nombreuses indications sur la vie personnelle de Goya, ses espoirs, ses difficultés à se mouvoir dans un monde souvent hostile, de nombreux détails sur ses commandes et ses projets, mais aussi sur sa personnalité et ses passions,.
Francisco et Josefa habitaient au deuxième étage d'une maison dite « de Liñan », au 66, rue de San Jerónimo, avec leur premier fils, Eusebio Ramón, et leur second, Vicente Anastasio, baptisé le 22 janvier 1777 à Madrid. L’œil profane de Goya s'arrêta sur les us de la vie mondaine, et en particulier sur son aspect le plus suggestif, le « majismo ». Très à la mode à la cour à cette époque, c'est la recherche des valeurs les plus nobles de la société espagnole au travers de costumes colorés issus des couches populaires madrilènes, portés par de jeunes gens — majos, majas — exaltant la dignité, la sensualité et l'élégance.

#### Cartons pour les tapisseries
La confection de tapisseries pour les appartements royaux fut développée par les Bourbons et s'ajustait à l'esprit des Lumières. Il s’agissait surtout d’installer une entreprise qui produisit des biens de qualité afin de ne plus dépendre des coûteuses importations de produits français et flamands. À partir du règne de Charles III, les sujets représentés furent surtout des motifs hispaniques pittoresques à la mode au théâtre, avec de Ramón de la Cruz par exemple, ou des thèmes populaires, tels que ceux de Juan de la Cruz Cano y Olmedilla dans la Collection de costumes d’Espagne anciens et modernes (1777-1788), qui avaient eu un immense succès.

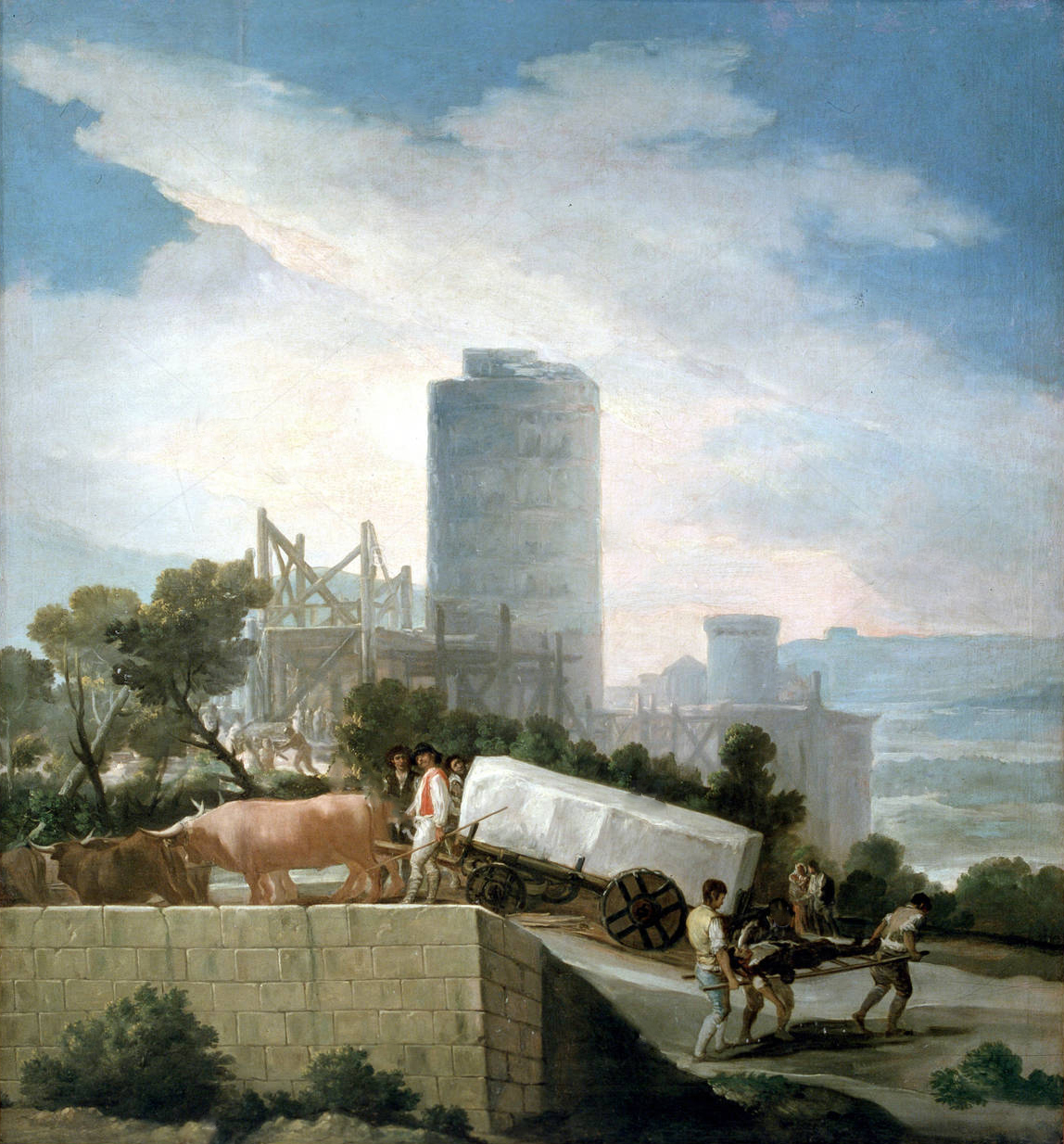
La Conduite d'une charrue (1786).

Goya commença par des travaux mineurs pour un peintre, mais suffisamment importants pour qu'il put être introduit dans les cercles aristocratiques. Les premiers cartons (1774-1775) furent réalisés d'après des compositions fournies par Bayeu et ne faisaient pas preuve d'une grande imagination. La difficulté était de mêler harmonieusement le rococo de Giambattista Tiepolo et le néoclassicisme de Anton Raphael Mengs pour obtenir un style approprié à la décoration des appartements royaux où devaient primer le « bon goût » et l’observation des coutumes espagnoles. Goya en fut suffisamment fier pour postuler comme peintre de la chambre du roi, ce que le monarque refusa après avoir consulté Mengs qui lui recommanda « […] un sujet de talent et d'esprit […] qui pourrait faire beaucoup de progrès dans l'art, soutenu par la munificence royale »
Dès 1776, Goya put se débarrasser de la tutelle de Bayeu, et, le 30 octobre, envoyer au roi la facture du Le Goûter au bord du Manzanares, en précisant qu'il en avait l'entière paternité. L'année suivante, Mengs repartit très malade pour l'Italie, « sans avoir osé imposer le génie naissant de Goya ». La même l'année Goya signa une magistrale série de cartons pour la salle à manger du couple princier lui permettant de découvrir le véritable Goya, encore sous forme de tapisseries.
Bien qu'il ne s'agisse pas encore du plein réalisme, il devint nécessaire pour Goya de s’éloigner du baroque tardif de la peinture religieuse de province, inadaptée pour obtenir une impression de facture « au naturel » demandée le pittoresque. Il dut également se distancier de la rigidité excessive de l'académisme néoclassique, qui ne favorise ni la narration ni la vivacité nécessaires à ces mises en scène d'anecdotes et de coutumes espagnoles, avec leurs protagonistes populaires ou aristocratiques, habillés en majos et majas, telles que l'on peut les voir dans La Poule aveugle (1789), par exemple. Pour qu'un tel genre marque le spectateur, il faut qu'il s'associe à l'ambiance, aux personnages et aux paysages de scènes contemporaines et quotidiennes auxquelles il aurait pu participer ; en parallèle, le point de vue doit être distrayant et éveiller la curiosité. Enfin, alors le réalisme capte les traits individuels de ses modèles, les personnages des scènes de genre sont représentatifs d'un stéréotype, d'un caractère collectif.
En plein siècle des lumières, le comte de Floridablanca fut nommé le 12 février 1777 au poste de secrétaire d'État. Celui-ci était le chef de file de l'« Espagne éclairée ». Il entraîna dans son sillage, en octobre 1798, le juriste et philosophe Jovellanos. Ces deux nominations eurent une profonde influence sur l’ascension et la vie de Goya. Adhérant aux Lumières, le peintre entra dans ces cercles madrilènes. Jovellanos devint son protecteur et il put nouer des relations avec nombre de personnes influentes.
L'activité de Goya pour la Fabrique royale de tapisserie se prolongea durant douze ans. Après ses premières cinq années, de 1775 à 1780, il l'interrompit et reprit de 1786 à 1788 puis en 1791-1792, année où une grave maladie le rendit sourd et l'éloigna définitivement de cet emploi. Il y réalisa sept séries.
Première série

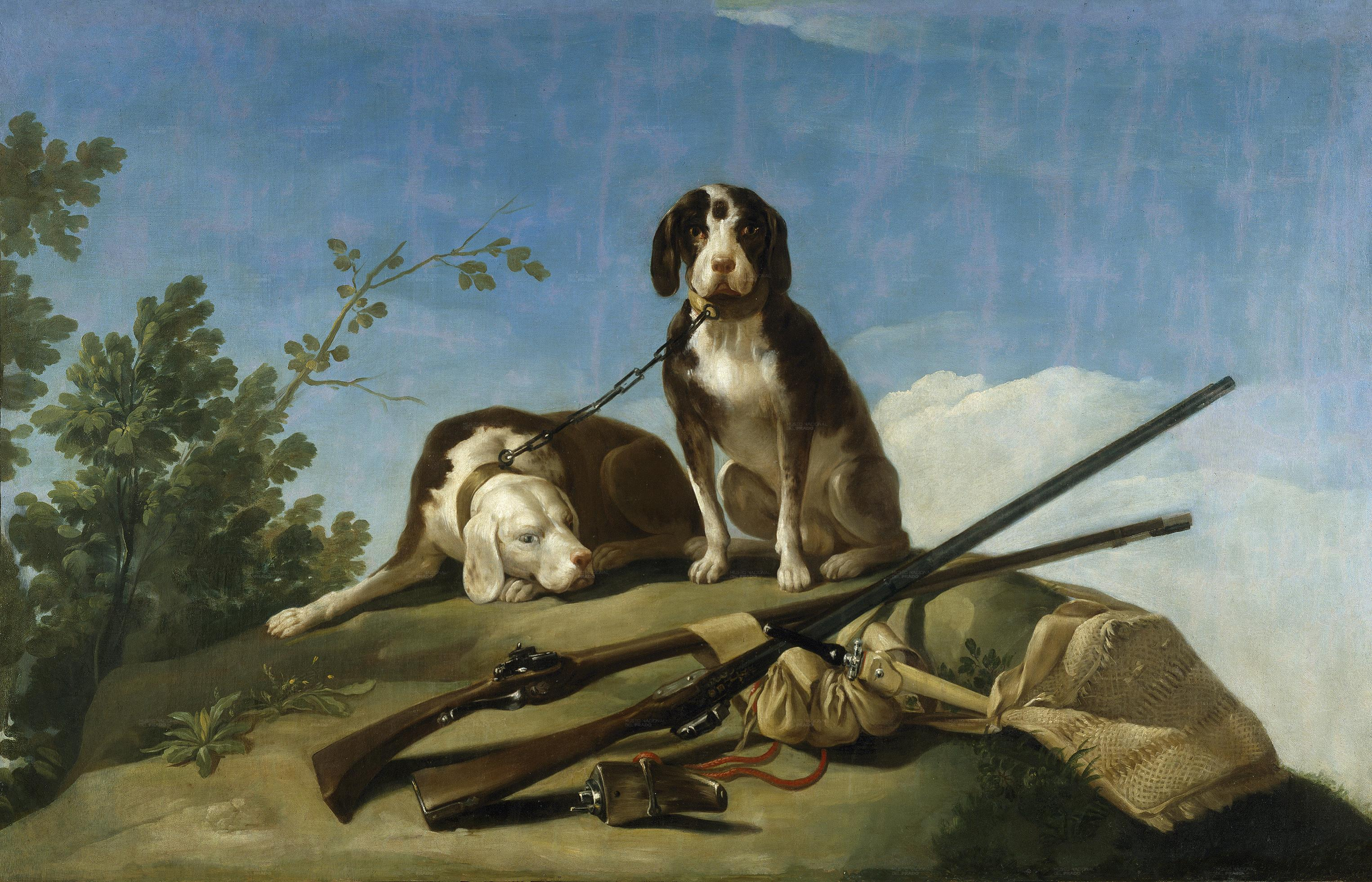
Chiens et outils de chasse (1775).

Réalisée en 1775, elle contient neuf tableaux de thème cynégétique réalisés pour la décoration de la salle à manger du prince et de la princesse des Asturies — le futur Charles IV et Marie-Louise de Bourbon-Parme — à l'Escurial.
Cette série est caractérisée par des contours délinéés, un coup de pinceau lâche au pastel, des personnages statiques au visage arrondi. Les dessins, la plupart étant faits au fusain témoignent eux aussi de la claire influence de Bayeu. La distribution est différente par rapport aux autres cartons de Goya, où les personnages sont montrés plus libres et dispersés dans l'espace. Elle est plus orientée vers les besoins des tisserands que vers la créativité artistique du peintre. Il a recours à la composition pyramidale, influencée de Mengs mais réappropriée, comme dans Chasse avec un appeau, Chiens et outils de chasse et La Partie de chasse.
Deuxième série

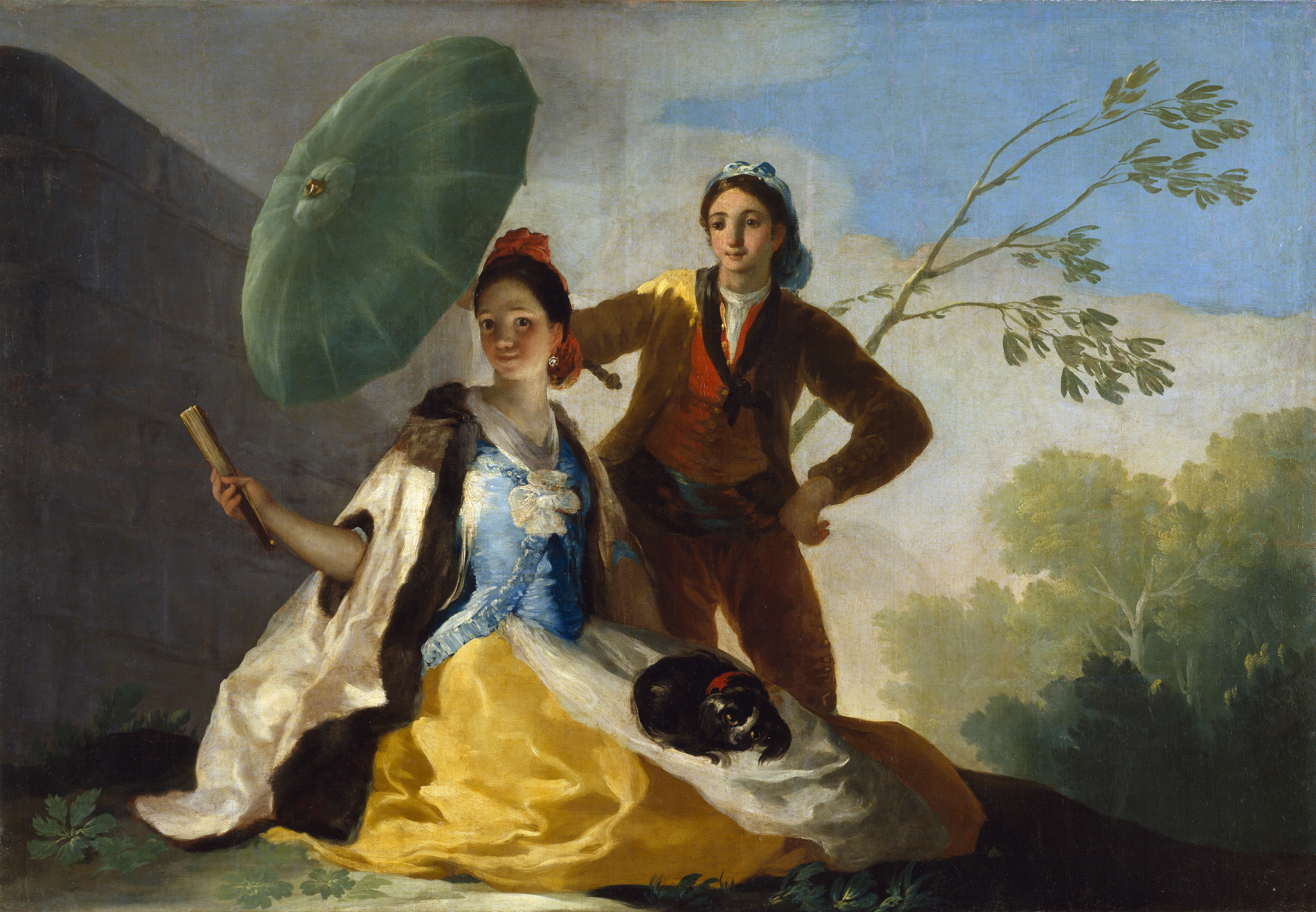
Le Parasol (1777).

Le peintre se libère complètement des diversions cynégétiques préalablement imposées par son très influent beau-frère et conçoit pour la première fois des cartons de sa propre imagination. Cette série dévoile par ailleurs un compromis avec les tisserands, avec des compositions simples, des couleurs claires et une bonne luminosité qui permettent de tisser plus facilement.
Pour la salle à manger du prince et de la princesse des Asturies au palais du Pardo, Goya a recours au goût courtisan et aux diversions populaires de l'époque, qui souhaitent se rapprocher du peuple. Les aristocrates inavoués veulent être comme les majos, paraître et s'habiller comme eux pour participer à leurs fêtes. Il s'agit en général de loisirs champêtres, justifiés par l'emplacement du palais du Pardo. Pour cela, la localisation des scènes aux abords de la rivière du Manzanares est privilégiée.
La série commence avec Le Goûter au bord du Manzanares, inspiré du sainete homonyme de Ramón de la Cruz. Suivent notamment Danse sur les rives du Manzanares, La Promenade en Andalousie et ce qui est probablement l'œuvre la mieux réussie de cette série : L'Ombrelle, un tableau qui obtient un magnifique équilibre entre la composition de souche néoclassique en pyramide et les effets chromatiques propres à la peinture galante.
Troisième et quatrième séries

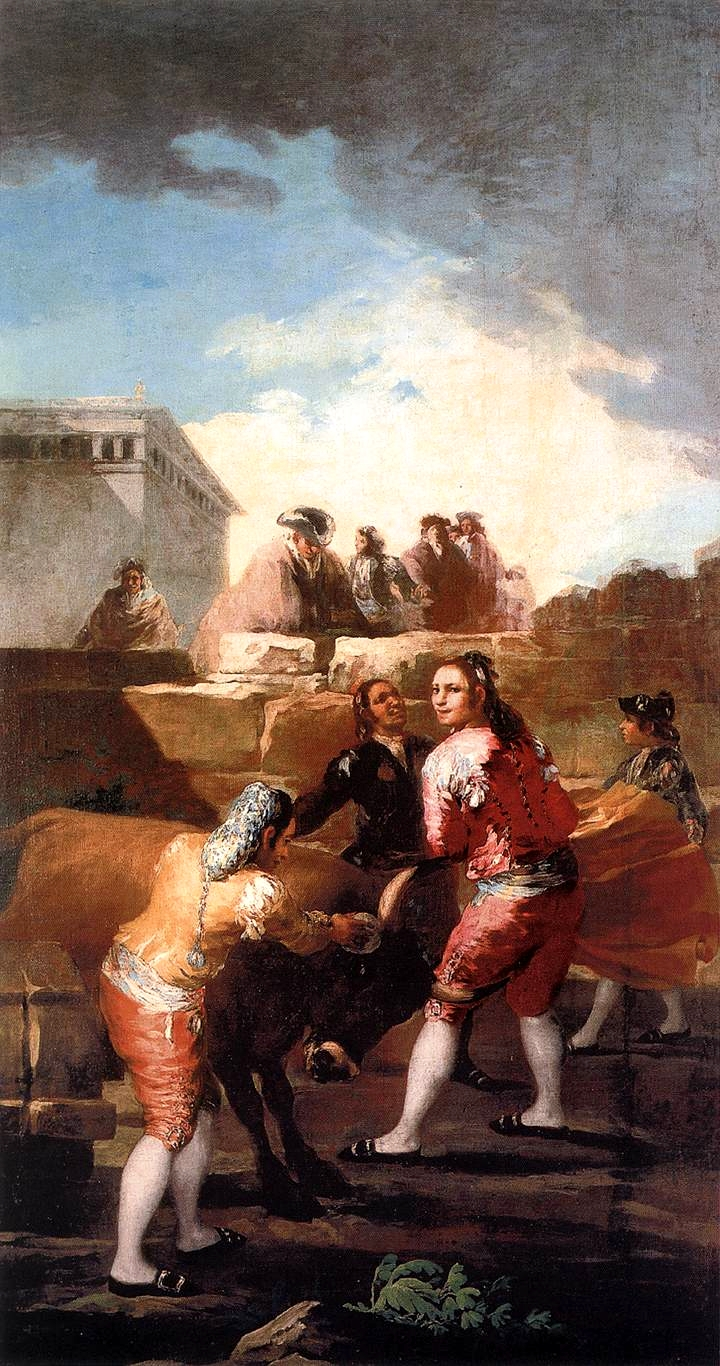
La novillada, 1780.

Le succès de la deuxième série est tel qu'il obtient qu'on lui en commande une troisième, destinée à la chambre du prince et de la princesse des Asturies au palais du Pardo. Il reprend les thèmes populaires, mais se concentre à présent sur ceux qui concernent la foire de Madrid. Les audiences entre le peintre et le prince Charles et la princesse María Luisa, en 1779, ont été fructueuses en ceci qu'elles ont permis à Goya de continuer sa carrière à la Cour. Une fois montés sur le trône, ils seront de solides protecteurs de l'Aragonais.
Les thèmes abordés sont variés. On peut trouver la séduction dans La Vendeuse de cenelle et Le Militaire et la dame ; la candeur infantile dans Enfants jouant aux soldats et Les Enfants à la charrette ; des scènes populaires de la capitale dans La Foire de Madrid, L'Aveugle à la guitare, Le Majo à la guitare et Le Marchand de vaisselle. Le sens caché se fait présent dans plusieurs cartons, dont La Foire de Madrid, qui est une critique déguisée de la haute société de l'époque.
Cette série est également un succès. Goya en profite pour solliciter le poste de peintre de la chambre du roi à la mort de Mengs, mais il lui est refusé. Cependant, il dispose définitivement de la sympathie du couple princier.
Sa palette adopte des contrastes variés et terreux, dont la subtilité permet de mettre en relief les personnages les plus importants du tableau. La technique de Goya est une évocation de Vélasquez, dont il avait reproduit les portraits dans ses premières eaux-fortes. Les personnages se montrent plus humains et naturels, et non plus attachés ni au style rigide de la peinture baroque, ni à un néoclassicisme en herbe, pour en faire une peinture plus éclectique.
La quatrième série est destinée à l'antichambre de l'appartement du prince et de la princesse des Asturies au palais du Pardo. Plusieurs auteurs, comme Mena Marqués, Bozal et Glendinning, considèrent que la quatrième série est la suite de la troisième et qu'elle s'est développée au sein du palais du Pardo. Y sont conservés La novillada, pour lequel une grande partie de la critique a voulu voir un autoportrait de Goya dans le jeune torero qui regarde le spectateur, La Foire de Madrid, une illustration d'un paysage d’El rastro por la mañana (« Le Marché au matin »), un autre sainete de Ramón de la Cruz, Jeu de balle avec raquette et Le Marchand de vaisselle, où il montre sa maîtrise du langage du carton pour tapisserie : composition variée mais interreliée, plusieurs lignes de force et différents centres d'intérêt, réunion de personnages de différentes sphères sociales, qualités tactiles dans la nature morte de la faïence valencienne du premier terme, dynamisme du carrosse, estompement du portrait de la dame de l'intérieur du carrosse, et enfin une exploitation totale de tous les moyens que ce genre de peinture peut offrir.
La situation des cartons et le sens qu'ils ont lorsqu'on les observe comme un ensemble a pu être une stratégie élaborée par Goya pour que ses clients, Charles et María Luisa, restent piégés par la séduction qui se déroulait d'un mur à l'autre. Les couleurs de ses peintures répètent la gamme chromatique de la série antérieure, mais évoluent désormais vers un meilleur contrôle des fonds et des visages.
À cette époque, Goya commence à réellement se démarquer des autres peintres de la Cour, qui suivent son exemple en traitant des mœurs populaires dans leurs cartons, mais n'atteignent pas la même réputation.
En 1780, la production de tapisserie est brusquement freinée. La guerre que la Couronne a maintenue avec l'Angleterre afin de récupérer Gibraltar a causé de sérieux dommages à l'économie du royaume et il devient nécessaire de réduire les frais superflus. Charles III ferme temporairement la Fabrique royale de tapisseries et Goya commence à travailler pour des commanditaires privés.
Cinquième série

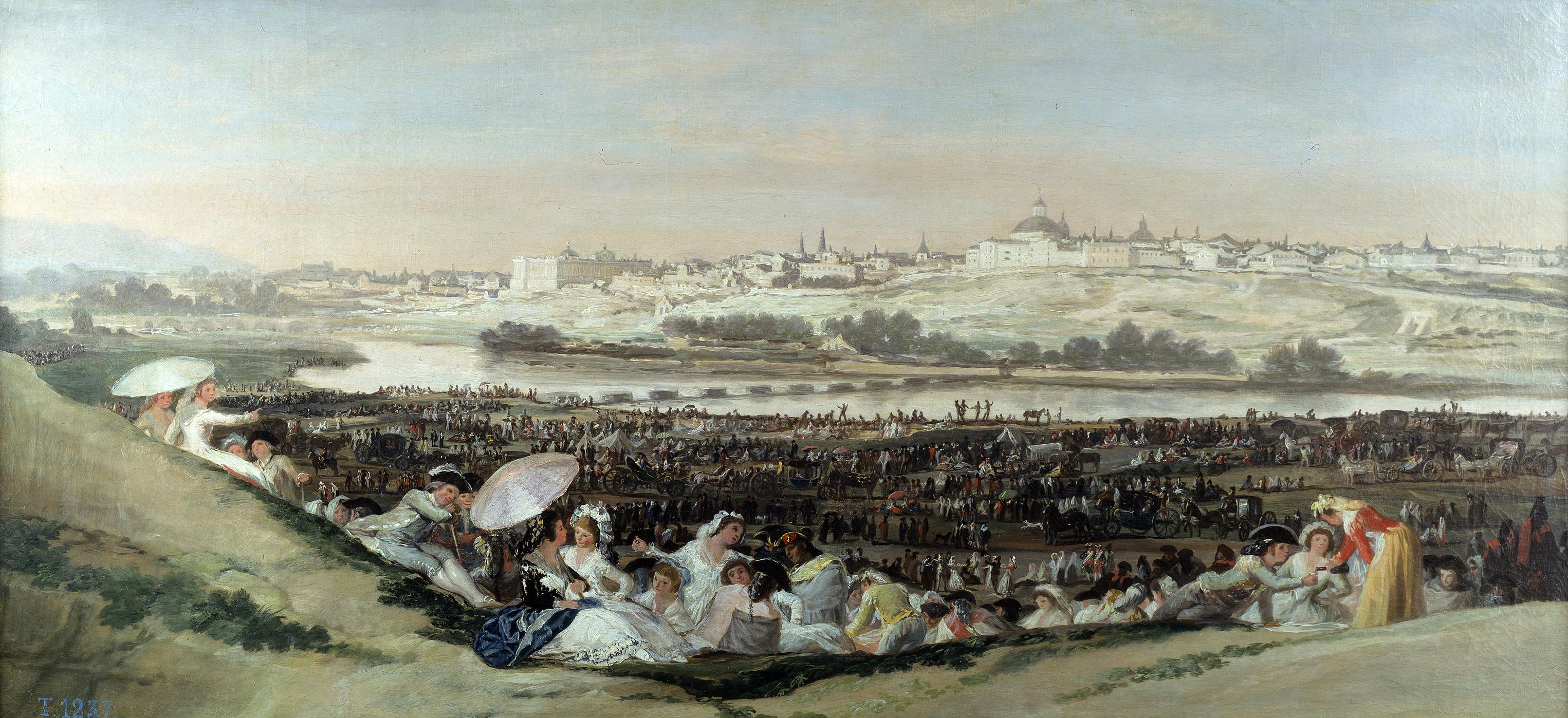
La Prairie de Saint-Isidore (1788).

Après une période (1780-1786) lors de laquelle Goya commence d'autres travaux, tels que des portraits de mode de la haute société madrilène, la commande d'un tableau pour la basilique de Saint-François-le-Grand de Madrid et la décoration de l'une des coupoles de la basilique du Pilar, il reprend son travail comme officier de la Fabrique royale de tapisserie en 1789 avec une série consacrée à l'ornementation de la salle à manger du palais du Pardo. Les cartons de cette série sont le premier travail de Goya à la Cour après qu'il a été nommé peintre de la Cour en juin 1786.
Le programme décoratif commence avec un groupe de quatre tableaux allégoriques à chacune des saisons — dont La nevada (l'hiver), avec des tons grisâtres, le vérisme et le dynamisme de la scène — et continue avec d'autres scènes à portée sociale, telles que Les Pauvres à la fontaine et Le Maçon blessé.
Sixième série
En plus des travaux consacrés à la décoration cités ci-dessus, il a réalisé plusieurs esquisses de préparation aux toiles qui allaient décorer la chambre des infantes, dans le même palais. Parmi elles, un chef-d'œuvre : La Prairie de Saint-Isidore qui, comme c'est habituel chez Goya, est plus audacieux dans les esquisses et plus « moderne » (pour son utilisation d'un coup de pinceau énergique, rapide et lâche) en ceci qu'il anticipe la peinture de l'impressionnisme du XIXe siècle. Goya écrit à Zapater que les thèmes de cette série sont difficiles, lui donnent beaucoup de travail et que sa scène centrale aurait dû être La Prairie de Saint-Isidore. Dans le domaine de la topographie, Goya avait déjà étalé sa maîtrise de l'architecture madrilène, qui réapparaît ici. Le peintre capte les deux plus importants bâtiments de l'époque, le palais royal et la basilique de Saint-François-le-Grand.
Mais du fait de la mort inattendue du roi Charles III en 1788, ce projet est interrompu, tandis qu'une autre esquisse donne lieu à l'un de ses cartons les plus connus : La Poule aveugle.
Septième série

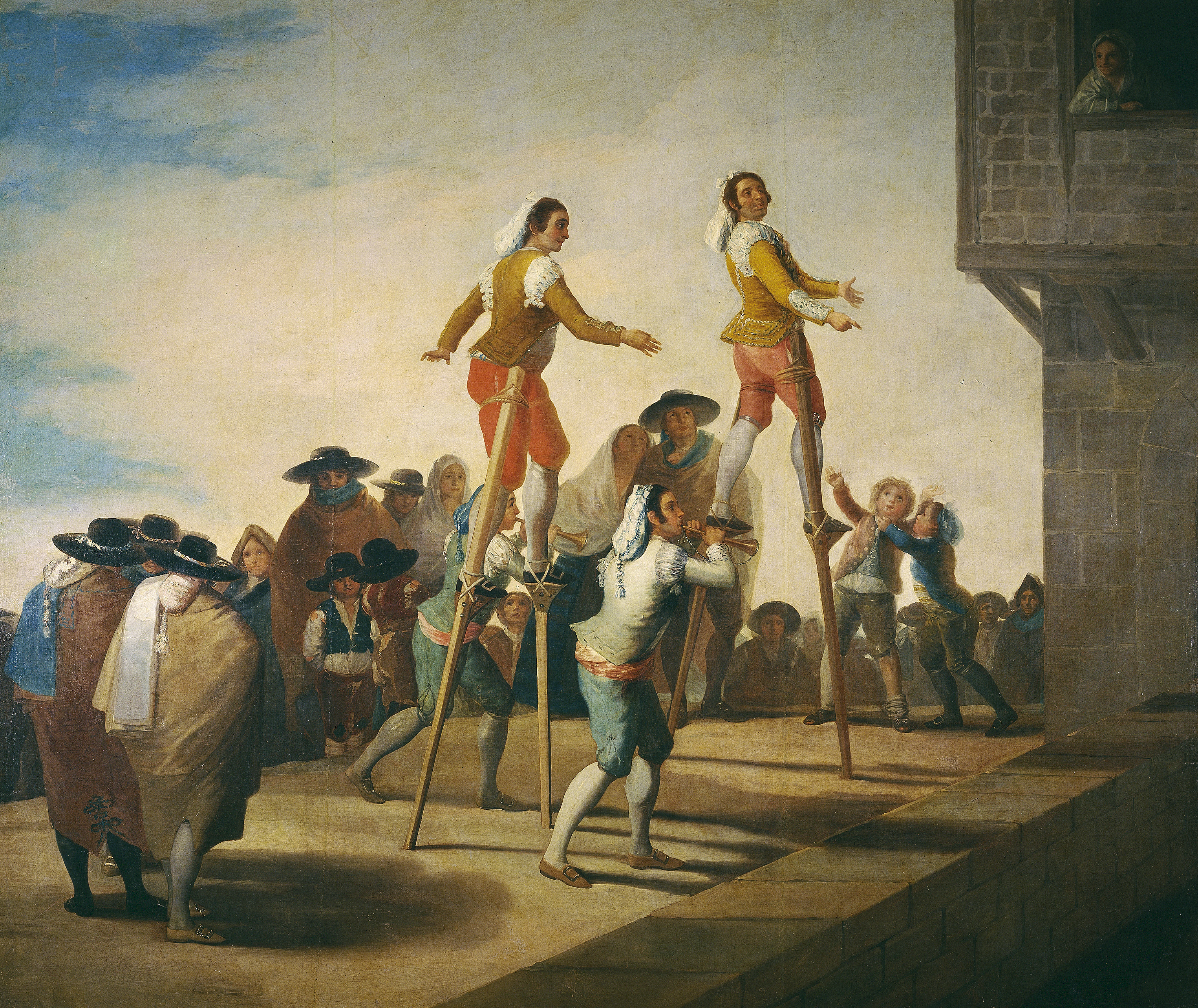
Les Échasses (1791-1792).

Le 20 avril 1790, les peintres de la Cour reçoivent un communiqué où il est écrit que « le roi a décidé de déterminer les thèmes champêtres et cocasses comme étant ceux qu'il veut représentés sur les tapisseries ». Goya fait partie de cette liste des artistes qui vont s'employer à décorer l'Escurial. Cependant, étant peintre de la chambre du roi, il refuse dans un premier temps de commencer une nouvelle série, considérant cela comme un travail trop artisanal. Le roi lui-même menace l'Aragonais de lui suspendre son salaire s'il se refuse à collaborer. Il s'exécute, mais la série resta inachevée après son voyage en Andalousie en 1793 et la grave maladie qui le rendit sourd : seuls sept cartons sur douze seront réalisés.
Les peintures de la série sont Las Gigantillas, un jeu d'enfants cocasse qui fait allusion au changement de ministres, Les Échasses, une allégorie de la dureté de la vie, Le Mariage, une critique acerbe des mariages arrangés, La Balançoire, qui reprend le thème des ascensions sociales, Les filles de la cruche, une peinture qui a été interprétée de diverses façons, comme une allégorie des quatre âges de l'homme ou sur les majas et les entremetteuses, Garçons grimpant à un arbre, une composition de représentation en raccourci qui ne manque pas de rappeler Garçons cueillant des fruits de la deuxième série et Le Pantin, dernier carton pour tapisserie de Goya, qui symbolise la domination implicite de la femme sur l'homme, avec d'évidentes connotations carnavalesques d'un jeu atroce où les femmes jouissent de manipuler un homme.
Cette série est en général considérée comme la plus ironique et critique de la société de l'époque. Goya a été influencé par des thèmes politiques — étant alors contemporain de l'essor de la Révolution française. Dans Las Gigantillas, par exemple, les enfants qui montent et descendent constituent l'expression d'un sarcasme déguisé de la situation volatile du gouvernement et du changement incessant de ministres. Cette critique se développe plus tard, en particulier dans son œuvre graphique, dont le premier exemple est la série des Caprices. Dans ces cartons apparaissent déjà des visages qui annoncent les caricatures de son œuvre postérieure, comme dans le visage aux traits de singe du fiancé du Mariage.

#### Portraitiste et académicien
À partir de son arrivée à Madrid pour travailler à la Cour, Goya a accès aux collections de peintures royales. Il prend comme référence Vélasquez durant la seconde moitié de la décennie 1770. La peinture du maître avait reçu les éloges de Jovellanos lors d'un discours à l'Académie royale des beaux-arts de San Fernando, où il avait loué le naturalisme du Sévillan face à l’idéalisation excessive du néoclassicisme et aux tenants d’une Beauté Idéale.

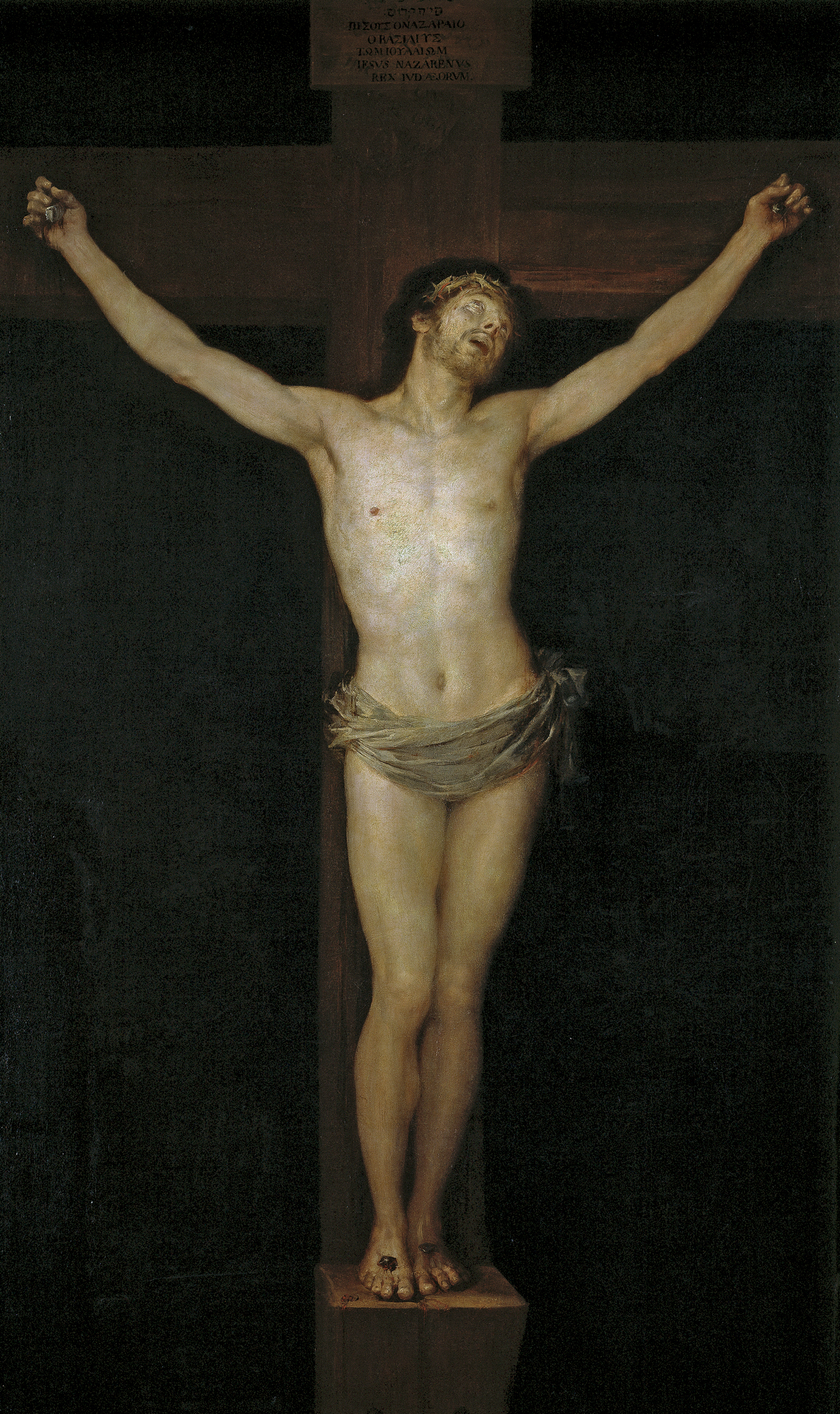
Christ crucifié (1780).

Dans la peinture de Vélasquez, Jovellanos appréciait l’invention, les techniques picturales — les images composées de taches de peinture qu’il décrivait comme étant des « effets magiques » — et la défense d’une tradition propre qui, selon lui, n’avait pas à rougir devant les traditions françaises, flamandes ou italiennes, alors dominantes dans la péninsule Ibérique. Goya a pu vouloir se faire l'écho de ce courant de pensée proprement espagnol et, en 1778, il publie une série d’eaux-fortes qui reproduisent des toiles de Vélasquez. La collection, très bien reçue, arrive alors que la société espagnole est demandeuse de reproductions plus accessibles des peintures royales. Ces estampes reçoivent l’éloge d’Antonio Ponz dans le huitième tome de son Viaje de España, publié la même année.
Goya respecte à l'identique les ingénieuses touches de lumière de Vélasquez, la perspective aérienne et le dessin naturaliste, comme dans son portrait de Carlos III cazador (« Charles III chasseur », vers 1788), dont le visage ridé rappelle celui des hommes mûrs des premiers Vélasquez. Goya gagne ainsi, durant ces années, l’admiration de ses supérieurs, et en particulier celle de Mengs « qui était subjugué par la facilité qu’il avait de faire [des cartons]. » Son ascension sociale et professionnelle est rapide et, en 1780, il est nommé académicien du mérite de l’Académie de San Fernando. À cette occasion, il peint un Christ crucifié de facture éclectique, où sa maîtrise de l’anatomie, de la lumière dramatique et des tons intermédiaires, est un hommage tant à Mengs (qui peint également un Christ crucifié) qu’à Vélasquez, avec son Christ crucifié.
Durant les années 1780, il entre en contact avec la haute société madrilène qui demandait à être immortalisée par ses pinceaux, se transformant en portraitiste à la mode. Ses amitiés avec Gaspar Melchor de Jovellanos et Juan Agustín Ceán Bermúdez — historien de l’art — sont décisives pour son introduction au sein de l’élite culturelle espagnole. Grâce à eux, il reçoit de nombreuses commandes, comme celle de la banque de Saint-Charles de Madrid qui venait d’ouvrir ses portes en 1782, et du collège de Calatrava à Salamanque.

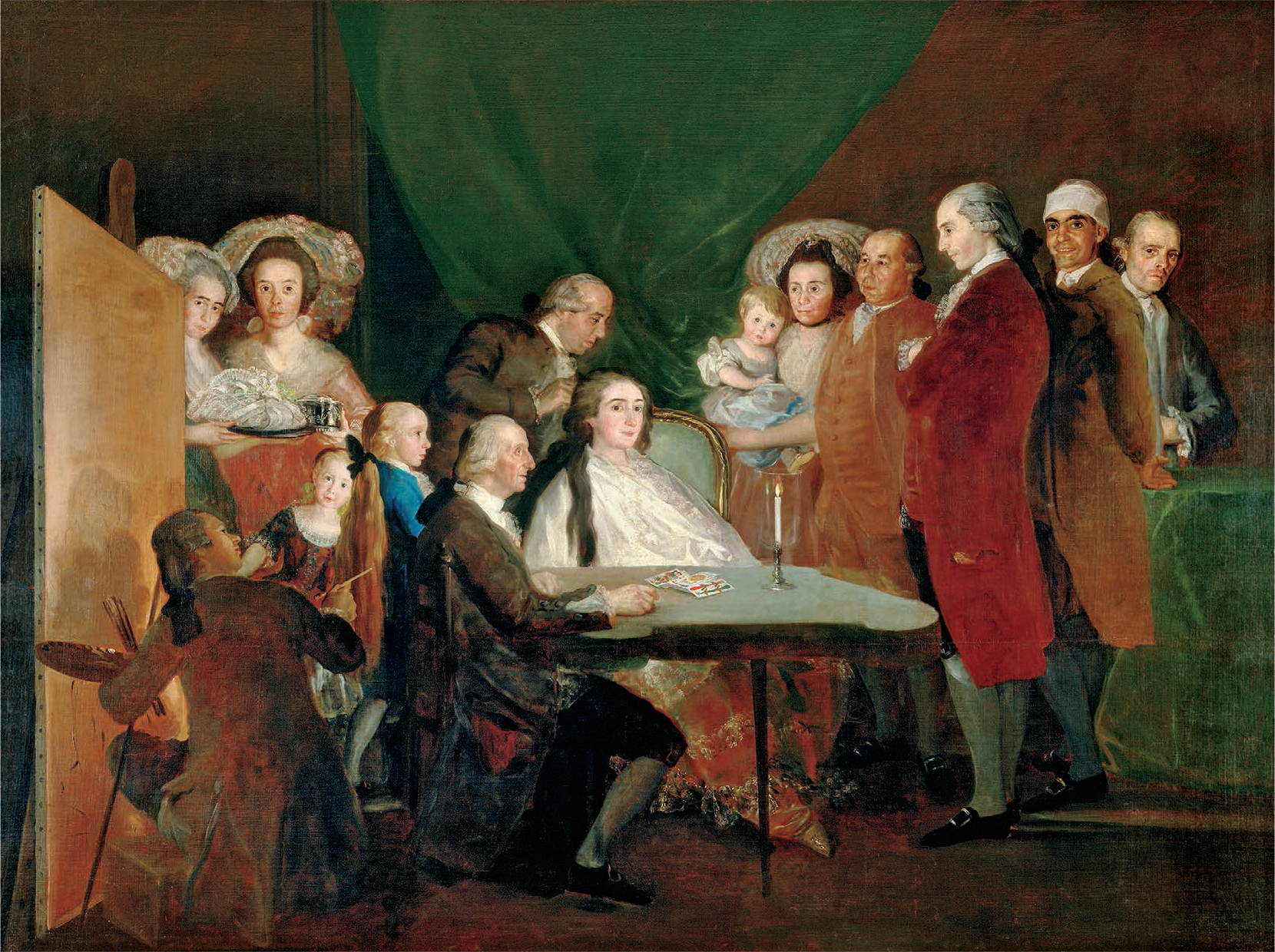
La Famille de l'infant Don Louis de Bourbon, (1784, Fondation Magnani Rocca, Corte di Mamiano, Italie).

Une des influences décisives demeure sa relation avec la petite cour que l’infant don Louis Antoine de Bourbon avait créée à Arenas de San Pedro avec le musicien Luigi Boccherini et d’autres personnalités de la culture espagnole. Don Luis avait renoncé à tous ses droits de succession pour se marier avec une Aragonaise, María Teresa de Vallabriga, dont le secrétaire et valet de chambre avait des liens familiaux avec les frères Bayeu : Francisco, Manuel et Ramón. De ce cercle de connaissances nous sont parvenus plusieurs portraits de l’Infante María Teresa (dont un portrait équestre) et, surtout La Famille de l'infant Don Louis de Bourbon (1784), une des toiles les plus complexes et achevées de cette époque.
En parallèle, José Moñino y Redondo, comte de Floridablanca, est nommé à la tête du gouvernement espagnol. Celui-ci, qui tient la peinture de Goya en haute estime, lui confie plusieurs de ses plus importantes commandes : deux portraits du Premier Ministre — notamment celui de 1783 Le Comte de Floridablanca et Goya — qui, dans une mise en abyme, représente le peintre montrant au ministre le tableau qu’il est en train de peindre.

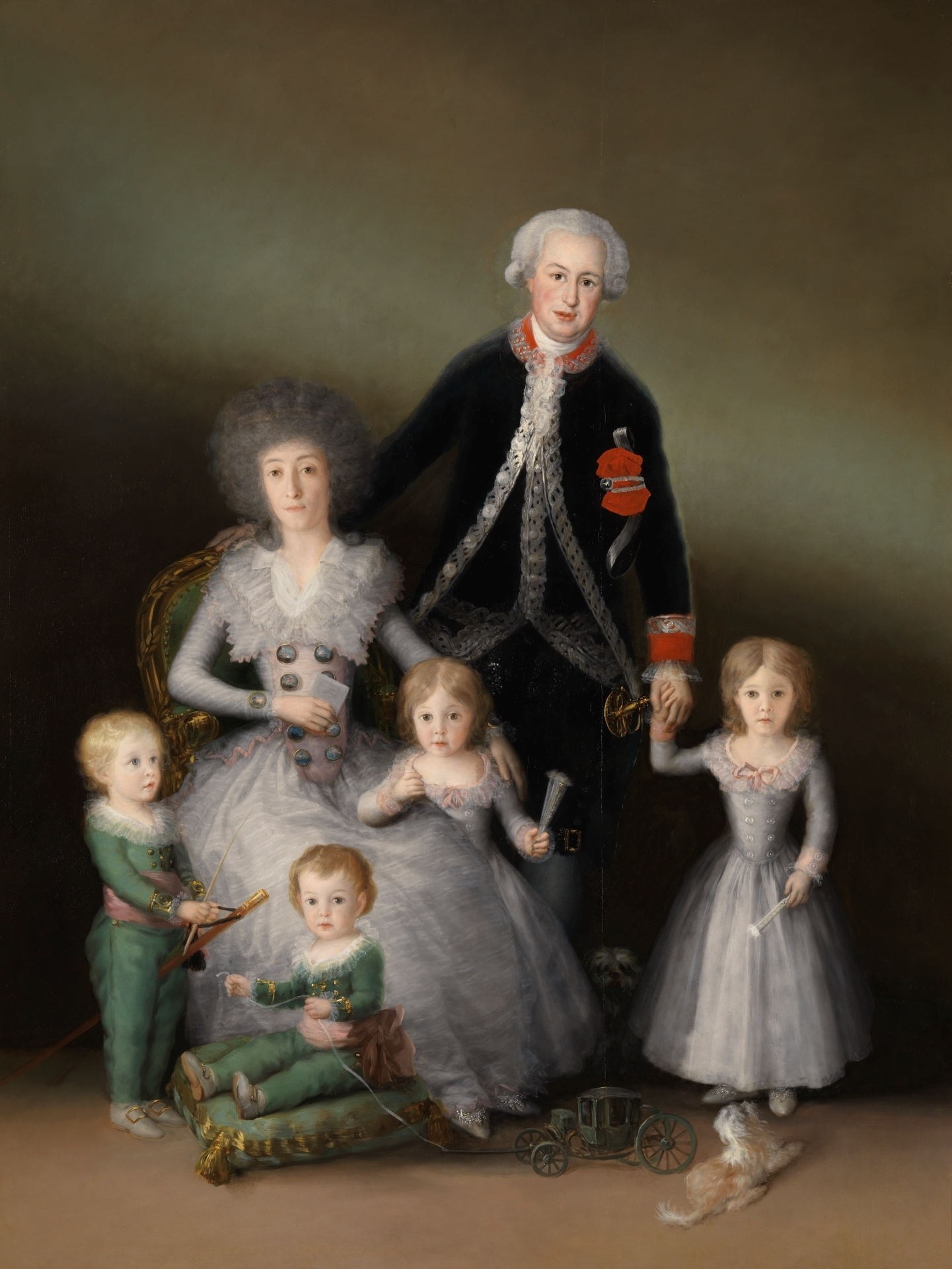
La Famille du duc d'Osuna (1788, Madrid, musée du Prado).

L’appui le plus décisif de Goya est cependant venu du Duc d’Osuna dont il représenta la famille dans la célèbre toile La Famille du duc d'Osuna, et plus particulièrement la duchesse María Josefa Pimentel y Téllez-Girón, une femme cultivée et active dans les cercles intellectuels madrilènes inspirés par les Lumières. À cette époque, la famille d'Osuna décore sa suite du parc du Capricho et commande à Goya une série de tableaux ressemblant aux modèles qu’il réalisait, pour les tapisseries royales, sur des thèmes pittoresques. Ceux-ci, livrés en 1788, soulignent néanmoins de nombreuses différences importantes avec les cartons de la Fabrique. Les dimensions des personnages sont plus réduites, faisant ressortir le côté théâtral et rococo du paysage. La nature acquiert un caractère sublime, comme le demandait l’esthétique d’alors. Mais surtout, on note l’introduction de diverses scènes de violence ou de disgrâce, comme dans La Chute, où une femme vient de tomber d’un arbre sans qu’on sache quoi que ce soit de ses blessures, ou encore dans L'Attaque de la diligence, où un personnage à gauche vient de recevoir un coup de feu à bout portant, alors que les occupants de l’attelage sont dévalisés par les bandits. Sur d’autres tableaux, Goya poursuit son renouvellement des thèmes. C’est le cas de La Conduite d'une charrue, où il représente le travail physique des ouvriers pauvres. Cette préoccupation pour la classe ouvrière annonce autant le préromantisme qu’elle trahit la fréquentation par Goya des cercles de l'Espagne des Lumières.
Goya gagne rapidement en prestige et son ascension sociale est en conséquence. En 1785, il est nommé Directeur adjoint de Peinture de l’Académie de San Fernando. Le 25 juin 1786, Francisco de Goya est nommé peintre du roi d'Espagne avant de recevoir une nouvelle commande de cartons de tapisseries pour la salle à manger royale et la chambre à coucher des infantes du Prado. Cette tâche, qui l'occupe jusqu'en 1792, lui donne l'occasion d'introduire certains traits de satire sociale (évidents dans Le Pantin ou Le Mariage) qui tranchent déjà fortement avec les scènes galantes ou complaisantes des cartons réalisés dans les années 1770.
En 1788, l'arrivée au pouvoir de Charles IV et de son épouse Marie-Louise, pour lesquels le peintre travaillait depuis 1775, renforce la position de Goya à la Cour, le faisant accéder au titre de « Peintre de la Chambre du Roi » dès l'année suivante, ce qui lui donnait le droit d’exécuter les portraits officiels de la famille royale et des rentes en conséquence. Ainsi Goya se permit un luxe nouveau, entre voitures et sorties champêtres, comme il le relate plusieurs fois à son ami Martín Zapater.
Cependant, l'inquiétude royale vis-à-vis de la Révolution française de 1789, dont Goya et ses amis partageaient certaines idées, provoque la disgrâce des Ilustrados en 1790 : François Cabarrus est arrêté, Jovellanos contraint à l'exil, et Goya temporairement tenu éloigné de la Cour.

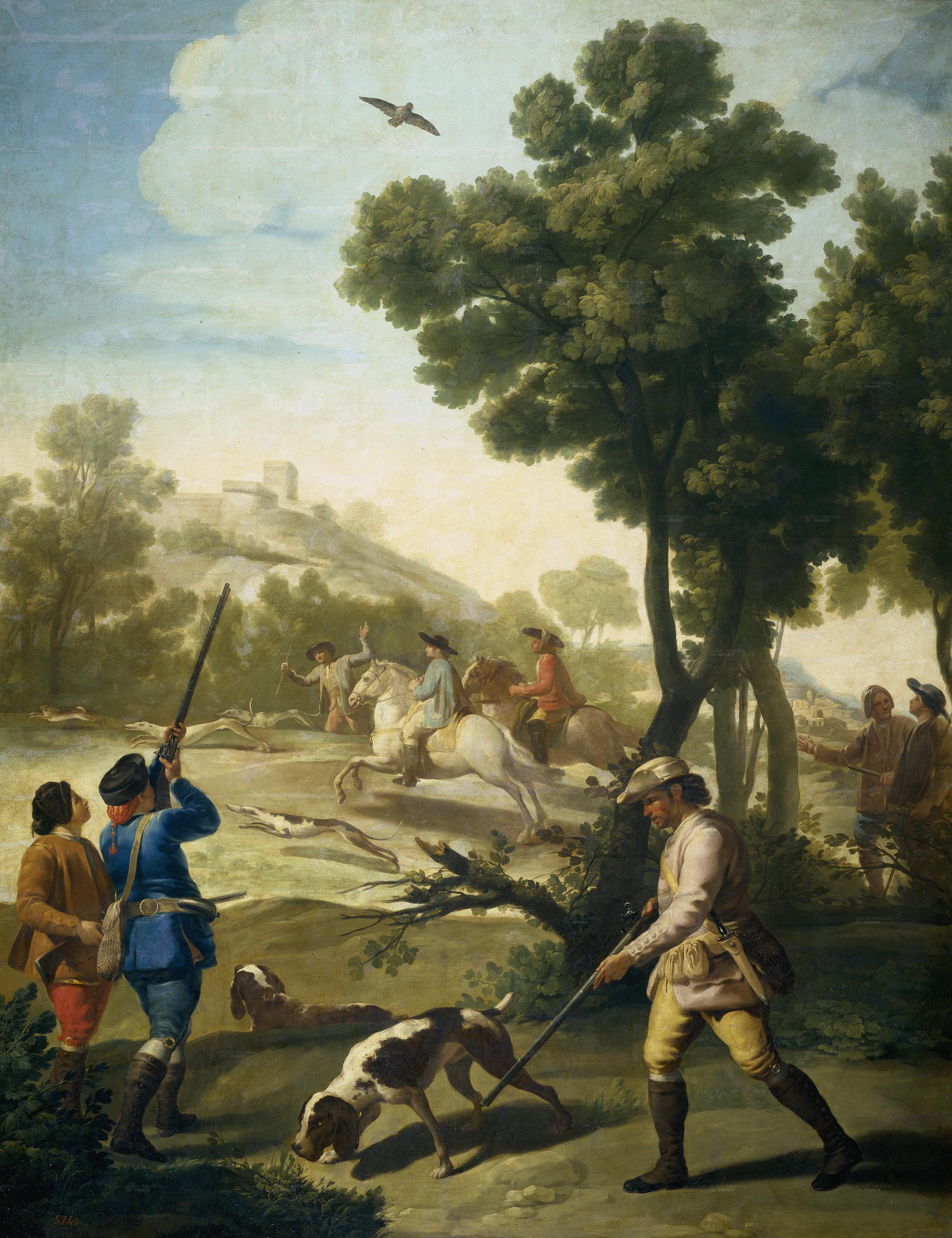
La Partie de chasse (1775)
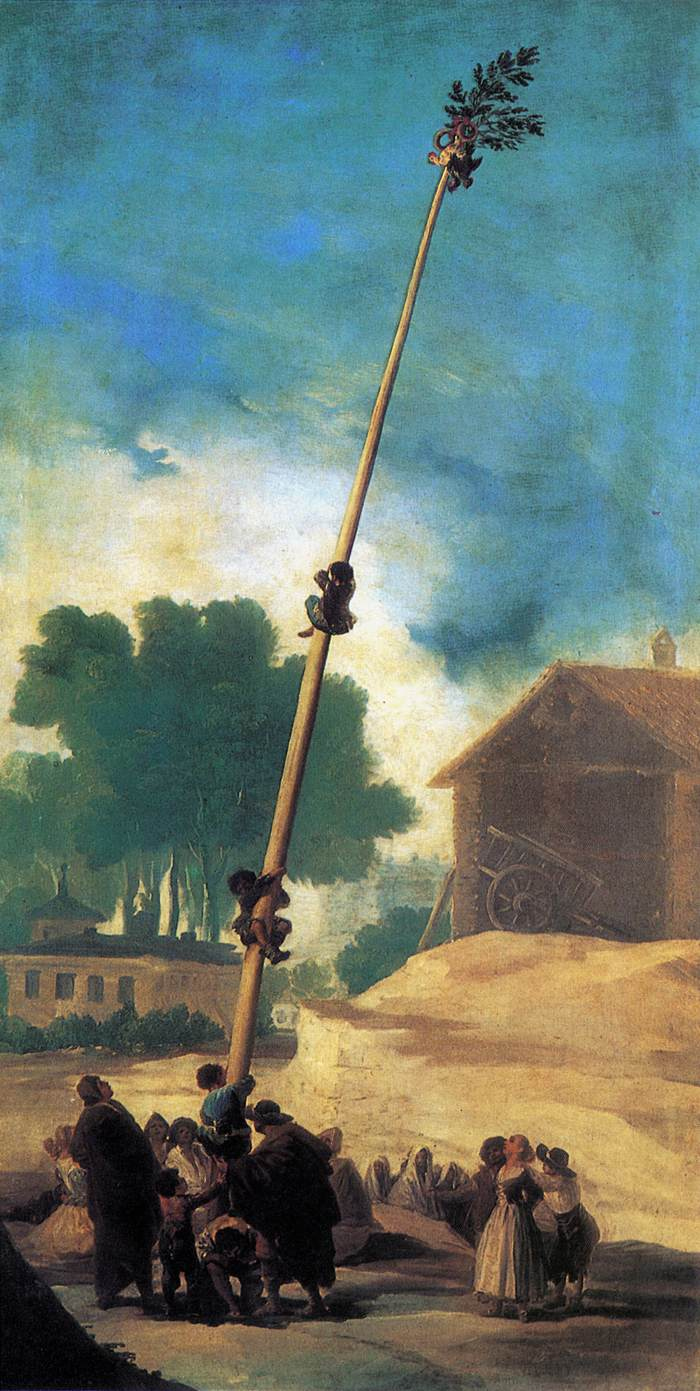
Le Mât de cocagne (1786)
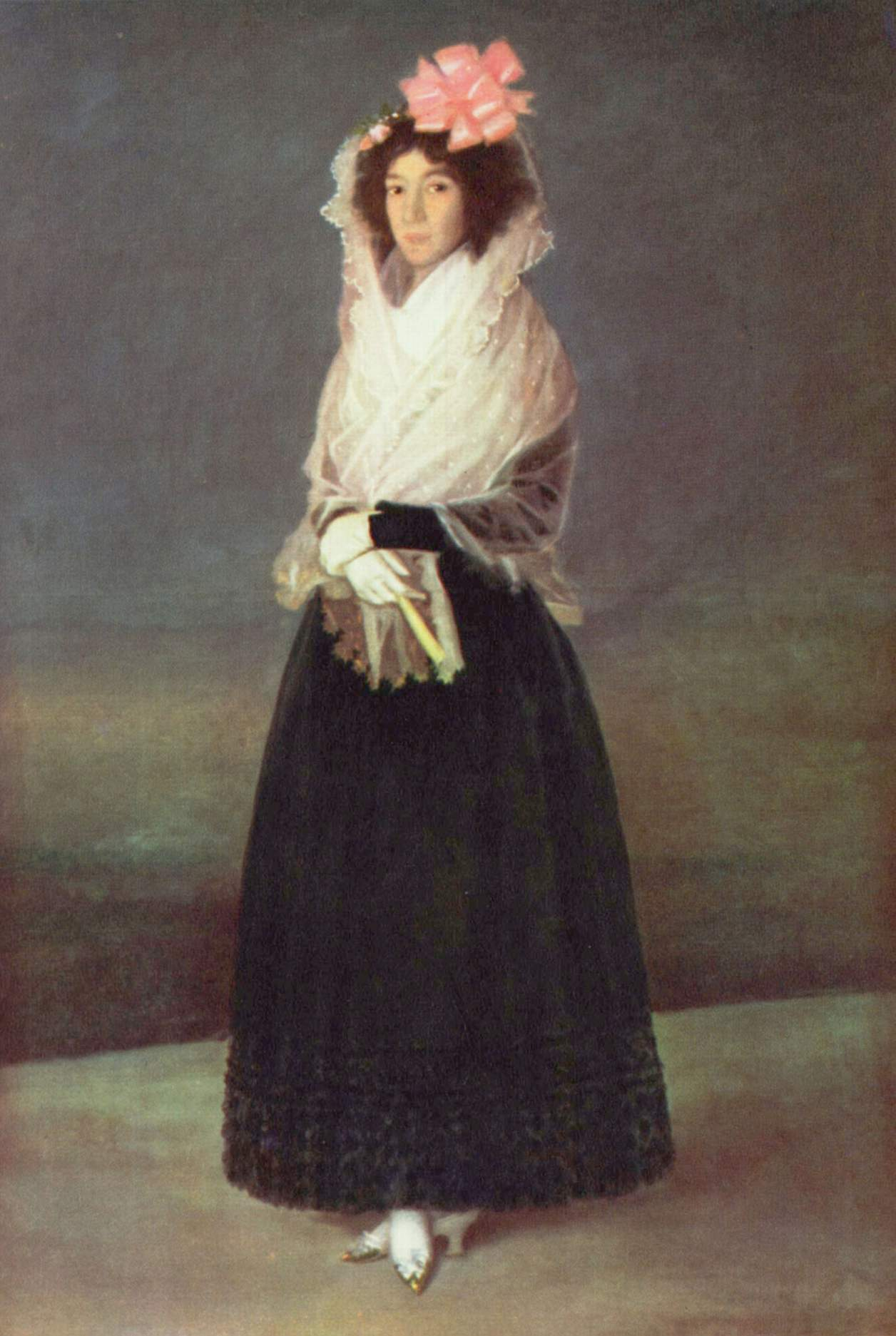
Portrait de la marquise de la Solana (1795) dont le modèle est Rita de Barrenechea, exposé au Louvre.

### Peinture religieuse

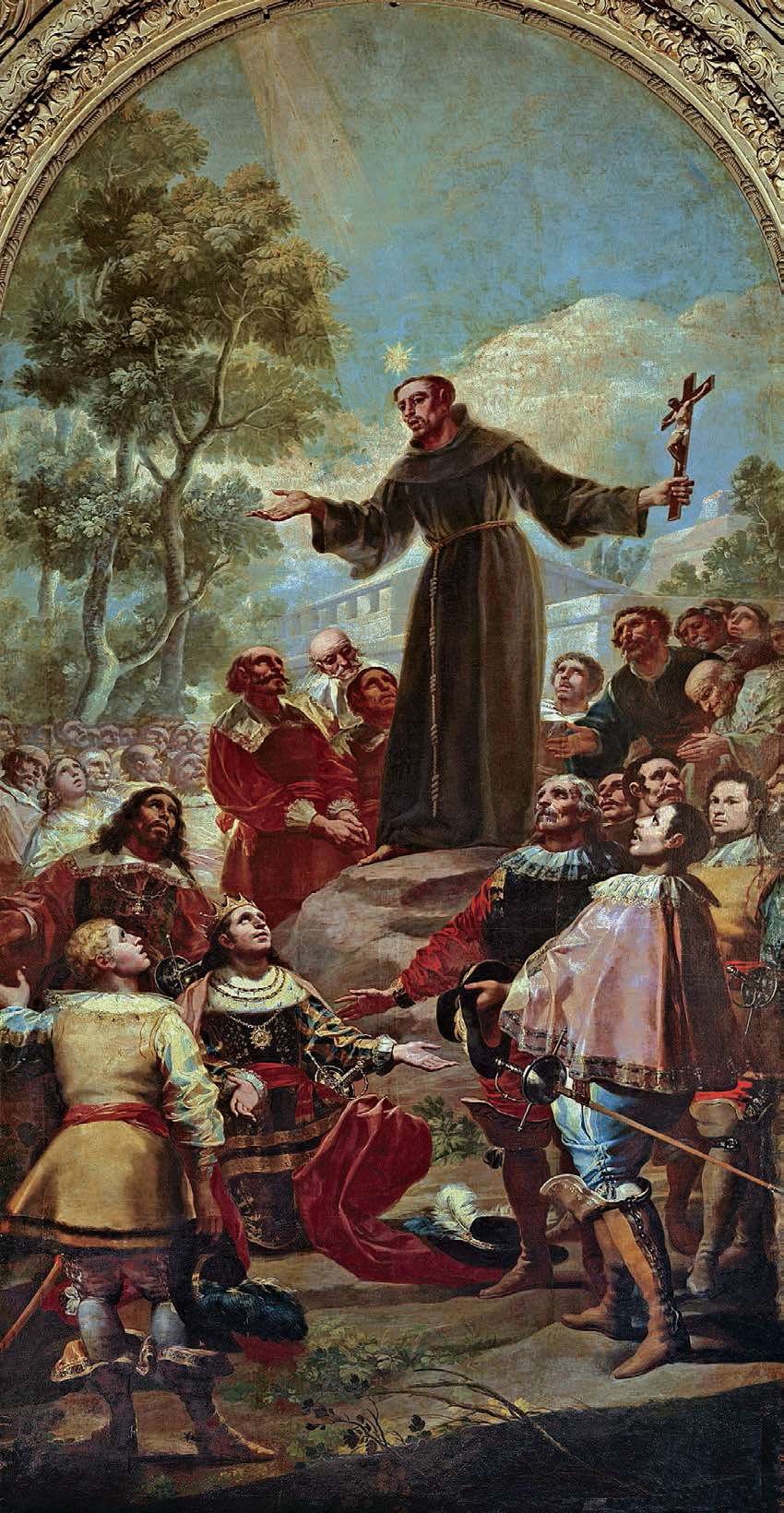
Saint Bernardin de Sienne prêchant devant Alphonse V d'Aragon (1783). Fait partie de la décoration de la basilique de Saint-François-le-Grand de Madrid. Le jeune homme à droite, en second plan qui regarde vers les spectateurs est probablement un autoportrait de Goya.

Dès le début 1778, Goya espère recevoir la confirmation d’une commande importante pour la décoration de la coupole de la basilique de Notre Dame du Pilar que l’organisation chargée de la construction de l’édifice voulait commander à Francisco Bayeu, qui à son tour la proposa à Goya et à son frère Ramón Bayeu. La décoration de la coupole Regina Martirum et de ses pendentifs donne à l’artiste l’espoir de devenir un grand peintre, ce que ses travaux pour les tapisseries ne lui assuraient pas.
En 1780, année où il est nommé académicien, il entreprend un voyage à Saragosse pour réaliser la fresque sous la direction de son beau-frère, Francisco Bayeu. Cependant, après un an de travail, le résultat ne satisfait pas l’organisme de construction qui propose à Bayeu de corriger les fresques avant de donner son accord pour continuer avec les pendentifs. Goya n’accepte pas les critiques et s’oppose à ce qu’un tiers intervienne sur son œuvre récemment terminée. Finalement, à la mi-1781, le peintre aragonais, très meurtri, revient à la cour, non sans envoyer une lettre à Martín Zapater « me rappelant de Saragosse où la peinture me brûla vif. » La rancœur dura jusqu’à ce qu’en 1789, par l’intercession de Bayeu, Goya soit nommé Peintre de la Chambre du Roi. Son père meurt à la fin de cette même année.

Peu après, Goya, avec les meilleurs peintres du moment, est demandé pour réaliser l’un des tableaux qui doit décorer la basilique de Saint-François-le-Grand. Il saisit cette occasion pour se mettre en concurrence avec les meilleurs artisans de l'époque. Après quelque tension avec l'aîné des Bayeu, Goya décrit de façon détaillée l’évolution de ce travail dans une correspondance avec Martín Zapater, où il tente de démontrer que son œuvre vaut mieux que celle de son très respecté concurrent à qui on avait commandé la peinture de l'autel principal. Tout particulièrement, une lettre envoyée à Madrid le 11 janvier 1783 retrace cet épisode. Goya y raconte comment il apprit que Charles IV, alors Prince d’Asturies, avait parlé de la toile de son beau-frère dans ces termes : 

« Ce qui arriva à Bayeu est la chose suivante : après avoir présenté son tableau au palais et avoir dit au Roi [Charles III] bien, bien, bien comme d'habitude ; par la suite le Prince [le futur Charles IV] et les Infants le virent et de ce qu’ils dirent, il n’y a rien en faveur dudit Bayeu, sinon en contre, et il est connu que rien n’a plu à ces Seigneurs. Don Juan de Villanueba, son Architecte, vint au palais et demanda au Prince, comment trouves-tu ce tableau ? Il répondit : Bien, monsieur. Tu es un idiot, lui répondit le prince, ce tableau n’a aucun clair-obscur, pas le moindre effet, est très petit et n'a aucun mérite. Dis à Bayeu que c’est un idiot. Ça m’a été raconté par 6 ou 7 professeurs et deux amis de Villanueba à qui il l’a raconté, bien que ce fût fait devant des personnes à qui ça ne pouvait pas être occulté. »

— Apud Bozal (2005) Cf. Goya (2003)
Goya fait ici allusion à la toile Saint Bernardin de Sienne prêchant devant Alphonse V d'Aragon, terminée en 1783, en même temps qu’il travaille sur le portrait de la famille de l’infant Don Luis, et la même année sur Le Comte de Floridablanca et Goya, œuvres au sommet de l’art pictural de l’époque. Avec ces toiles, Goya n’est plus un simple peintre de cartons ; il domine tous les genres : la peinture religieuse, avec Le Christ crucifié et San Bernardino predicando, et la peinture de cour, avec les portraits de l'aristocratie madrilène et de la famille royale.
Jusqu’en 1787, il laisse de côté les thèmes religieux et lorsqu’il le fait, c'est sur commande de Charles III pour le monastère royal de Saint Joachim et Sainte Anne de Valladolid : La muerte de san José (« La Mort de saint Joseph »), Santa Ludgarda (« Sainte Lutgarde ») et San Bernardo socorriendo a un pobre (« Saint Bernard secourant un pauvre »). Sur ces toiles, les volumes et la qualité des plis des habits blancs rendent un hommage de sobriété et d’austérité à la peinture de Zurbarán.
Sur commande des ducs d’Osuna, ses grands protecteurs et mécènes durant cette décennie aux côtés de Luis-Antoine de Bourbon, il peint l’année suivante des tableaux pour la chapelle de la cathédrale de Valence, où on peut encore contempler Saint François de Borgia et le moribond impénitent et Despedida de san Francisco de Borja de su familia (« Les Adieux de saint François de Borge à sa famille »).

### La décennie desannées 1790(1793-1799)

#### Le caprice et l'invention

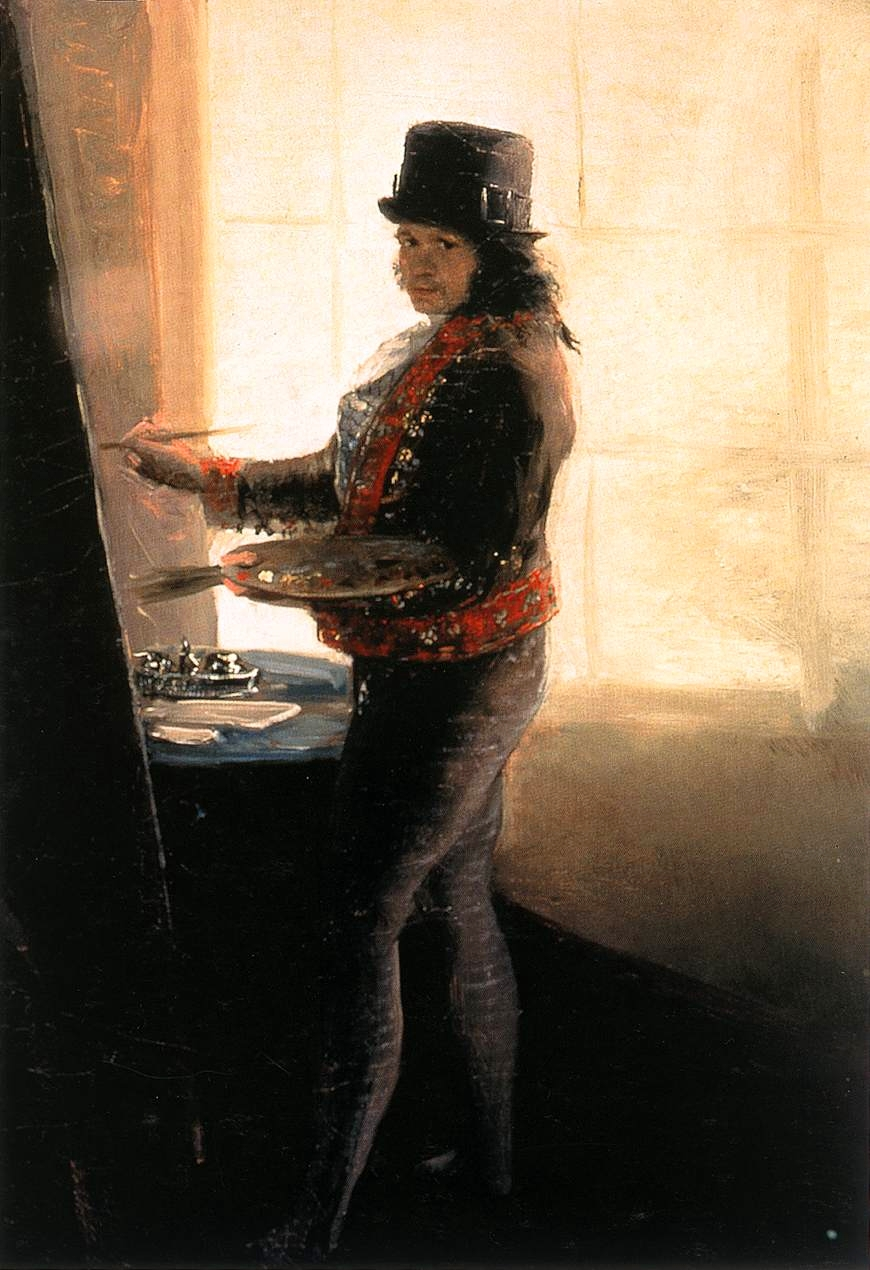
Autoportrait dans l'atelier (1790-1795), Madrid, Académie royale des beaux-arts de San Fernando.

En 1792, Goya fait un discours devant l'Académie, où il exprime ses idées sur la création artistique qui s'éloignent des pseudo-idéalistes et des préceptes néoclassiques en vigueur à l'époque de Mengs, pour affirmer la nécessité de liberté du peintre, qui ne doit pas être sujet à d'étroites règles. D'après lui, « l'oppression, l'obligation servile de faire étudier et de faire suivre à tous le même chemin est un obstacle pour les jeunes qui pratiquent un art si difficile. » C'est une véritable déclaration de principes au service de l'originalité, de la volonté de donner libre cours à l'invention, et un plaidoyer d'un caractère particulièrement préromantique.
Dans cette étape, et surtout après sa maladie de 1793, Goya fait son possible pour créer des œuvres éloignées des obligations dues à ses responsabilités à la cour. Il peindra de plus en plus de petits formats en toute liberté et s'éloignera le plus possible de ses engagements, alléguant à ces fins des difficultés dues à sa santé délicate. Il ne peindra plus de carton pour tapisserie — une activité qui ne représentait plus pour lui que peu de travail — et démissionnera de ses engagements académiques comme maître de peinture à l'Académie Royale des Beaux Arts en 1797, prétextant des problèmes physiques,, tout en étant cependant nommé Académicien d'honneur.

Fin 1792, Goya est hébergé à Cadix par l'industriel Sebastián Martínez y Pérez (de qui il fait un excellent portrait), pour se remettre d'une maladie : probablement le saturnisme, qui est une intoxication progressive par le plomb assez courante chez les peintres . En janvier 1793, Goya est alité dans un état grave : il reste plusieurs mois temporairement et partiellement paralysé. Son état s'améliore en mars, mais laisse comme séquelle une surdité dont il ne se remettra pas. On ne sait rien de lui jusqu'à 1794, quand le peintre envoie à l'Académie de San Fernando une série de tableaux « de cabinet » : 

« Pour occuper l'imagination mortifiée à l'heure de considérer mes maux, et pour dédommager en partie le grand gaspillage qu'ils ont occasionné, je me suis mis à peindre un jeu de tableaux de cabinet, et je me suis rendu compte qu'en général il n'y a pas, avec les commandes, de place pour le caprice et l'invention »

— Carta de Goya a Bernardo de Iriarte (vice-protecteur de l'Académie royale des Beaux-arts de San Fernando), le 4 janvier 1794,.
Les tableaux en question sont un ensemble de 14 œuvres de petit format peints sur fer-blanc ; huit d'entre elles concernent la tauromachie (dont 6 ont lieu dans l'arène), tandis que les 6 autres sont sur des thèmes variés, catégorisées par lui-même comme « diversions nationales » (« Diversiones nacionales »). Parmi elles, plusieurs exemples évidents de Lo Sublime Terrible : l'Enclos des fous, El naufragio, El incendio, fuego de noche, Asalto de ladrones et Interior de prisión. Ses thèmes sont terrifiants et la technique picturale est esquissée et pleine de contrastes lumineux et de dynamisme. Ces œuvres peuvent être considérées comme le début de la peinture romantique.

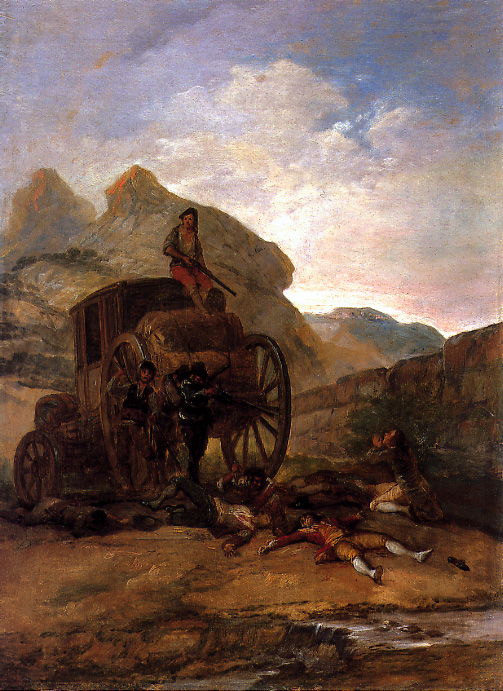
Asalto de ladrones (1794), Madrid, collection Castro Serna.

Bien que la répercussion de la maladie sur le style de Goya a été importante, il n'en était pas à ses premiers coups d'essai sur ces thèmes, comme ça a été le cas avec L'Attaque de la diligence (1787). Il y a cependant des différences notables : dans ce dernier, le paysage est paisible, lumineux, de style rococo, avec des couleurs pastels bleu et vert ; les personnages sont petits et les corps sont disposés dans le coin inférieur gauche, loin du centre du tableau — au contraire de Asalto de ladrones (1794), où le paysage est aride, de couleur terre ; les cadavres apparaissent au premier plan et les lignes convergentes des fusils dirigent le regard vers un survivant suppliant de l'épargner.
À cette série de tableaux appartient, comme précisé préalablement, un ensemble de motifs taurins pour lesquels il est donné plus d'importance aux travaux antérieurs à la corrida qu'aux illustrations contemporaines de cette thématique, comme celles d'auteurs tels que Antonio Carnicero Mancio. Dans ses actions, Goya souligne les moments de danger et de courage et met en valeur la représentation du public comme une masse anonyme, caractéristique de la réception des spectacles de loisirs de la société actuelle. La présence de la mort est particulièrement présente dans les œuvres de 1793, comme celles des montures de Suerte de matar et la prise d'un cavalier dans La Mort du picador, qui éloignent définitivement ces thèmes du pittoresque et du rococo.

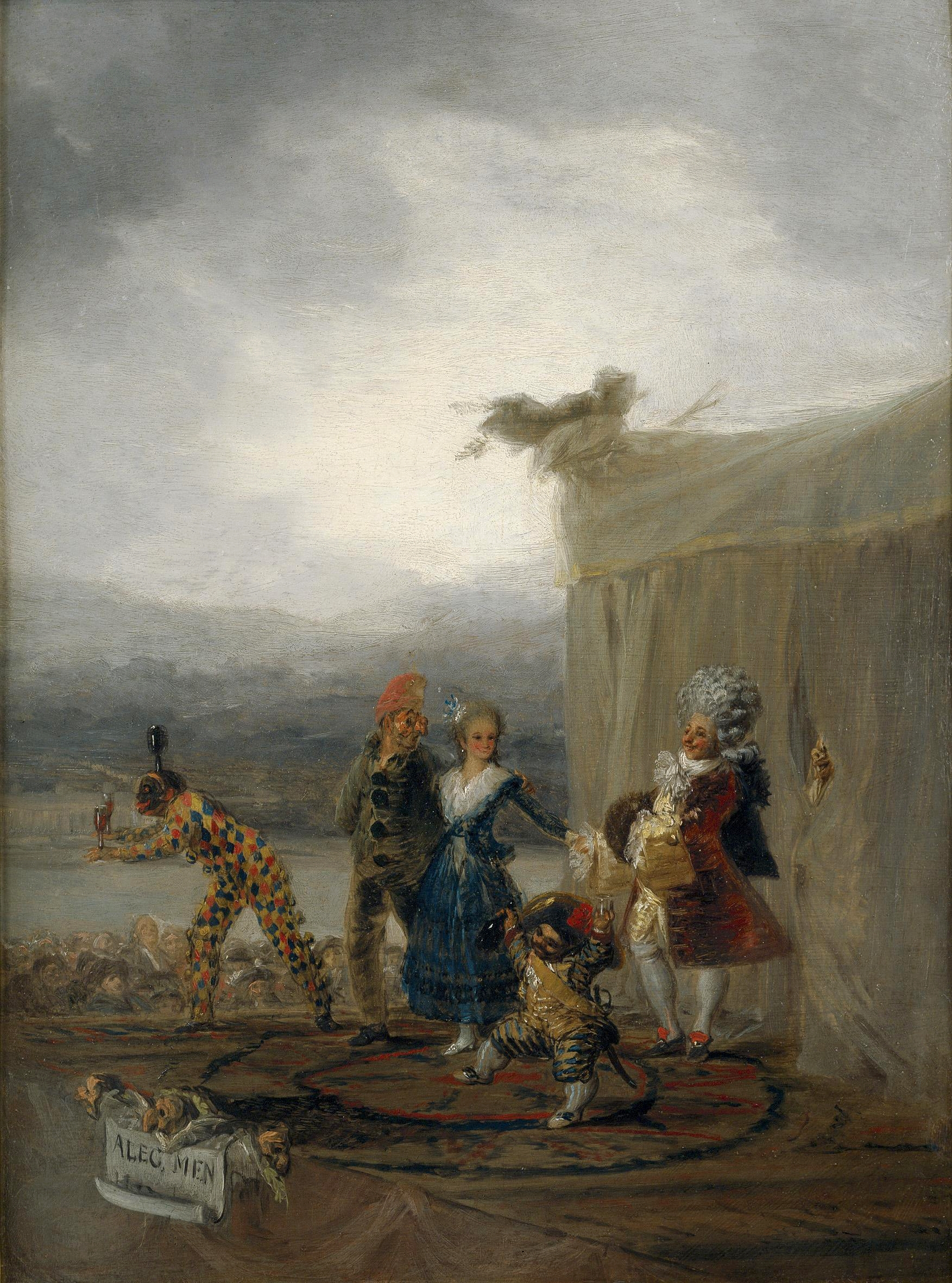
Des acteurs comiques ambulants (1793-1794), Madrid, musée du Prado.

Cet ensemble d'œuvres sur planches en fer-blanc est complétée par Des acteurs comiques ambulants, une représentation d'une compagnie d'acteurs de la commedia dell'arte. En premier plan, au bord de la scène, des figures grotesques tiennent une pancarte avec l'inscription « ALEG. MEN. » qui associe la scène à l’alegoría menandrea (« allégorie de Ménandre »), en consonance avec les œuvres naturalistes de la Commedia dell'arte et à la satire (Menandre étant un dramaturge de la Grèce classique de pièces satiriques et moralistes),. L'expression alegoría menandrea est fréquemment utilisée comme sous-titre de l'œuvre voire comme nom alternatif. Au travers de ces personnages ridicules, apparaît la caricature et la représentation du grotesque, dans l'un des plus clairs précédents de ce qui deviendra courant dans ses images satiriques postérieures : des visages déformés, des personnages fantoches et l'exagération des traits physiques. Sur une scène élevée et entourée d'un public anonyme, jouent Arlequin, qui jongle au bord de la scène et un Polichinelle nain en tenue militaire et saoul, afin de traduire l'instabilité du triangle amoureux entre Colombine, Pierrot et Pantalon. Ce dernier porte un bonnet phrygien des révolutionnaires Français aux côtés d'un aristocrate d'opérette habillé à la mode de l'Ancien Régime. Derrière eux, un nez sort d'entre les rideaux de fond,,.
En 1795, Goya obtient de l'Académie des Beaux-arts la place de Directeur de Peinture, devenue vacante avec la mort de son beau-frère Francisco Bayeu cette année-là, ainsi que celle de Ramón, mort peu de temps plus tôt et qui aurait pu prétendre au poste. Par ailleurs, il sollicite à Manuel Godoy le poste de Premier Peintre de la Chambre du Roi avec le salaire de son beau-père, mais il ne lui est accordé qu'en 1789.

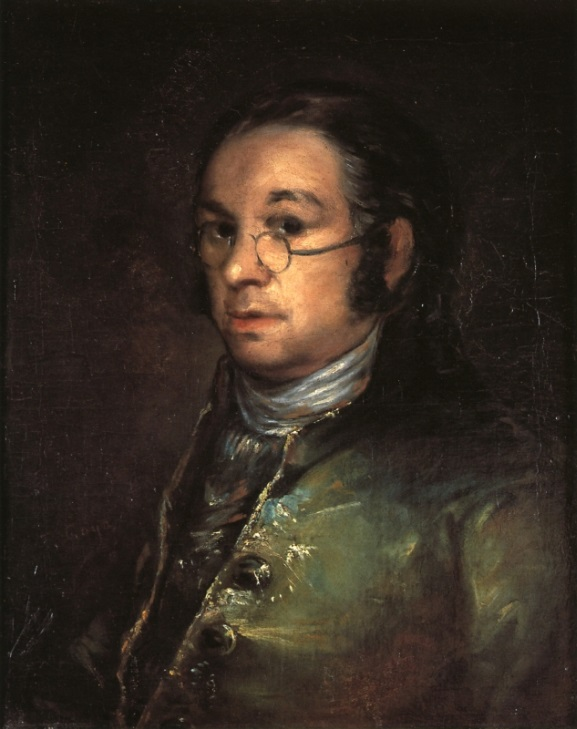
Autoportrait aux lunettes (vers 1800), Musée Goya, Castres.

La vue de Goya semble se dégrader, avec une probable cataracte, dont les effets sont particulièrement évidents dans le portrait inachevé de Jacques Galos (1826), de Mariano Goya (le petit-fils de l'artiste, peint en 1827) puis de Pío de Molina (1827-1828).

#### Portraits de la noblesse espagnole

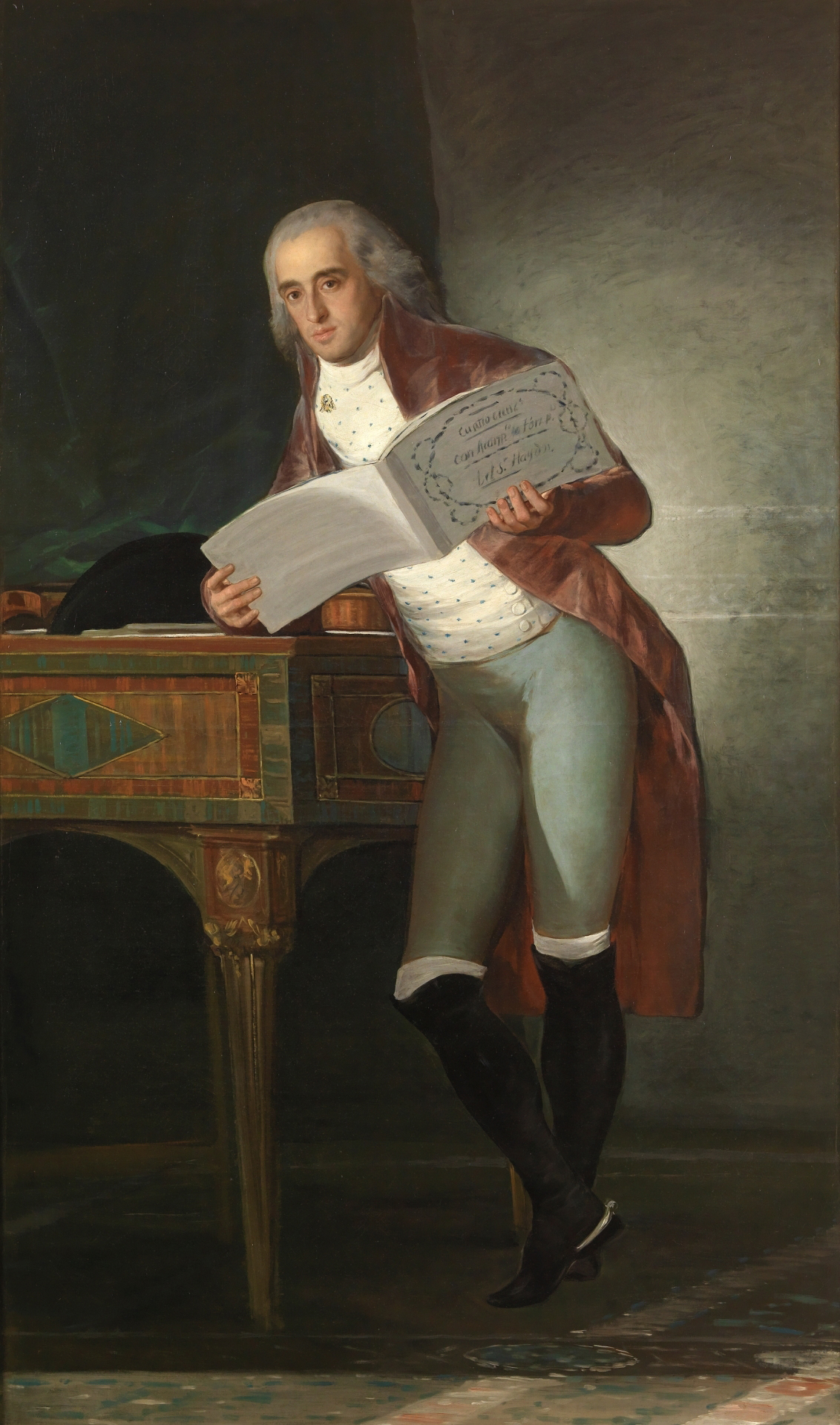
Portrait du duc d'Alba (1795, Madrid, musée du Prado. Très fervent de la musique de chambre, le duc d'Alba apparaît appuyé sur un clavecin sur lequel repose un alto, son instrument favori. Il tient entre ses mains une partition ouverte de Haydn.

À partir de 1794, Goya reprend ses portraits de la noblesse madrilène et d'autres personnalités remarquables de la société de son époque qui inclut désormais, grâce à son statut de Premier Peintre de la Chambre, des représentations de la famille royale, de laquelle il avait déjà fait les premiers portraits en 1789 : Charles IV en rouge, Carlos IV de cuerpo entero (« Carlos IV en entier ») ou encore María Luisa de Parma con tontillo (« Marie-Louise de Parme avec un drôle »). Sa technique a évolué, les traits psychologiques du visage sont plus précis et il utilise pour les tissus une technique illusionniste à partir de taches de peinture qui lui permettent de reproduire à une certaine distance des brodés d'or et d'argent, et des tissus de types divers.
De Portrait de Sebastián Martínez (1793) ressort une délicatesse avec laquelle il gradue les tons des éclats de la veste de soie du haut personnage gaditan. Il travaille en même temps son visage avec soin, captant toute la noblesse du caractère de son protecteur et ami. Il réalise à cette époque de nombreux portraits de très grande qualité : La Marquise de Solana (1795), les deux de la Duchesse d'Alba, en blanc (1795) puis en noir (1797), celui de son mari, (Portrait du duc d'Alba, 1795), La Comtesse de Chinchón (1800), des effigies de toreros comme Pedro Romero (1795-1798), d'actrices comme « La Tirana » (1799), de personnalités politiques comme Francisco de Saavedra y Sangronis et de lettrés, parmi lesquels les portraits de Juan Meléndez Valdés (1797), Gaspar Melchor de Jovellanos (1798) et Leandro Fernández de Moratín (1799) sont particulièrement remarquables.
Dans ces œuvres, les influences du portrait anglais sont notables, et il en soulignait d'ailleurs la profondeur psychologique et le naturel de l'attitude. L'importance de montrer des médailles, objets, symboles des attributs de rang ou de pouvoir des sujets, diminue progressivement pour favoriser la représentation de leurs qualités humaines.
L'évolution qu'a expérimentée le portrait masculin s'observe en comparant le portrait du Comte de Floridablanca (1783) avec le portrait de Gaspar Melchor de Jovellanos, (1798). Le portrait de Charles III présidant la scène, l'attitude de sujet reconnaissant du peintre qui s'y est fait un autoportrait, les vêtements luxueux et les attributs de pouvoir du ministre et même la taille excessive de sa figure, contrastent avec le geste mélancolique de son collège Jovellanos. Sans perruque, incliné et même affligé par la difficulté de mener à bout les réformes qu'il prévoyait, et situé dans un espace plus confortable et intime : cette dernière toile montre clairement le chemin parcouru toutes ces années.

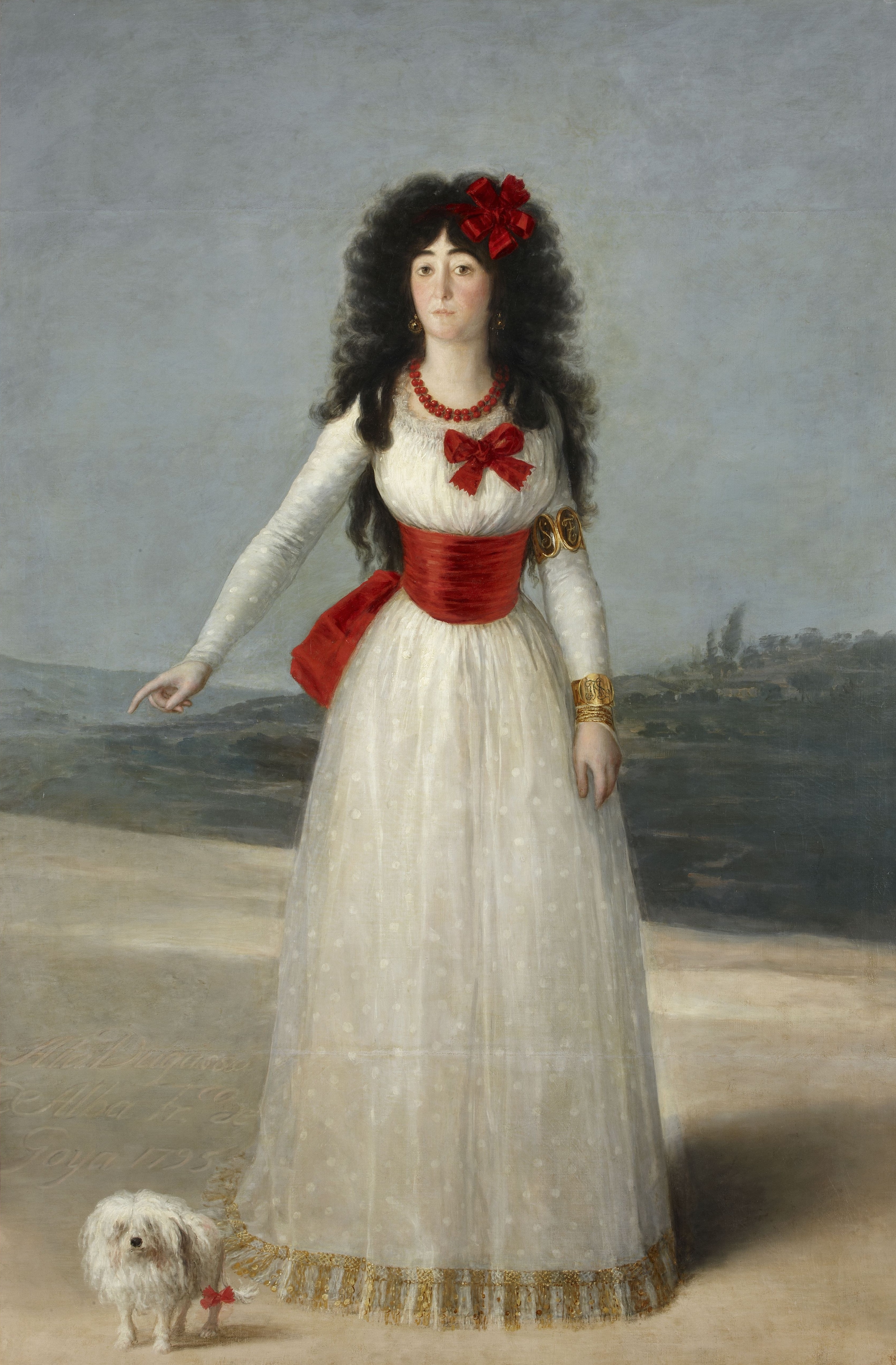
La Duchesse d'Alba (1795), Madrid, palais de Liria, collection Casa de Alba.

Concernant les portraits féminins, il convient de commenter les relations avec la Duchesse d'Alba. À partir de 1794, il se rend au palais des ducs d'Alba à Madrid pour leur faire le portrait. Il fait également quelques tableaux de cabinet avec des scènes de sa vie quotidienne, tels que La Duchesse d'Alba et la bigote, et, après la mort du duc en 1795, il fera de longs séjours avec la jeune veuve dans sa propriété de Sanlúcar de Barrameda en 1796 et 1797. L'hypothétique relation amoureuse entre eux a suscité une abondante littérature basée sur des indices non concluants. Il y a eu de grands débats sur le sens du fragment de l'une des lettres que Goya a envoyé à Martín Zapater le 2 août 1794, et dans laquelle, avec sa graphie particulière, il écrit : 
« Mas te balia benir á ayudar a pintar a la de Alba, que ayer se me metio en el estudio a que le pintase la cara, y se salió con ello; por cierto que me gusta mas que pintar en lienzo, que tanbien la he de retratar de cuerpo entero [...] »
— Francisco de Goya

« Tu aurais dû venir m'aider à peindre la Duchesse d'Alba, qui est venue hier au studio pour que je lui peigne le visage, et elle l'a obtenu. Lui peindre le visage me plairait plus que le lui peindre sur une toile ; maintenant je vais également devoir lui faire une peinture du corps entier. »
À cela il faudrait ajouter les dessins de l’Album A (également appelé Cuaderno pequeño de Sanlúcar), dans lesquels apparaît María Teresa Cayetana avec des attitudes privées qui font ressortir sa sensualité, et le portrait de 1797 où la duchesse — qui porte deux bagues avec les inscriptions « Goya » et « Alba », respectivement — montre une inscription au sol qui prône « Solo Goya » (« Seulement Goya »). Tout cela amène à penser que le peintre a dû sentir une certaine attraction pour Cayetana, connue pour son indépendance et son comportement capricieux.
Pourtant, Manuela Mena Marqués, en s'appuyant sur des correspondances de la Duchesse dans lesquelles on la voit très affectée par la mort de son mari, dément toute liaison entre eux, qu'elle soit amoureuse, sensuelle ou platonique. Goya n'y aurait fait que des visites de courtoisie. Elle avance par ailleurs que les peintures les plus polémiques — les nus, le Portrait de la Duchesse d'Alba de 1797, faisant partie des Caprichos — seraient en fait datées de 1794 et non pas 1797-1798, ce qui les situerait avant ce fameux été 1796 et surtout avant la mort du duc d'Alba.
Quoi qu'il en soit, les portraits de corps entier faits de la duchesse d'Alba sont de grande qualité. Le premier a été réalisé avant qu'elle soit veuve et elle y apparaît complètement vêtue à la mode française, avec un délicat costume blanc qui contraste avec le rouge vif du ruban qu'elle porte à la ceinture. Son geste montre une personnalité extrovertie, en contraste avec son mari, qui est représenté incliné et montrant un caractère renfermé. Ce n'est pas pour rien qu'elle aimait l'opéra et était très mondaine, une « petimetra a lo último» (« une minette absolue »), selon la comtesse de Yebes, tandis que lui était pieux et aimait la musique de chambre. Dans le second portrait de la duchesse, elle s'habille en deuil à l'espagnole et pose dans un paysage serein.

#### Los Caprichos

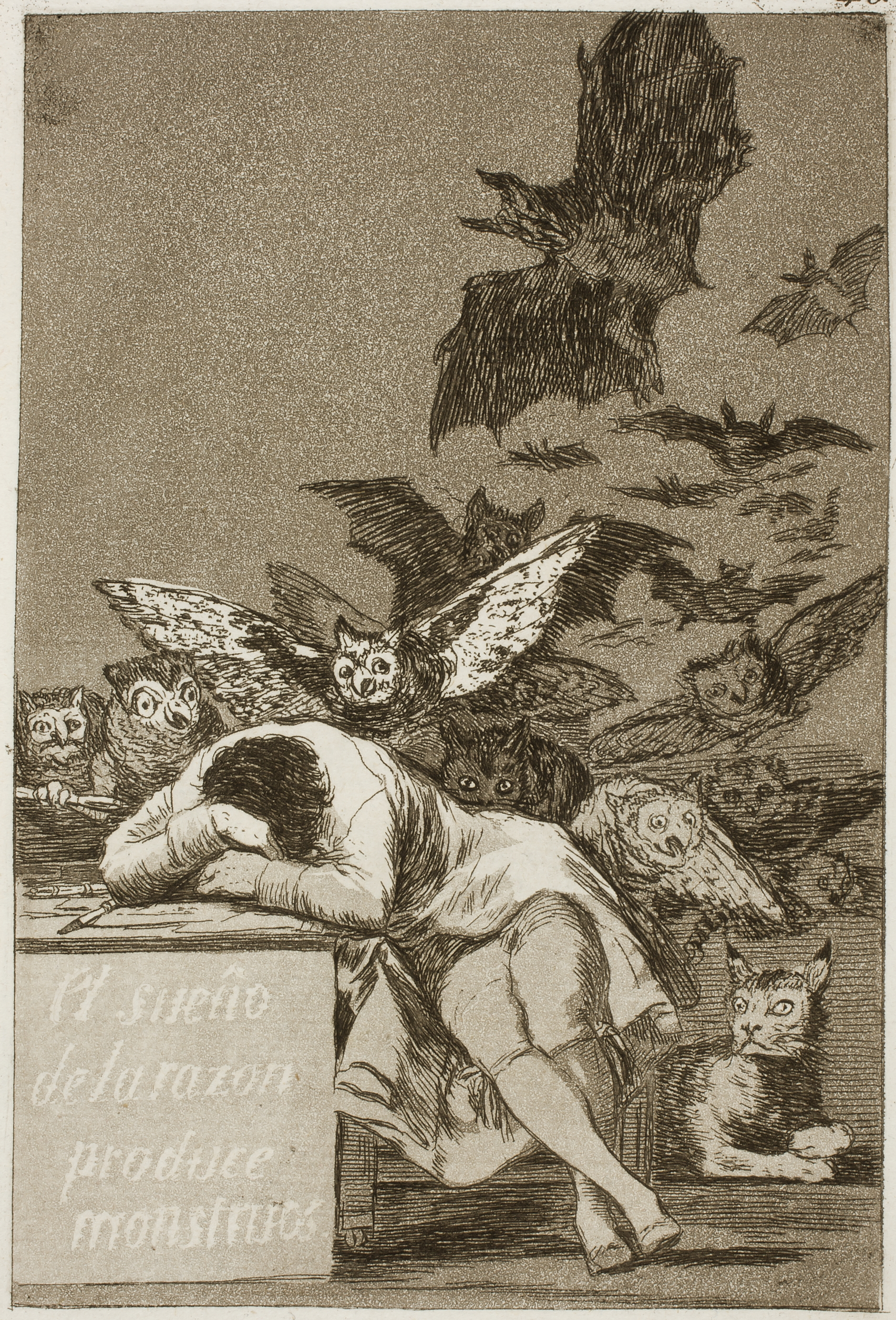
Capricho no 43 : Le sommeil de la raison produit des monstres (1799).

Bien que Goya ait publié à partir de 1771 des gravures — notamment Huida a Egipto (« Fuite en Égypte »), qu'il signe comme créateur et graveur —, qu'il ait publié en 1778 une série d'estampes d'après des tableaux de Vélasquez, ainsi que quelques autres œuvres hors série en 1778-1780, dont il faut mentionner l'impact de l'image et le clair-obscur motivé par le tranchant El Agarrotado (« Le garroté »), c'est avec les Caprichos (« Les Caprices »), dont le journal madrilène Diario de Madrid annonce la vente le 6 février 1799, que Goya inaugure la gravure romantique et contemporaine de caractère satirique.
Il s'agit de la première réalisation d'une série d'estampes de caricatures espagnole, à la manière de ce qui se faisait en Angleterre et en France, mais avec une grande qualité dans l'utilisation des techniques de l'eau-forte et de l'aquatinte — avec des touches de burin, de brunissoir et de pointe sèche — et une thématique originale et innovatrice : les Caprichos ne se laissent pas interpréter d'une seule façon, contrairement à l'estampe satyrique conventionnelle.
L'eau-forte était la technique habituelle des peintres-graveurs du XVIIIe siècle, mais la combinaison avec l'aquatinte lui permet de créer des superficies d'ombres nuancées grâce à l'utilisation de résines de différentes textures ; avec celles-ci, on obtient un dégradé dans l'échelle des gris qui permet de créer une illumination dramatique et inquiétante héritée de l'œuvre de Rembrandt.
Avec ces « sujets capricieux » — comme les appelait Leandro Fernández de Moratín, qui a très probablement rédigé la préface de l'édition — pleins d'invention, il y avait la volonté de diffuser l'idéologie de la minorité intellectuelle des Lumières, qui incluait un anticléricalisme plus ou moins explicite. Il faut prendre en compte que les idées picturales de ces estampes se développent à partir de 1796 avec des antécédents présents dans le Cuaderno pequeño de Sanlúcar (ou Album A) et dans l’Álbum de Sanlúcar-Madrid (ou Album B).
Tandis que Goya crée les Caprichos, les Lumières occupent enfin des postes au pouvoir. Gaspar Melchor de Jovellanos est du 11 novembre 1797 au 16 août 1798 la personne de plus grande autorité en Espagne en acceptant le poste de Ministre de la Grâce et de la Justice. Francisco de Saavedra, ami du ministre et de ses idées avancées, devient secrétaire du Trésor public en 1797 puis secrétaire d'État du 30 mars au 22 octobre 1798. L'époque à laquelle ces images sont produites est propice à la recherche de l'utile dans la critique des vices universels et particuliers de l'Espagne, bien que dès 1799 un mouvement réactionnaire obligera Goya à retirer de la vente les estampes et à les offrir au roi en 1803

Par ailleurs, Glendinning affirme, dans un chapitre intitulé La feliz renovación de las ideas (« La joyeuse rénovation des idées ») : 

« Une approche politique serait tout à fait logique pour ces satyres en 1797. À cette époque, les amis du peintre jouissaient de la protection de Godoy et avaient accès au pouvoir. En novembre, Jovellanos est nommé ministre de la Grâce et de la Justice, et un groupe de ses amis, parmi lesquels Simón de Viegas et Vargas Ponce, travaillent sur la réforme de l'enseignement public. Une nouvelle vision législative est au cœur du travail de Jovellanos et de ses amis, et selon Godoy lui-même, il s'agissait d'exécuter peu à peu les « réformes essentielles que réclamaient les progrès du siècle ». Les nobles et beaux-arts auraient leur rôle dans ce processus, préparant « l'arrivée d'une joyeuse rénovation quand les idées et les mœurs seraient mûres. » [...] L'apparition des Caprichos à ce moment-là profitera de la « liberté de discours et d'écriture » existante pour contribuer à l'esprit de réforme et pourra compter sur le soutien moral de plusieurs ministres. Il n'est pas étrange que Goya ait pensé à publier l'œuvre par abonnement et ait attendu que l'une des librairies de la cour se soit chargée de la vente et de la publicité. »

— Nigel Glendinning. Francisco de Goya (1993)
La gravure la plus emblématique des Caprichos — et probablement de toute l'œuvre graphique de Goya — est ce qui devait originellement être le frontispice de l'œuvre avant de servir, lors de sa publication définitive, de charnière entre la première partie consacrée à la critique des mœurs et une seconde plus orientée vers l'étude de la sorcellerie et la nuit : le Capricho no 43 : Le sommeil de la raison produit des monstres. Depuis sa première esquisse en 1797, intitulée, dans la marge supérieure, « Sueño no 1 » (« Rêve no 1 »), l'auteur est représenté en train de rêver, et surgit du monde onirique une vision de cauchemar, avec son propre visage répété aux côtés de sabots de chevaux, de têtes fantomatiques et de chauves-souris. Dans l'estampe définitive est restée la légende sur la devanture de la table où s'appuie le rêveur qui entre dans le monde des monstres une fois éteint le monde des lumières.

#### Le rêve de la raison

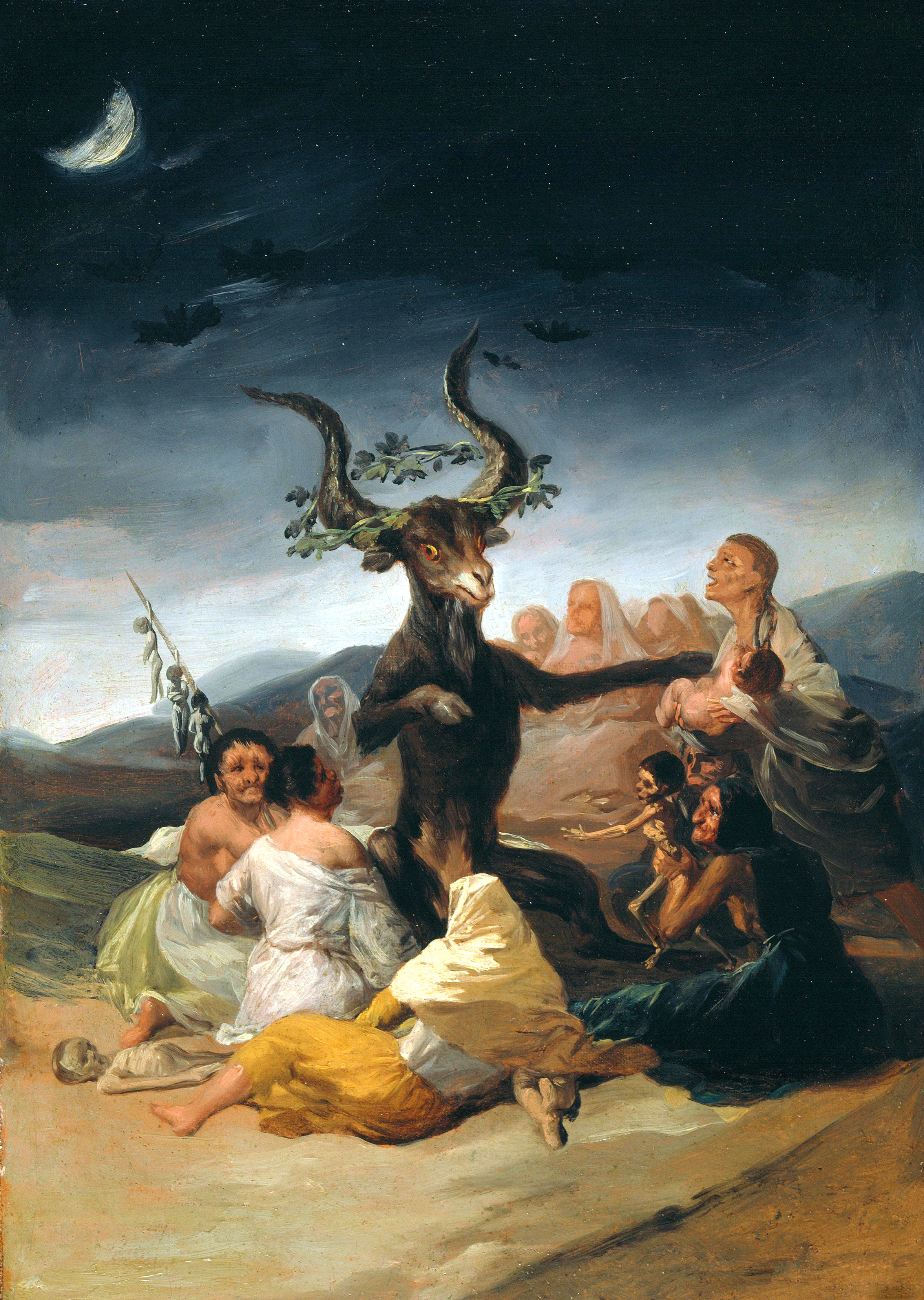
Le Sabbat des sorcières (1797-1798, Museo Lázaro Galdiano, Madrid).

Avant la fin du XVIIIe siècle, Goya peint encore trois séries de tableaux de petit format qui insistent dans la thématique du mystère, de la sorcellerie, de la nuit et même de la cruauté, et sont à mettre en relation avec les premiers tableaux de Capricho e invención, peints après sa maladie en 1793.
On trouve d'abord deux toiles commandées par les ducs d'Osuna pour leur propriété de la Alameda qui s'inspirent du théâtre de l'époque. Il s'agit de El convidado de piedra — actuellement introuvable ; il est inspiré d'un passage de la version de Don Juan de Antonio de Zamora : No hay plazo que no se cumpla ni deuda que no se pague (« Il n'y a pas de délais qui ne se respecte ni de dette qui ne se paie ») — et la Lampe du diable, une scène de El hechizado por fuerza (« L'enchanté de force ») qui recrée un moment du drame homonyme d'Antonio de Zamora où un pusillanime superstitieux essaie d'éviter que s'éteigne sa lampe à huile, convaincu que s'il n'y arrive pas, il meurt. Les deux tableaux sont réalisés entre 1797 et 1798 et représentent des scènes théâtrales caractérisées par la présence de la peur de la mort, laquelle est personnifiée par un être terrifiant et surnaturel.
D'autres tableaux dont la thématique et la sorcellerie complètent la décoration de la quinte du Capricho — La cocina de los brujos (« La cuisine des sorciers »), Le Vol des Sorcières, El conjuro (« Le Sort ») et surtout Le Sabbat des sorcières, où des femmes vieillies et déformées situées autour d'un grand bouc, l'image du démon, lui offrent comme aliments des enfants vivants ; un ciel mélancolique — c'est-à-dire nocturne et lunaire — illumine la scène.

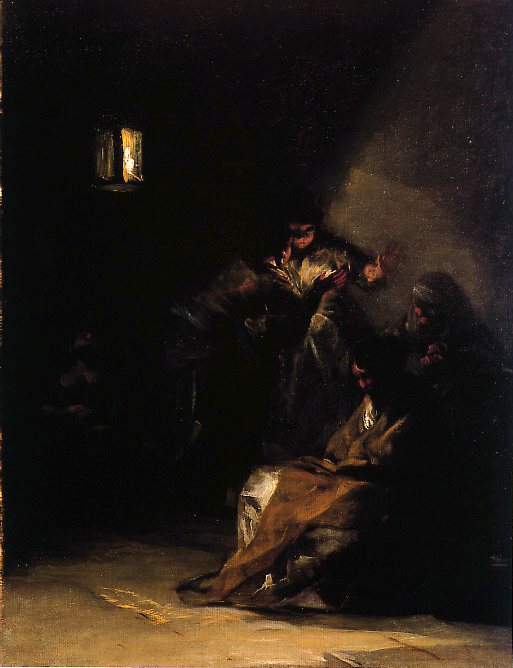
Intérieur de prison ou Crime du château II (1798-1800, collection Marqués de la Romana). María Vicenta, en prison après avoir assassiné son mari, attend d'être exécutée.

Ce ton est maintenu dans toute la série, qui a probablement été conçue comme une satire illustrée des superstitions populaires. Ces œuvres n'évitent cependant pas d'exercer une attraction typiquement préromantique par rapport avec les sujets notés par Edmund Burke dans Recherche philosophique sur l'origine de nos idées du sublime et du beau (1756) au sujet du tableau Lo Sublime Terrible.
Il est difficile de déterminer si ces toiles sur des thèmes de sorcellerie ont une intention satyrique, comme la ridiculisation de fausse superstitions, dans la lignée de celles déclarées avec Los Caprichos et l'idéologie des Lumières, ou si au contraire elles répondent au but de transmettre des émotions inquiétantes, produits des maléfices, sorts et ambiance lugubre et terrifiante, qui seraient propres aux étapes postérieures. Contrairement aux estampes, il n'y a pas ici de devise qui nous guide, et les tableaux entretiennent une ambiguïté d'interprétation, qui n'est pas exclusive, cependant, de cette thématique. Son approche du monde taurin ne nous donne pas non-plus d'indices suffisants pour se décanter pour une vision critique ou pour celle de l'enthousiaste amateur de la tauromachie qu'il était, selon ses propres témoignages épistolaires.
Une autre série de peintures qui relate un fait divers contemporain — qu'il appelle Crimen del Castillo (« Crime du Château ») — propose de plus grands contrastes d'ombre et de lumière. Francisco del Castillo (dont le nom de famille pourrait se traduire par « du Château », d'où le nom choisi) fut assassiné par son épouse María Vicenta et son amant et cousin Santiago Sanjuán. Plus tard, ils furent arrêtés et jugés dans un procès qui devint célèbre pour l'éloquence de l'accusation du fiscal (à charge de Juan Meléndez Valdés, poète des Lumières de l'entourage de Jovellanos et ami de Goya), avant d'être exécutés le 23 avril 1798 sur la Plaza Mayor de Madrid. L'artiste, à la manière des aleluyas que racontaient les aveugles en s'accompagnant de vignettes, recrée l'homicide dans deux peintures intitulées La visita del fraile (« La visite du moine »), appelée aussi El Crimen del Castillo I (« Le Crime du Château I »), et Interior de prisión (« Intérieur de prison »), appelée aussi El Crimen del Castillo II (« Le Crime du Château II »), peintes en 1800. Dans cette dernière apparaît le thème de la prison qui, comme celle de l'asile de fou, était un motif constant dans l'art de Goya et lui permettait d'exprimer les aspects les plus sordides et irrationnels de l'être humain, commençant ainsi un chemin qui culminerait avec les Peintures noires.
Vers 1807, il revient à cette manière de raconter l'histoire de faits divers au moyen d’aleluyas avec la recréation de l'histoire de Frère Pedro de Zaldivia et le Bandit Maragato en six tableaux ou vignettes.

#### Les fresques de San Antonio de la Florida et autres peintures religieuses
Vers 1797, Goya travaille dans la décoration murale avec des peintures sur la vie du Christ pour l'Oratoire de la Sainte Grotte de Cadix. Au travers de ces peintures, il s'éloigne de l'iconographie habituelle pour présenter des passages tels que La multiplicación de los panes y los peces (« La multiplication des pains et des poissons ») et la Última Cena (« La Dernière Cène ») depuis une perspective plus humaine. Il travaille aussi sur une autre commande, de la part de la cathédrale Sainte-Marie de Tolède, pour la sacristie de laquelle il peint L'Arrestation du Christ en 1798. Cette œuvre est un hommage à El Expolio d'El Greco dans sa composition, ainsi qu'à l'illumination focalisée de Rembrandt.

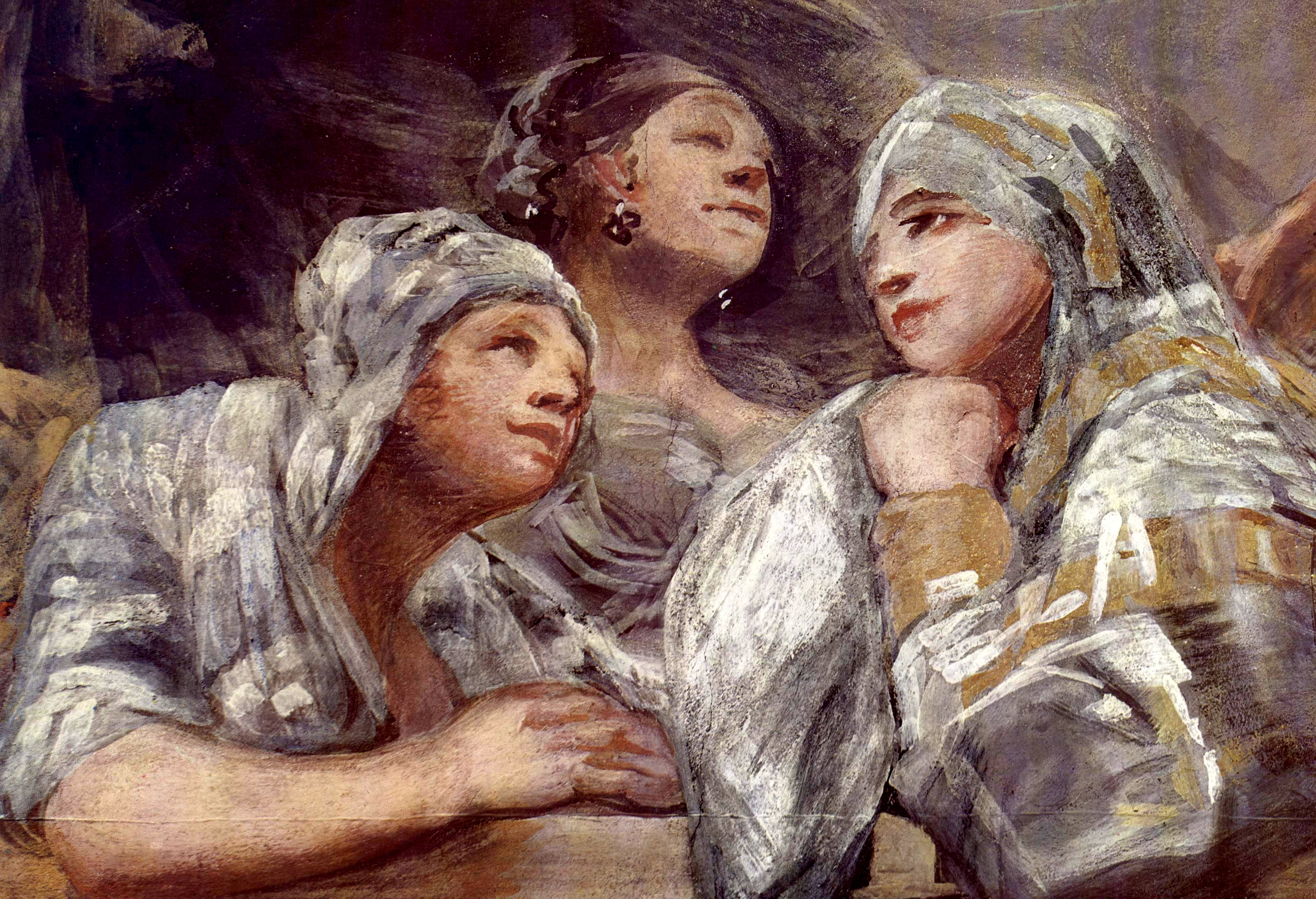
Détail des fresques de l'Église San Antonio de la Florida de Madrid (1798).

Les fresques de l'église San Antonio de la Florida de Madrid, probablement exécutées par commande de ses amis Jovellanos, Saavedra et Ceán Bermúdez, représentent le chef-d'œuvre de sa peinture murale. Goya a pu se sentir protégé et ainsi libre dans le choix de ses idées et de sa technique : il en profite pour introduire plusieurs innovations. D'un point de vue thématique, il situe la représentation de la Gloire dans la semi-coupole de l'abside de cette petite église et réserve la coupole complète pour le Miracle de Saint-Antoine de Padoue, dont les personnages proviennent des couches les plus humbles de la société. C'est donc novateur de situer les figures de la divinité dans un espace plus bas que celui réservé au miracle, d'autant plus que le protagoniste est un moine vêtu humblement et est entouré de mendiants, aveugles, travailleurs et voyous. Rapprocher le monde céleste au regard du peuple est probablement la conséquence des idées révolutionnaires que les Lumières ont vis-à-vis de la religion.
La maîtrise prodigieuse de Goya dans l'application impressionniste de la peinture réside surtout dans sa technique d'exécution ferme et rapide, avec des coups de pinceaux énergiques qui mettent en valeur les lumières et les éclats. Il résout les volumes avec de vigoureux traits propres à l'esquisse ; pourtant, depuis la distance à laquelle le spectateur les contemple, ils acquièrent une consistance remarquable.
La composition dispose d'une frise de figures étalée sur les arcs doubleaux en trompe-l'œil, tandis que la mise en valeur des groupes et des protagonistes se fait au moyen de zones plus élevées, comme celle du saint lui-même ou du personnage qui, en face, lève les bras au ciel. Il n'y a pas d'étatisme : toutes les figures sont mises en relation de manière dynamique. Un enfant se juche sur l'arc doubleau ; le linceul s'appuie dessus comme un drap qui sèche, tendu au soleil. Le paysage des montagnes madrilènes, proche du costumbrismo (peinture des mœurs) des cartons, constitue le fond de toute la coupole.

### Le tournant duXIXesiècle

#### La famille de Charles IVet autres portraits
En 1800, Goya reçoit la commande d’un grand tableau de la famille royale : La Famille de Charles IV. Suivant le précédent de Vélasquez, Les Ménines, Goya fait poser la famille dans une salle du palais, le peintre étant à gauche en train de peindre une grande toile dans un espace sombre. Cependant, la profondeur de l’espace vélasquien est tronquée par un mur proche des personnages, où sont exposés deux tableaux aux motifs indéfinis. Le jeu des perspectives disparaît au profit d’une pose simple. Nous ne savons pas quel tableau est en train de peindre l’artiste, et, bien qu’on pensait que la famille posait face à un miroir que Goya contemple, il n’existe aucune preuve de cette hypothèse. Au contraire, la lumière illumine directement le groupe, ce qui implique qu’il devrait y avoir au premier plan une source de lumière, comme une fenêtre ou une claire-voie ; la lumière d'un miroir devrait donc estomper l'image. Ce n’est pas le cas car les reflets que le touché impressionniste de Goya applique sur les vêtements donne une illusion parfaite de la qualité des détails des vêtements, des tissus et des bijoux.
Éloigné des représentations officielles — les personnages vêtus de costumes de gala, mais sans symbole de pouvoir —, la priorité est de donner une idée de l’éducation basée sur la tendresse et la participation active des parents, ce qui n’était pas commun dans la haute noblesse. L’infante Isabelle porte son fils très près du sein, ce qui évoque l’allaitement ; Charles de Bourbon enlace son frère Ferdinand dans un geste de douceur. L'ambiance est détendue, ainsi que son intérieur placide et bourgeois.

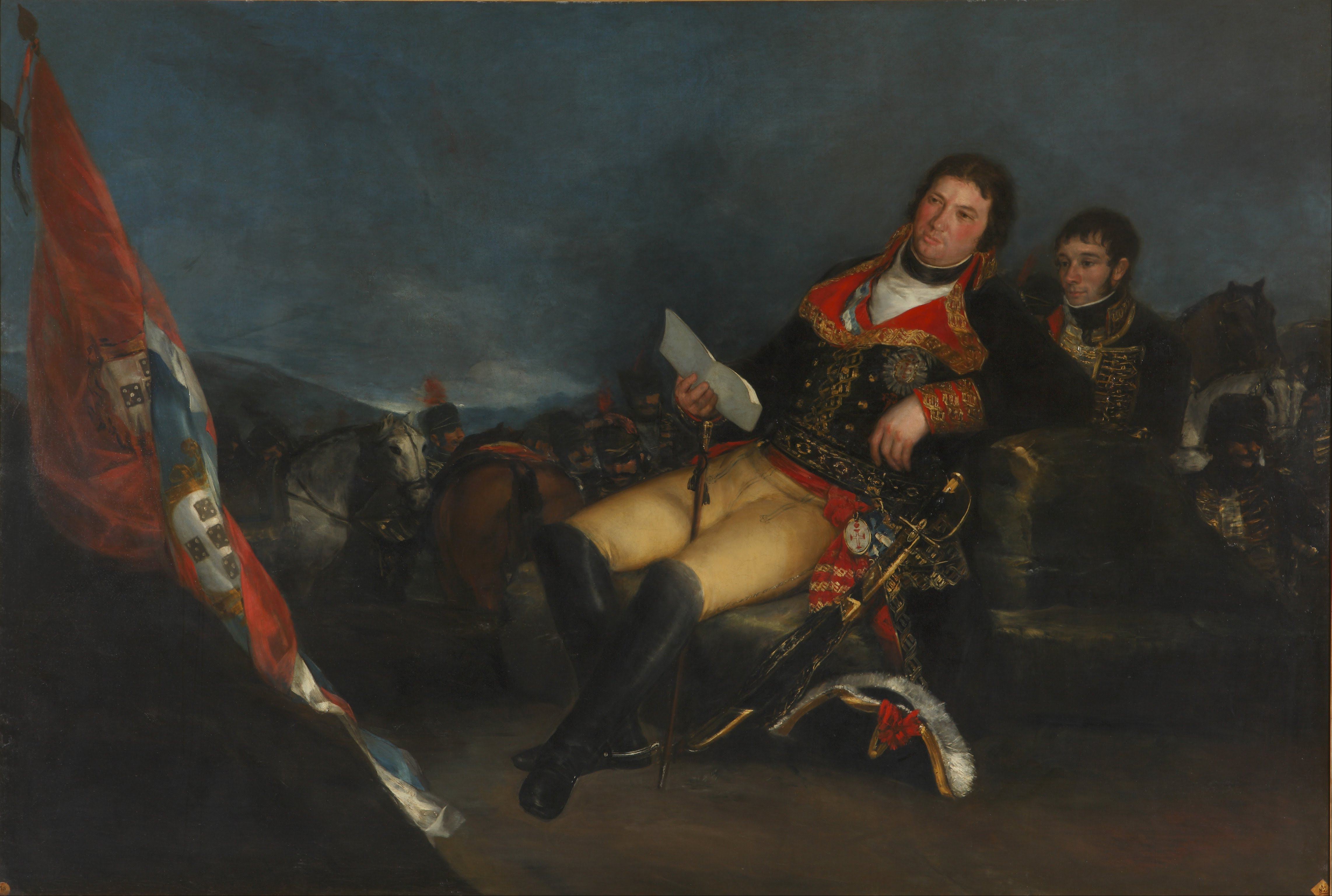
Portrait de Manuel Godoy (1801, Académie de San Fernando, Madrid).

Il fait également un portrait de Manuel Godoy, l'homme le plus puissant d’Espagne après le roi. En 1794, Goya avait peint un petit croquis équestre de lui alors qu’il était duc d’Alcudia. En 1801, il est représenté au sommet de son pouvoir après sa victoire à la guerre des Oranges — comme l’indique la présence du drapeau portugais — puis comme généralissime de l’armée et « prince de paix », titres pompeux obtenus lors de la guerre contre la France napoléonienne.
Le Portrait de Manuel Godoy dénote une orientation décisive vers la psychologie. Il est représenté en militaire arrogant qui se repose après une bataille, dans une position décontractée, entouré de chevaux et avec un bâton phallique entre ses jambes. Il ne dégage aucune sympathie ; à cette interprétation s’ajoute le soutien de la part de Goya au Prince des Asturies, qui régna par la suite sous le titre de Ferdinand VII d’Espagne et qui s’opposait alors au favori du roi.
On considère généralement que Goya dégradait consciemment les images des représentants du conservatisme politique qu’il peignait. Cependant Glendinning et Bozal relativisent ce point de vue. Sans doute ses meilleurs clients se voient favorisés sur ses tableaux, ce qui vaut au peintre une grande partie de son succès comme portraitiste. Il réussit toujours à rendre vivant ses modèles, chose qui était très appréciée à l’époque, et il le réussit précisément dans les portraits royaux, exercice qui obligeait pourtant à conserver l’apparat et la dignité des personnages.

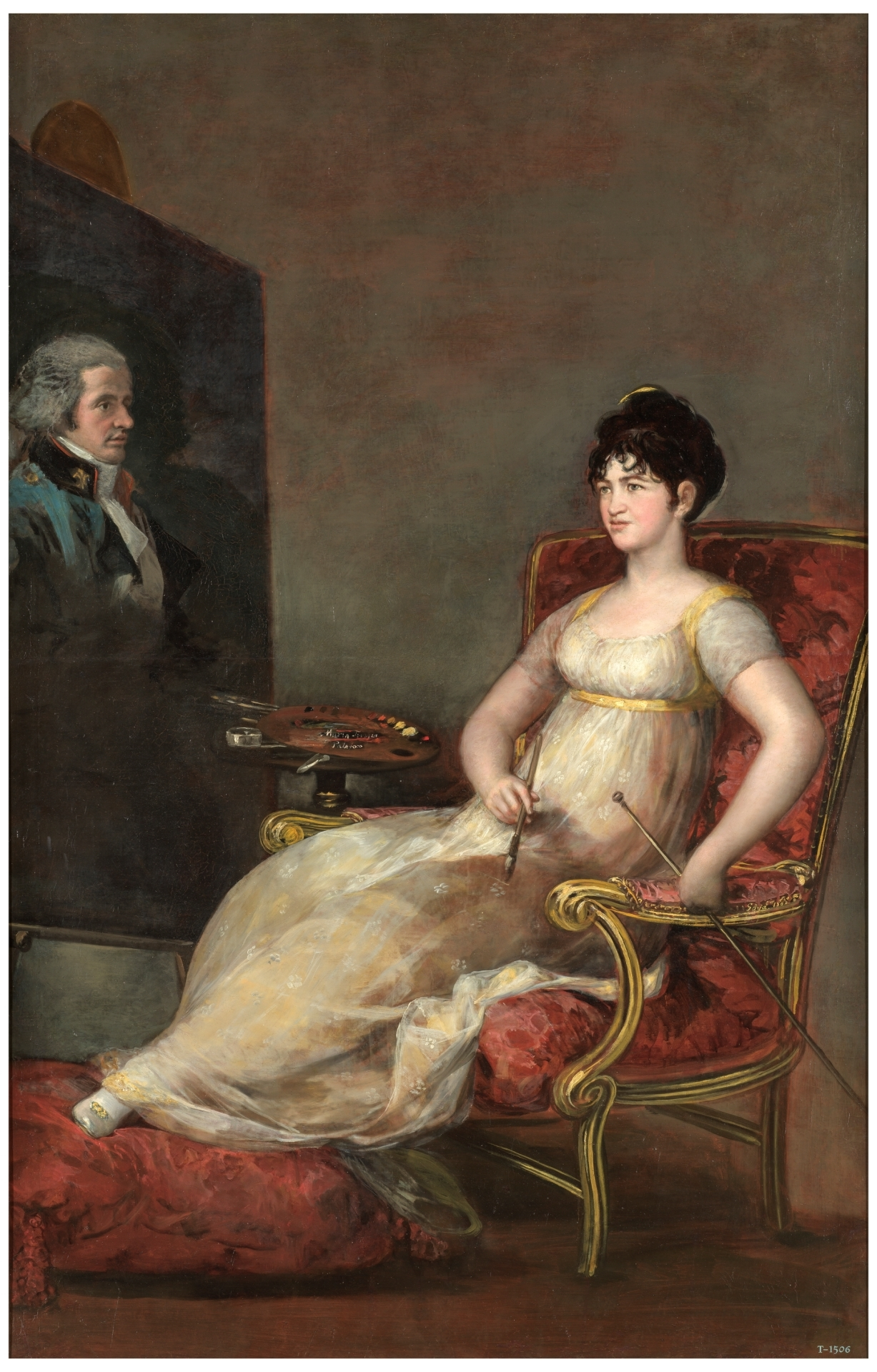
Portrait de la Marquise de Villafranca (1804, musée du Prado).

Durant ces années, il produit probablement ses meilleurs portraits. Il ne s’occupe pas que de la haute aristocratie, mais aborde également une variété de personnages issus de la finance et de l’industrie. Ses portraits de femmes sont les plus remarquables. Elles montrent une personnalité décidée et les tableaux sont éloignés des images de corps entiers dans un paysage rococo artificiellement beau typique de cette époque.
On trouve les exemples de la présence des valeurs bourgeoises dans son Portrait de Tomás Pérez de Estala (un entrepreneur textile), celui de Bartolomé Sureda — industriel de fours à céramique — et de sa femme Teresa, celui de Francisca Sabasa García, de la Marquise de Villafranca ou de la Marquise de Santa Cruz — néoclassique de style Empire — connue pour ses goûts littéraires. Par-dessus tout, on trouve le très beau buste d’Isabelle Porcel qui préfigure les portraits des décennies suivantes, romantiques ou bourgeois. Peints vers 1805, les attributs du pouvoir associés aux personnages sont réduits au minimum, pour favoriser la prestance humaine et proche, d’où se détachent les qualités naturelles des modèles. Les écharpes, insignes et médailles disparaissent même dans les portraits aristocratiques où ils étaient jusqu'alors représentés.

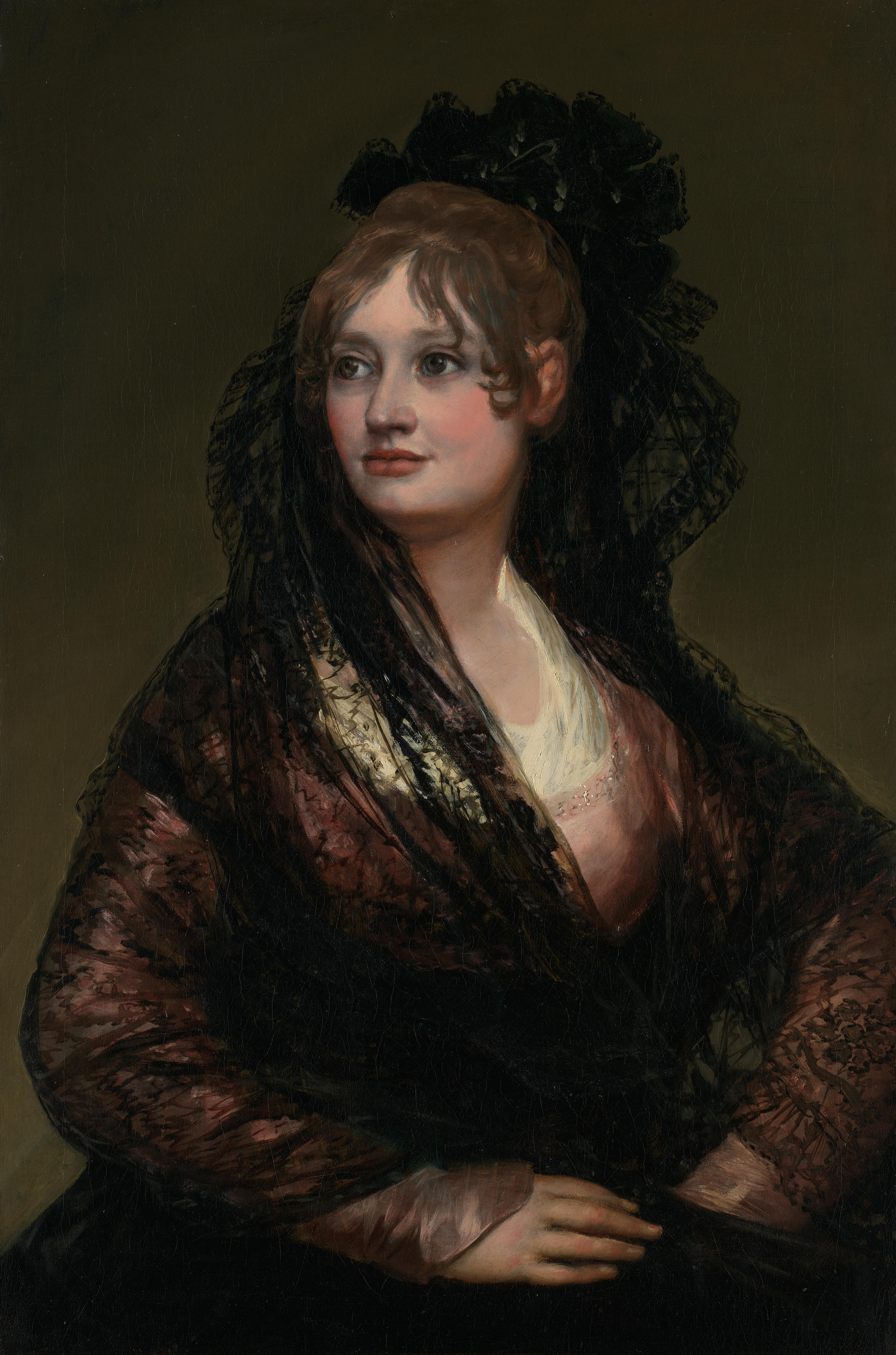
Portrait d'Isabelle Porcel (vers 1805, National Gallery de Londres).

Sur le Portrait de la Marquise de Villafranca, la protagoniste est représentée en train de peindre un tableau de son mari. L’attitude dans laquelle Goya la représente est une reconnaissance des capacités intellectuelles et créatives de la femme.
Le Portrait d’Isabelle de Porcel impressionne par le geste de caractère fort qui n’avait jamais été représenté sur un portrait de femme — à part peut-être celui de la Duchesse d’Alba. Pourtant ici, la dame n’appartient ni aux grands d’Espagne ni même à la noblesse. Le dynamisme, malgré la difficulté imposée par un portrait de mi-corps, est pleinement obtenu grâce au mouvement du tronc et des épaules, au visage orienté dans le sens contraire du corps, au regard dirigé du côté du tableau, à la position des bras, fermes et en jarre. Le chromatisme est déjà celui des peintures noires. La beauté et l’aplomb avec lequel est représenté ce nouveau modèle de femme relègue au passé les stéréotypes féminins des siècles précédents.
Il convient de mentionner d’autres portraits de ces années, comme celui de María de la Soledad Vicenta Solís, comtesse de Fernán Núñez et son mari, tous deux de 1803. Le María Gabriela Palafox y Portocarrero, marquise de Lazán (vers 1804, collection des ducs d’Alba), vêtue à la mode napoléonienne, très sensuel, celui du Portrait du Marquis de San Adrián, intellectuel adepte du théâtre et ami de Leandro Fernández de Moratín à la pose romantique et celui de sa femme l’actrice María de la Soledad, marquise de Santiago.
Enfin, il réalise également des portraits d’architectes, dont celui de Juan de Villanueva (1800-1805) où Goya capte avec un grand réalisme un mouvement fugace.

#### Lesmajas
La Maja desnuda (la maja nue), œuvre de commande réalisée entre 1790 et 1800, forma avec le temps un couple avec La Maja vestida (la maja vêtue), datée d'entre 1802 et 1805, probablement sur commande de Manuel Godoy pour son cabinet privé. L’antériorité de La Maja desnuda prouve qu’il n’y avait pas, à l’origine, l’intention de réaliser un couple.

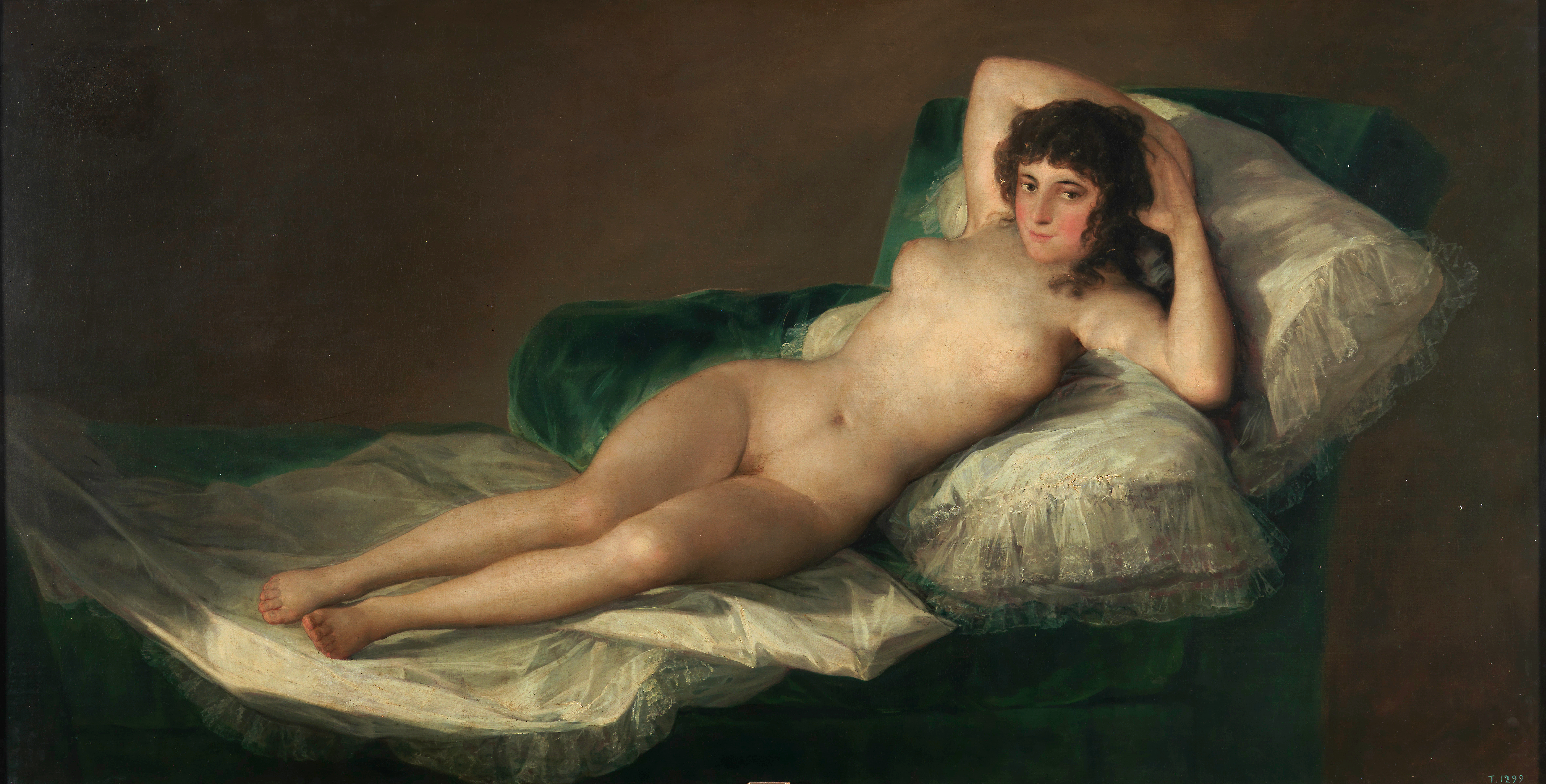
La Maja desnuda (1790-1800).
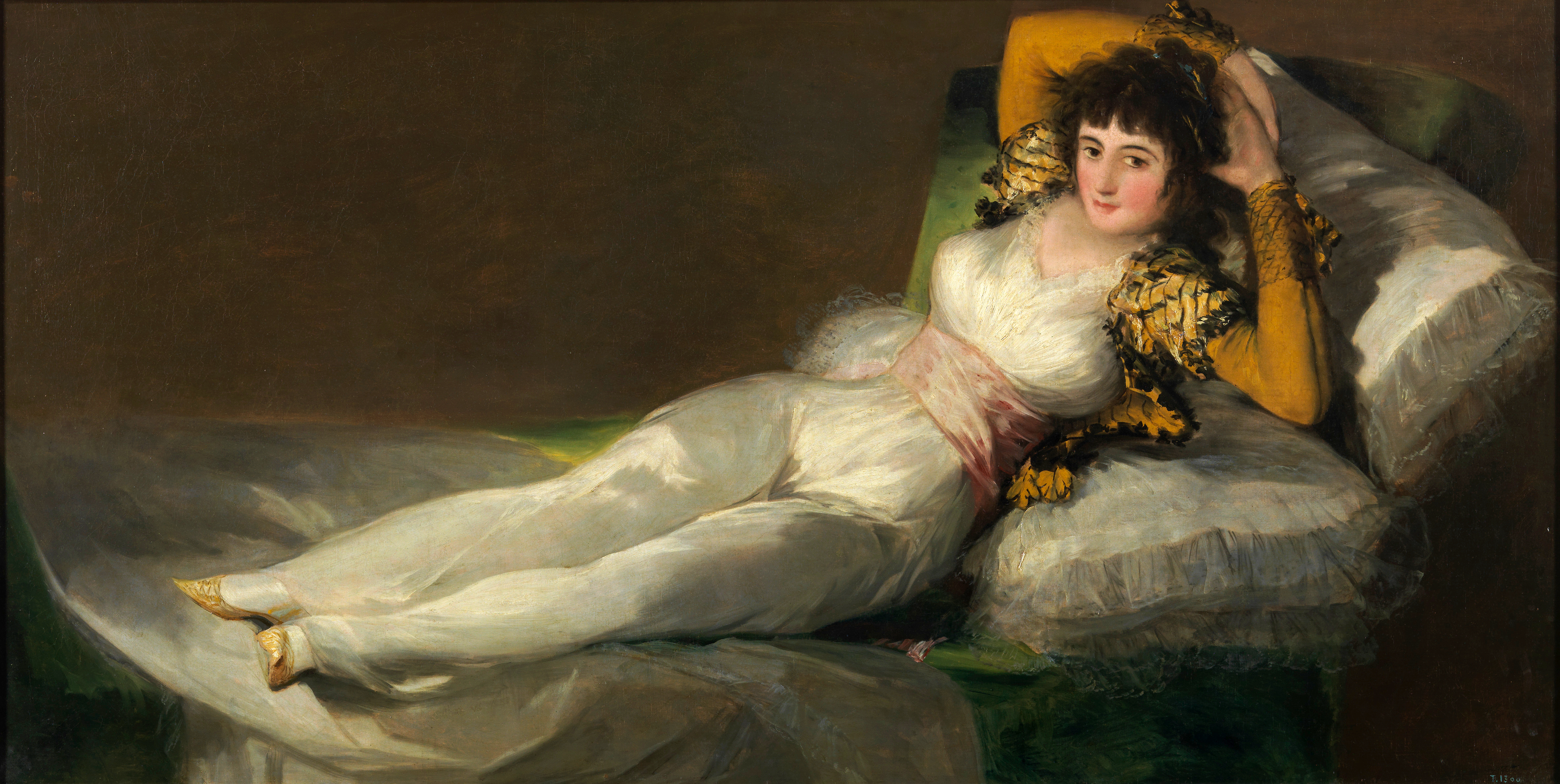
La Maja vestida (1802-1805).

Sur les deux toiles, une belle femme est représentée en entier, allongée sur un sofa, regardant l’observateur. Il ne s’agit pas d’un nu mythologique, mais d’une vraie femme, contemporaine de Goya, alors nommée « la gitane ». Le corps est probablement inspiré de la Duchesse d’Alba. Le peintre avait déjà peint divers nus féminins, dans son Álbum de Sanlúcar et dans celui de Madrid, profitant sans doute de l’intimité des séances de poses avec Cayetana pour étudier son anatomie. Les traits de cette toile coïncident avec ceux du modèle des albums: la taille svelte et les seins écartés. Cependant, le visage semble être une idéalisation, presque une invention : le visage n'est celui d'aucune femme connue de l’époque, bien qu’il ait été suggéré qu'il fut celui de l’amante de Godoy, Pepita Tudó.

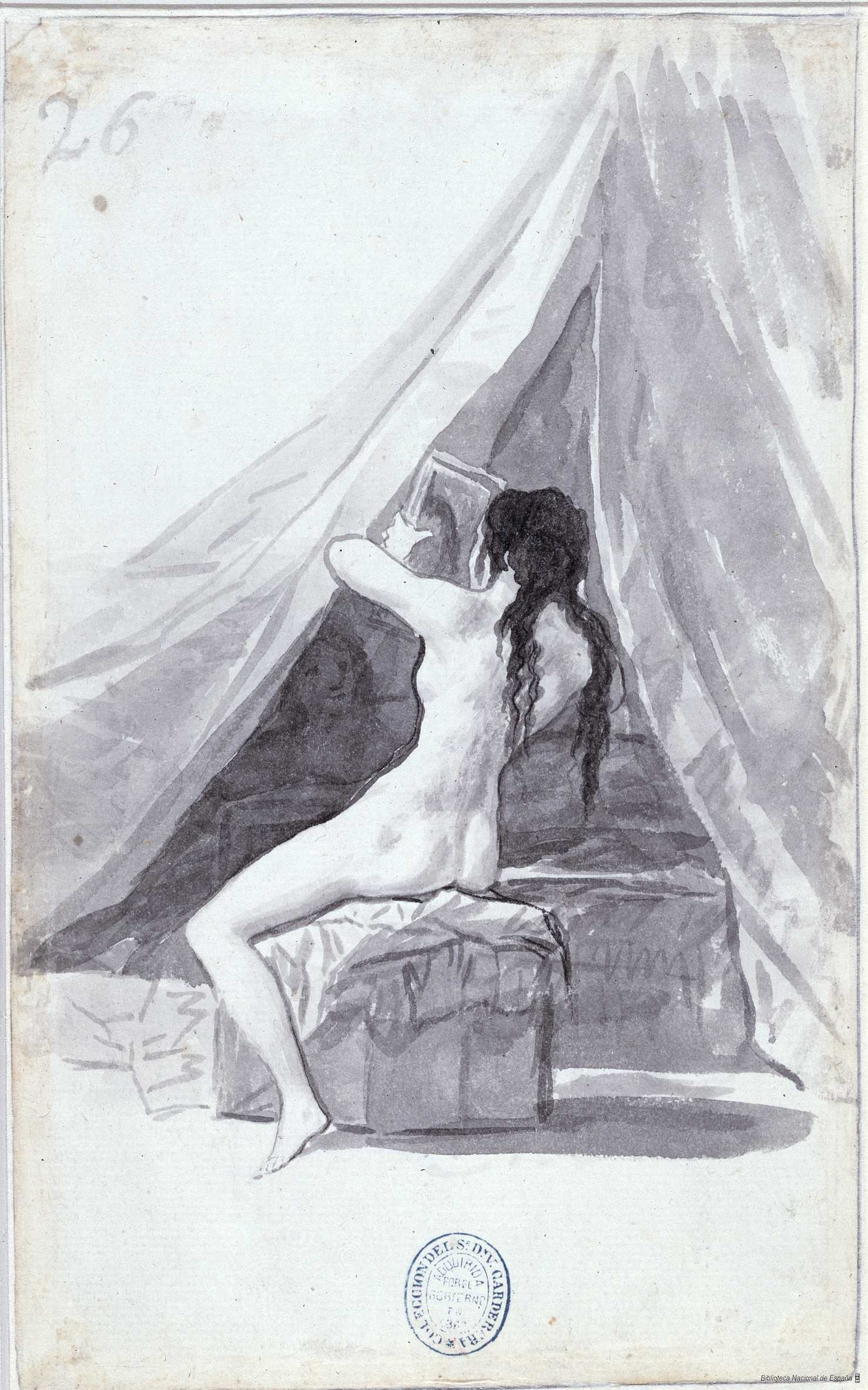
Un nu (1796-1797) de lAlbum B. Bibliothèque nationale d'Espagne, Madrid.

Beaucoup ont suggéré que la femme représentée pourrait être la Duchesse d'Alba parce qu'à la mort de Cayetana en 1802, tous ses tableaux devinrent la propriété de Godoy, qui possédait les deux majas. Le général avait d'autres nus, tels que la Vénus à son miroir de Vélasquez. Cependant, il n'y a pas de preuves définitives, ni que ce visage appartienne à la duchesse, ni que La Maja desnuda ait pu arriver aux mains de Godoy par un autre moyen, comme d'une commande directe à Goya.
Une grande partie de la célébrité de ces œuvres est dû à la polémique qu'elles ont toujours suscitée, aussi bien concernant l'auteur de la commande initiale que l'identité de la personne peinte. En 1845, Louis Viardot publie dans Les Musées d'Espagne que la personne représentée est la duchesse, et c'est à partir de cette information que la discussion critique n'a cessé d'évoquer cette possibilité. En 1959, Joaquín Ezquerra del Bayo affirme dans La Duquesa de Alba y Goya, en se basant sur la similitude de posture et les dimensions des deux majas, qu'elles étaient disposées de telle façon que, au moyen d'un ingénieux mécanisme, la maja vêtue couvre la maja nue avec un jouet érotique du cabinet le plus secret de Godoy. On sait que le Duc d'Osuna, au XIXe siècle, utilisa ce procédé dans un tableau qui, au moyen d'un ressort, en laissait voir un autre d'un nu. Le tableau restera caché jusqu'en 1910.
Comme il s'agit d'un nu érotique qui n'a aucune justification iconographique, le tableau valut à Goya un procès de l'Inquisition en 1815, dont il ressortit absous grâce à l'influence d'un puissant ami non-identifié.
D'un point de vue purement plastique, la qualité de rendu de la peau et la richesse chromatique des toiles en sont les aspects les plus remarquables. La composition est néoclassique, ce qui n'aide pas beaucoup pour établir une datation précise.
Quoi qu'il en soit, les nombreuses énigmes qui concernent ces œuvres les ont transformées en un objet d'attention permanente.

#### Fantaisie, sorcellerie, folie et cruauté

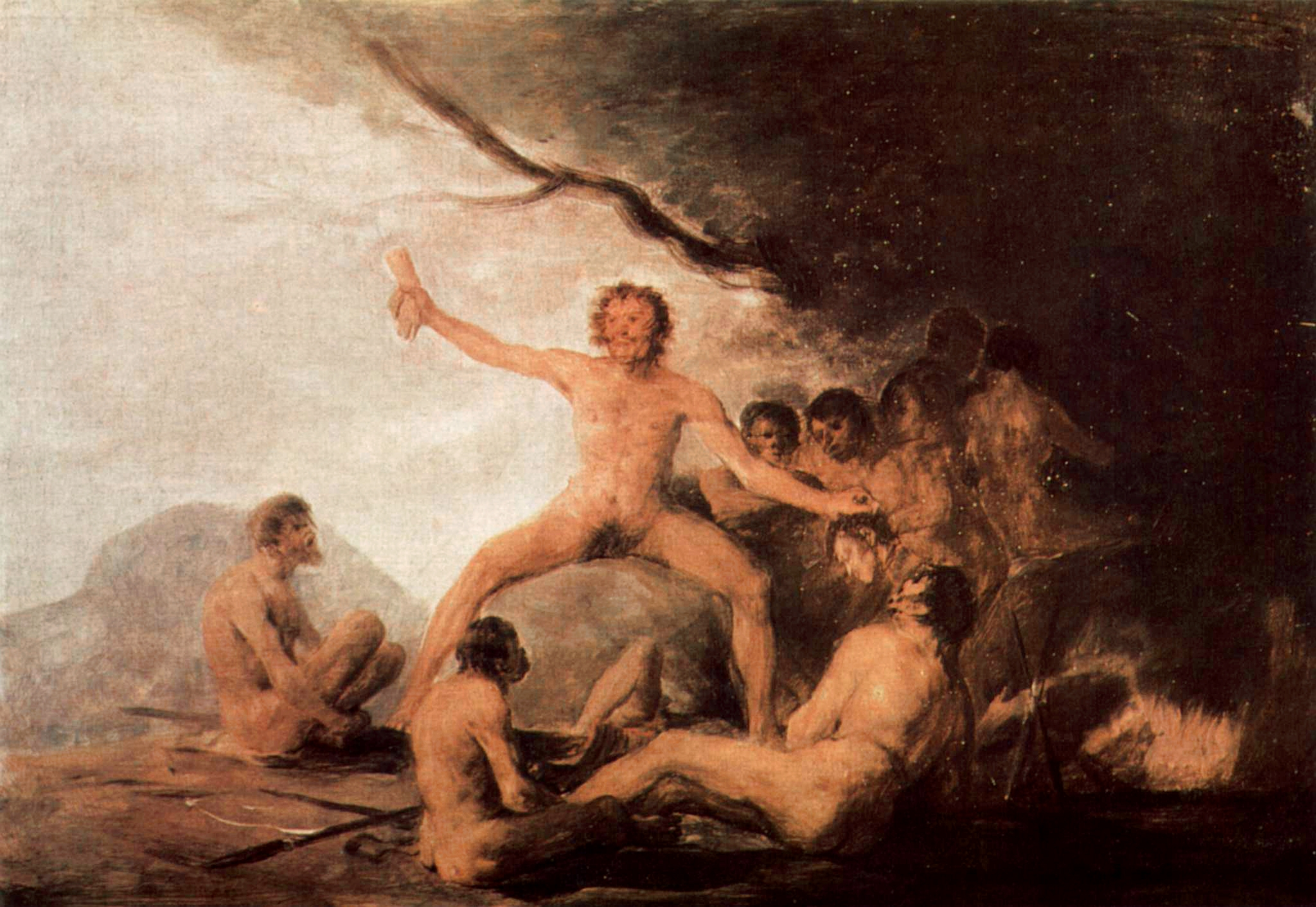
Scène de cannibalisme ou Cannibales contemplant des restes humains (1800-1808, musée des Beaux-Arts et d'Archéologie de Besançon).

En relation avec ces thèmes, on peut situer plusieurs scènes d’extrême violence, que l’exposition du musée du Prado de 1993-1994 nommait « Goya, le caprice et l’invention ». Elles sont datées de 1798-1800 bien que Glendinning et Bozal préfèrent les situer entre 1800 et 1814, tant pour des raisons stylistiques — technique de pinceau plus flou, réduction de la lumière sur les visages, personnages sous forme de silhouettes — que par leurs thèmes — notamment leur relation avec les Désastres de la guerre.
Il s’agit de scènes de viols, d’assassinats de sang-froid ou à bout portant, ou de cannibalisme : Bandits fusillant leurs prisonniers (ou l’Assaut des bandits I), Bandit déshabillant une femme (Assault des bandits II), Bandit assassinant une femme (Assaut des bandits III), Cannibales préparant leurs victimes et Cannibales contemplant des restes humains.
Dans toutes ces toiles figurent d’horribles crimes perpétrés dans des grottes obscures, qui très souvent contrastent avec la lumière blanche irradiante et aveuglante, ce qui pourrait symboliser l’annihilation d’un espace de liberté[réf. nécessaire].
Le paysage est inhospitalier, désert. Les intérieurs sont indéfinis, et on ne sait pas si ce sont des salles d’hospices ou des grottes. Le contexte, peu clair — maladies infectieuses, vols, assassinats, viols de femmes — ne permet pas de savoir si ce sont les conséquences d’une guerre ou de la nature même des personnages dépeints. Quoi qu'il en soit, ceux-ci vivent en marge de la société, n'ont aucune défense face aux vexations et demeurent frustrés, comme c’était l’usage dans les romans et gravures de l’époque.

### Les désastres de la guerre (1808–1814)

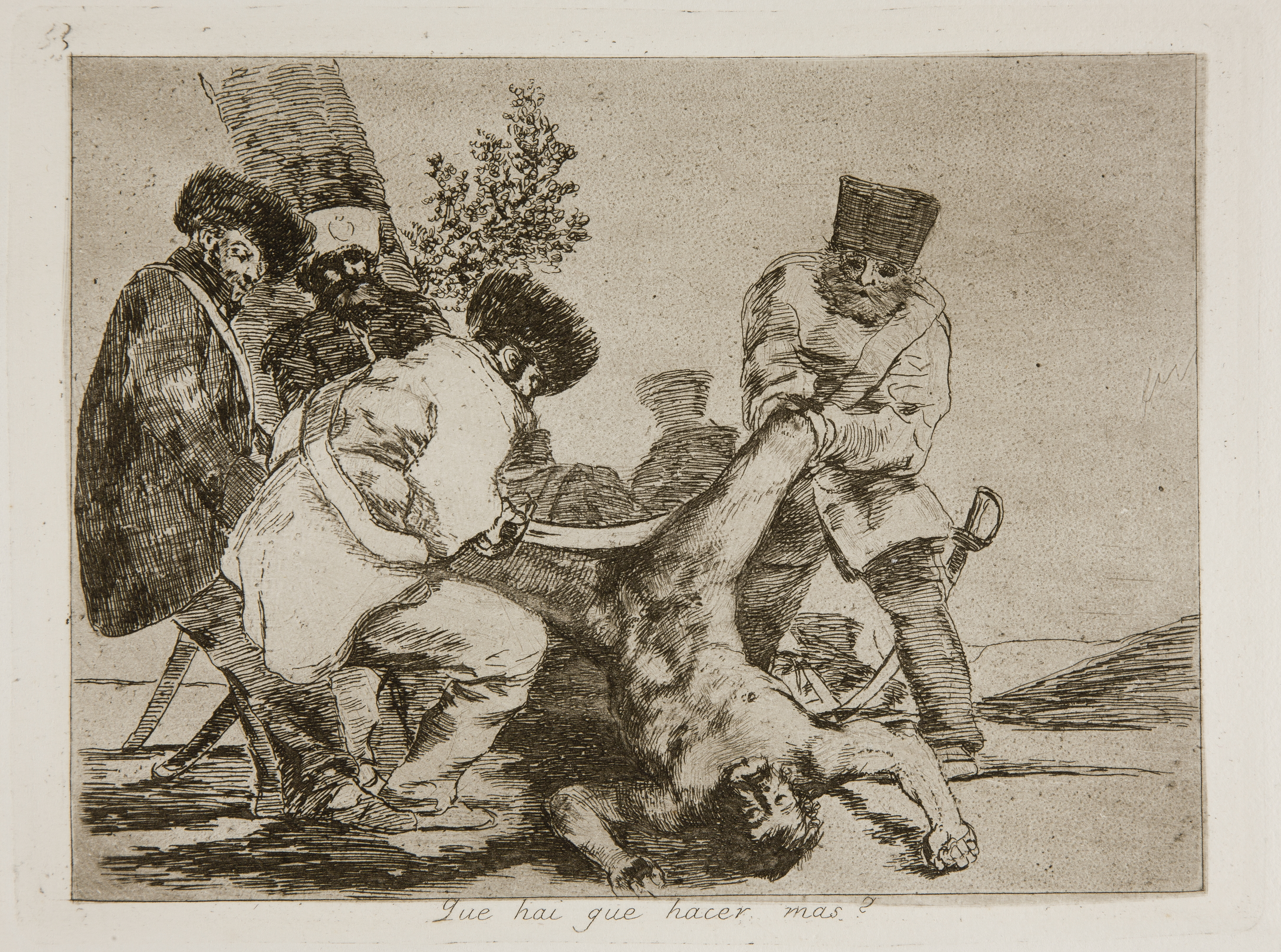
Les Désastres de la guerre, no 33,
« Que faire de plus ? » (1810-1815).

La période s'étendant entre 1808 et 1814 est dominée par les turbulences de l'histoire. À la suite du soulèvement d'Aranjuez, Charles IV est obligé d'abdiquer et Godoy d'abandonner le pouvoir. Le soulèvement du deux mai marque le début de la guerre d'indépendance espagnole contre l'occupant français.
Goya ne perd jamais son titre de peintre de la Chambre, mais ne cesse pour autant pas d'être préoccupé à cause de ses relations avec les afrancesados des Lumières. Cependant, son engagement politique n'a pu être déterminé avec les informations dont on dispose aujourd'hui. Il semble qu'il n'ait jamais affiché ses idées, au moins publiquement. Alors que d'un côté nombre de ses amis prennent ouvertement parti pour le monarque français, d'un autre côté, il continue à peindre de nombreux portraits royaux de Ferdinand VII lors de son retour sur le trône.
Son apport le plus décisif sur le terrain des idées, est sa dénonciation des Désastres de la guerre, série dans laquelle il peint les terribles conséquences sociales de tout affrontement armé et des horreurs causées par les guerres, en tous lieux et à toutes époques par les populations civiles, indépendamment des résultats politiques et des belligérants.
Cette époque vit également l'apparition de la première Constitution espagnole, et par conséquent, du premier gouvernement libéral, qui signa la fin de l'Inquisition et des structures de l'Ancien Régime.
On sait peu de choses de la vie personnelle de Goya durant ces années. Son épouse Josefa meurt en 1812. Après son veuvage, Goya maintient une relation avec Leocadia Weiss, séparée de son mari — Isidoro Weiss — en 1811, avec qui il vit jusqu'à sa mort. De cette relation, il aura peut-être une fille, Rosario Weiss, mais sa paternité est discutée.

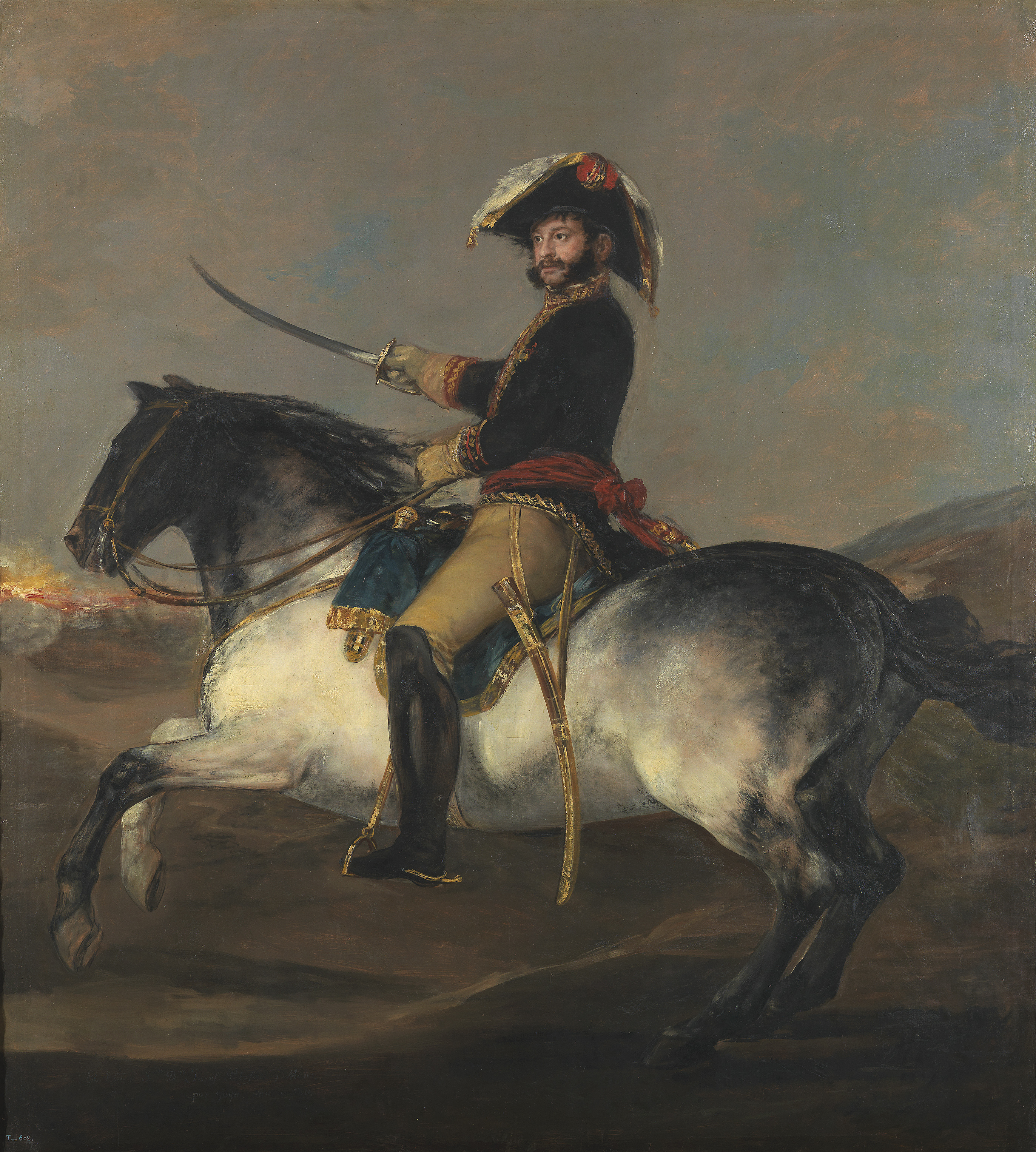
Portrait équestre de Palafox (1814, musée du Prado).

L'autre élément certain concernant Goya à cette époque est son voyage à Saragosse en octobre 1808, après le premier siège de Saragosse, à la demande de José de Palafox y Melzi, général du contingent qui résiste au siège napoléonien. La déroute des troupes espagnoles lors de la Bataille de Tudela fin novembre 1808 oblige Goya à partir à Fuendetodos puis à Renales (Guadalajara), pour passer la fin de l'année et le début de 1809 à Piedrahíta (Ávila). C'est probablement là-bas qu'il peint le portrait de Juan Martín Díez, qui se trouve à Alcántara (Cáceres). En mai, Goya rentre à Madrid, à la suite du décret de Joseph Bonaparte pour que les fonctionnaires de la cour reviennent à leur poste sous peine d'en être destitué. José Camón Aznar signale que l'architecture et les paysages de certaines estampes des Désastres de la guerre évoquent des scènes vues à Saragosse et en Aragon durant ce voyage.
La situation de Goya lors de la restauration est délicate : il a en effet peint des portraits de généraux et hommes politiques français révolutionnaires, incluant même le roi Joseph Bonaparte. Bien qu'il puisse prétexter que Bonaparte avait ordonné que tous les fonctionnaires royaux se mettent à sa disposition, Goya commence à peindre en 1814 des tableaux que l'on doit considérer patriotiques afin de s'attirer la sympathie du régime de Ferdinand. Un bon exemple est Retrato ecuestre del general Palafox (« Portrait équestre du général Palafox », 1814, Madrid, musée du Prado), dont les notes ont probablement été prises lors de son voyage en capitale aragonaise, ou encore des portraits de Ferdinand VII lui-même. Bien que cette période ne soit pas aussi prolifique que la précédente, sa production reste abondante, tant en peintures, qu’en dessins ou estampes, dont la série principale est Les Désastres de la guerre publiée bien plus tard. Cette année 1814 voit également l’exécution de ses huiles sur toiles les plus ambitieuses autour de la guerre : Dos de mayo et Tres de Mayo.

#### Scènes de la vie quotidienne et allégories

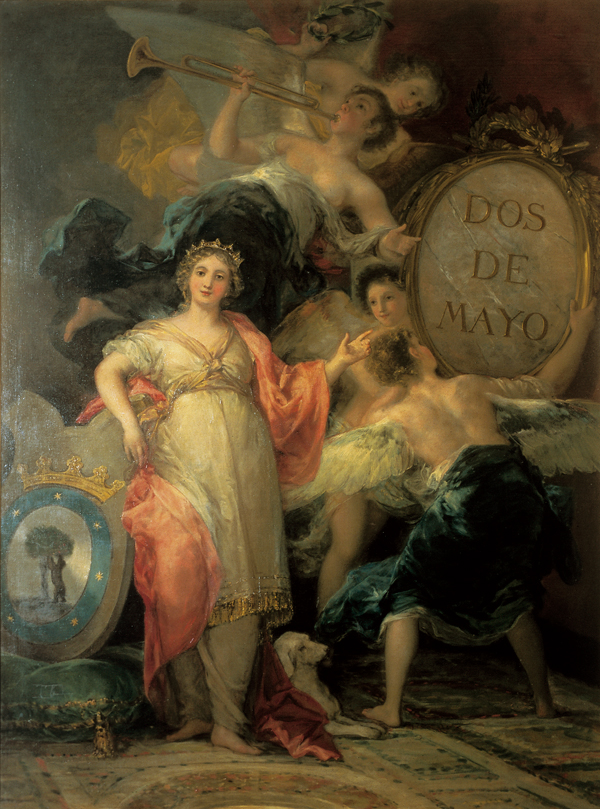
Allégorie de la ville de Madrid (1809, musée d'histoire de Madrid).

Le programme de Godoy pour la première décennie du XIXe siècle conserve ses aspects réformateurs inspirés des Lumières, comme le montrent les toiles qu’il commande à Goya, où figurent des allégories au progrès (Allégorie à l'Industrie, à l’Agriculture, au Commerce et à la Science — ce dernier ayant disparu — entre 1804 et 1806) et qui décorent des salles d’attente de la résidence du premier ministre. La première de ces toiles est un exemple du retard qu’avait l’Espagne dans la conception industrielle. Plus qu'à la classe ouvrière, c’est une référence vélasquienne aux Fileuses qui montre un modèle productif proche de l’artisanat. Pour ce palais, deux autres toiles allégoriques sont produites : la Poésie, et la Vérité, le Temps et l’Histoire, qui illustrent les conceptions des lumières des valeurs de la culture écrite comme source de progrès.
L’Allégorie de la ville de Madrid (1810) est un bon exemple des transformations que subit ce genre de toiles au fur et à mesure des rapides évolutions politiques de cette période. Dans l’ovale à droite du portrait figurait au début Joseph Bonaparte, et la composition féminine qui symbolise la ville de Madrid ne semblait pas subordonnée au Roi qui est un peu plus en retrait. Ce dernier reflétait l’ordre constitutionnel, où la ville jure fidélité au monarque — symbolisé par le chien à ses pieds — sans y être subordonné. En 1812, avec la première fuite des Français de Madrid face à l’avancée de l’armée anglaise, l’ovale est masqué par le mot « constitution », allusion à la constitution de 1812, mais le retour de Joseph Bonaparte en novembre oblige à y remettre son portrait. Son départ définitif a pour conséquence le retour du mot « constitution », et, en 1823, avec la fin du triennat libéral, Vicente López peint le portrait du roi Ferdinand VII. En 1843, enfin, la figure royale est remplacée par le texte « le Livre de la Constitution » et postérieurement par « Dos de mayo », deux mai, texte qui y figure encore.

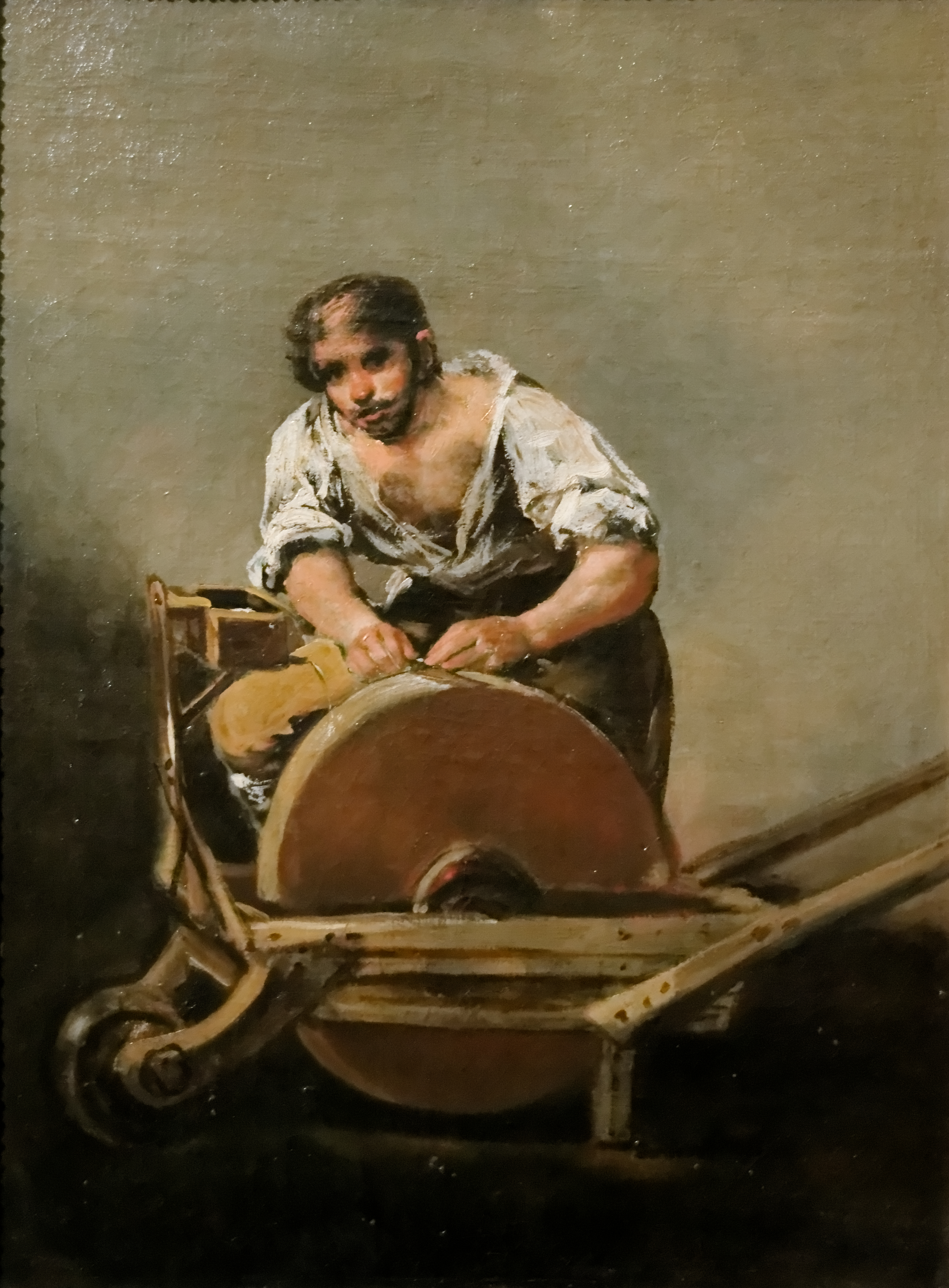
Le Rémouleur (1808-1812), musée des Beaux-Arts de Budapest.

Deux scènes de genre sont conservées au musée des Beaux-Arts de Budapest. Elles représentent le peuple au travail. Ce sont La Porteuse d’eau et Le Rémouleur, datées entre 1808 et 1812. Elles sont dans un premier temps considérées comme faisant partie des estampes et travaux pour les tapisseries, et donc datées des années 1790. Par la suite, elles sont liées aux activités de la guerre où des patriotes anonymes affilaient des couteaux et offraient un appui logistique. Sans arriver à cette dernière interprétation quelque peu extrême — rien dans ces toiles ne suggère la guerre, et elles ont été cataloguées hors de la série des « horreurs de la guerre » dans l’inventaire de Josefa Bayeu —, on note la noblesse avec laquelle est représentée la classe ouvrière. La porteuse d’eau est vue en contre-plongée, ce qui contribue à rehausser sa figure, telle un monument de l’iconographie classique.
La Forge (1812 - 1816), est peinte en grande partie à la spatule et avec de rapides coups de pinceaux. L’éclairage crée un clair-obscur et le mouvement est d’un grand dynamisme. Les trois hommes pourraient représenter les trois âges de la vie, travaillant ensemble à la défense de la nation durant la guerre d’indépendance. La toile semble avoir été produite de la propre initiative du peintre.

Frère Pedro de Zaldivia et le Bandit Maragato, est une série de six tableaux qui narrent visuellement l’histoire de la détention d’un bandit du XIXe siècle (1807, Art Institute of Chicago).

Goya peint également une série de tableaux sur des thèmes littéraires tel que le Lazarillo de Tormes ; des scènes de mœurs comme Maja et Célestine au balcon et Majas au balcon ; ou définitivement satyriques, comme Les Vieilles — une allégorie sur l’hypocrisie des personnes âgées —, Les Jeunes, (également connue comme Lecture d’une lettre). Sur ces toiles, la technique de Goya est aboutie, avec les touches de couleurs espacées et le tracé ferme. Il représente des thèmes variés, des marginaux à la satire sociale. Dans ces deux derniers tableaux apparaît le goût — alors nouveau — pour un nouveau vérisme naturaliste dans la lignée de Murillo, qui s’éloigne définitivement des prescriptions idéalistes de Mengs. Lors d’un voyage des rois en Andalousie en 1796, ils acquièrent pour les collections royales une huile du sévillan Le Jeune Mendiant, où un mendiant s’épouille.
Les Vieilles est une allégorie du Temps, un personnage représenté par un vieillard sur le point de donner un coup de balais sur une vieille femme, qui se regarde dans un miroir lui renvoyant un reflet cadavérique. Sur l’envers du miroir, le texte « Qué tal ? » (« Comment ça va ? ») fonctionne comme la bulle d’une bande dessinée contemporaine. Pour la toile Les Jeunes, vendue conjointement au précédent, le peintre insiste sur les inégalités sociales ; non seulement entre la protagoniste, uniquement préoccupée par ses histoires de cœur, et sa servante, qui la protège avec une ombrelle, mais également vis-à-vis des lavandières en arrière-plan, agenouillées et exposées au soleil. Certaines planches de l’« Album E » nous éclairent sur ces observations des mœurs et sur les idées de réformes sociales propres à cette époque. C’est le cas des planches « Travaux utiles », où apparaissent les lavandières, et « Cette pauvre profite du temps », où une femme pauvre enferme dans la grange le temps qui passe. Vers 1807, il peint une série de six tableaux de mœurs qui narrent une histoire à la manière des aleluyas : Frère Pedro de Zaldivia et le Bandit Maragato.

#### Natures mortes

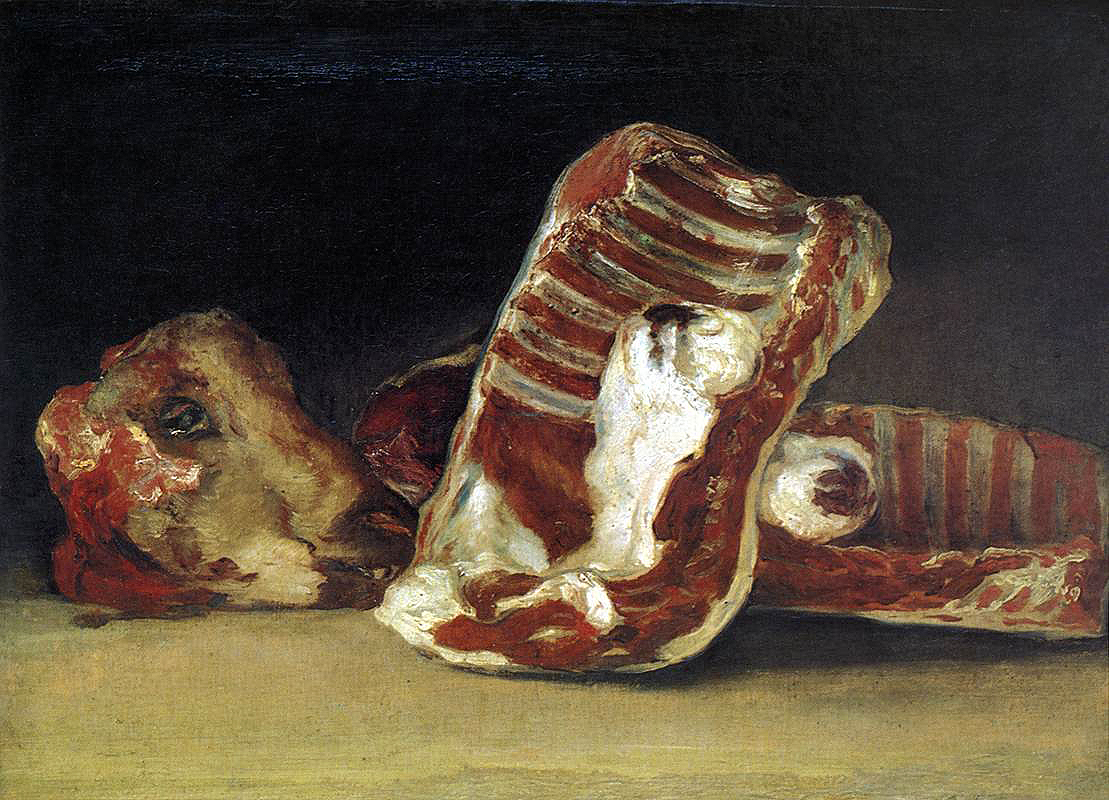
Nature morte avec des côtes et une tête d’agneau (1808-1812).

Dans l’inventaire réalisé en 1812 à la mort de sa femme Josefa Bayeu, se trouvaient douze natures mortes dont dix sont identifiées à l'heure actuelle. On y trouve notamment la Nature morte avec des côtes et une tête d’agneau (Paris, musée du Louvre, la Nature morte à la dinde morte (Madrid, musée du Prado et Dinde plumée et poêle (Munich, Alte Pinakothek). Elles sont postérieures à 1808 pour leur style et parce qu'à cause de la guerre, Goya ne reçoit plus beaucoup de commandes, ce qui lui permet d'explorer des genres qu'il n’avait pas encore eu l'occasion de travailler.
Ces natures mortes s'éloignent de la tradition espagnole de Juan Sánchez Cotán et Juan van der Hamen, et dont le principal représentant au XVIIIe siècle est Luis Eugenio Meléndez. Tous avaient présenté des natures mortes transcendantales, qui montraient l’essence des objets épargnés par le temps, tels qu’ils seraient idéalement. Goya se focalise en revanche sur le temps qui passe, la dégradation et la mort. Ses dindes sont inertes, les yeux de l’agneau sont vitreux, la chair n’est pas fraîche. Ce qui intéresse Goya est de représenter le passage du temps sur la nature, et au lieu d’isoler les objets et de les représenter dans leur immanence, il fait contempler les accidents et les aléas du temps sur les objets, éloignés à la fois du mysticisme et de la symbolique des Vanités d’Antonio de Pereda et de Juan de Valdés Leal.

#### Portraits officiels, politiques et bourgeois
Prenant pour prétexte le mariage de son fils unique, Javier Goya (tous ses autres enfants étant morts en bas âge), avec Gumersinda Goicoechea y Galarza en 1805, Goya peignit six portraits en miniature des membres de sa belle-famille. Un an plus tard, Mariano Goya naquit de cette union. L’image bourgeoise qu’offrent ces portraits de famille montre les changements de la société espagnole entre les premières œuvres de jeunesse et la première décennie du XIXe siècle. Un portrait au crayon de doña Josefa Bayeu est également conservé et date de cette même année. Elle est dessinée de profil, les traits sont très précis et définissent sa personnalité. Le réalisme est mis en avant, anticipant les caractéristiques des albums postérieurs de Bordeaux.

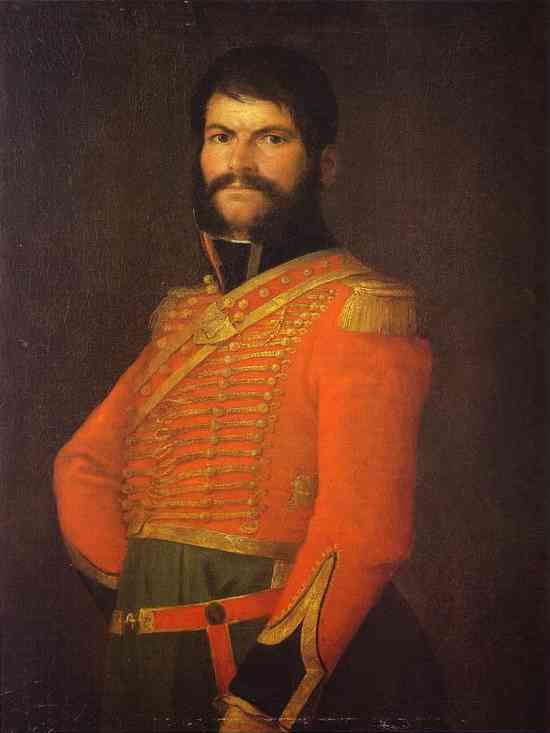
portrait de Juan Martin Diaz, el Empecinado (1814-1815, collection privée).

Durant la guerre, l’activité de Goya diminua, mais il continua à peindre des portraits de la noblesse, d’amis, de militaires et d’intellectuels notables. Le voyage à Saragosse de 1808 fut probablement à la source des portraits de Juan Martín, le Têtu (1809), du portrait équestre de José de Rebolledo Palafox y Melci qu’il termina en 1814 ainsi que des gravures des Désastres de la guerre.
.

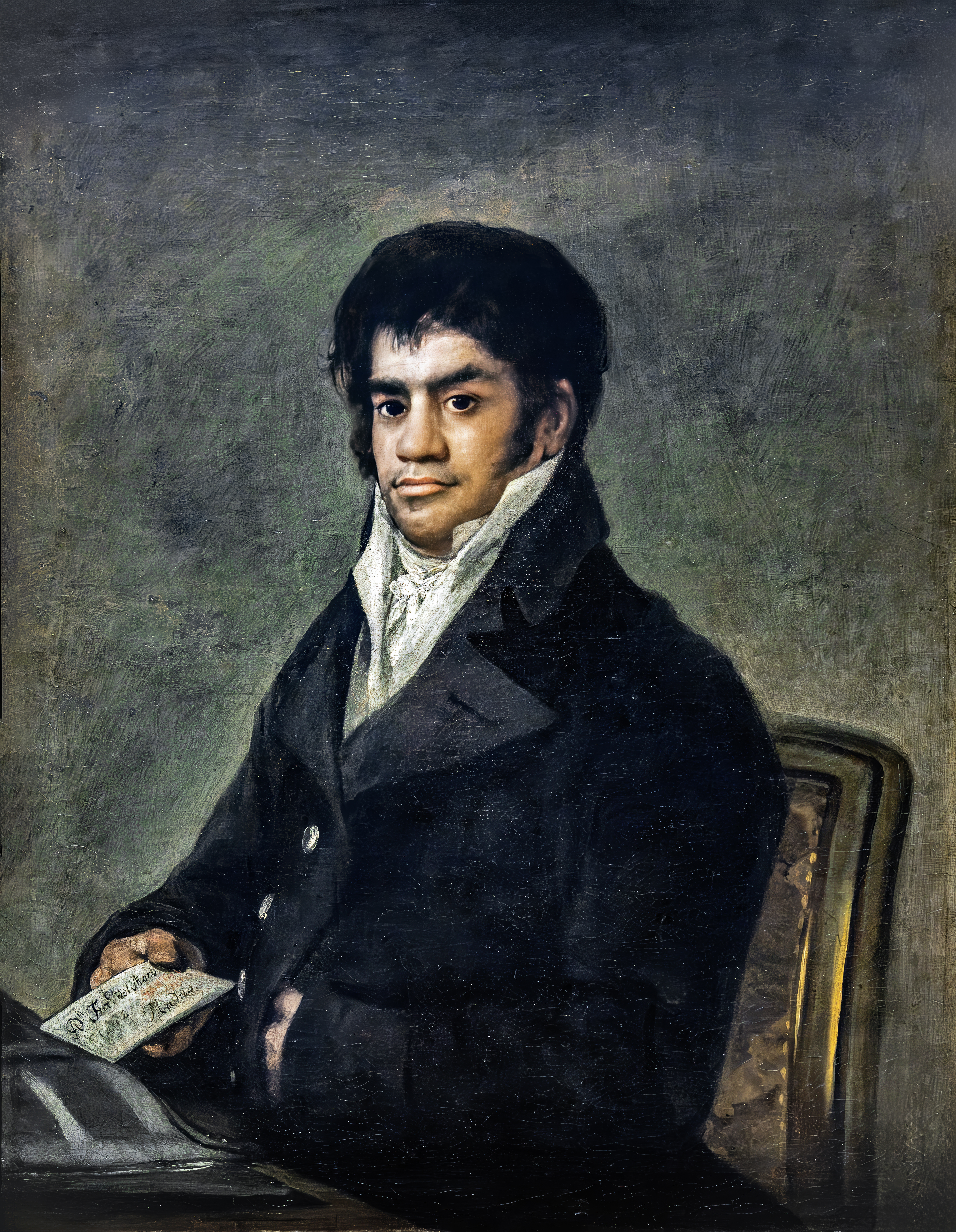
Portrait de Francisco del Mazo, 1815, musée Goya

Il peignit également des portraits de militaires français (Portrait du général Nicolas Philippe Guye, 1810, Richmond, musée des Beaux-Arts de Virginie), anglais (Portrait du duc de Wellington, National Gallery de Londres) et espagnols (El Empecinado, très digne dans un uniforme de capitaine de cavalerie).
Il s’occupa également d’amis intellectuels, Juan Antonio Llorente (vers 1810 - 1812, Sao Paulo, musée d’Art), qui publia une « histoire critique de l’inquisition espagnole » à Paris en 1818 sur commande de Joseph Bonaparte qui le décora de l’ordre royal d'Espagne – ordre nouvellement créé par le monarque – et dont il est décoré sur son portrait à l’huile de Goya. Il réalisa également celui de Manuel Silvela, auteur d’une Bibliothèque sélective de Littérature espagnole et un Compendium d’Histoire Ancienne jusqu’aux temps Augustes. C'était un afrancesado, ami de Goya et de Moratín exilé en France à partir de 1813. Sur ce portrait réalisé entre 1809 et 1812, il est peint avec une grande austérité, un vêtement sobre sur un fond noir. La lumière éclaire son habit et l’attitude du personnage nous montre sa confiance, sa sécurité et ses dons personnels, sans qu’il soit nécessaire de faire appel à des ornements symboliques, caractéristiques du portrait moderne.
Après la restauration de 1814, Goya peignit divers portraits du « désirés » Ferdinand VII – Goya était toujours le premier peintre de la Chambre – tel que le Portrait équestre de Ferdinand VII exposé à l’Académie de San Fernando et divers portraits de corps entier, tel que celui peint pour la mairie de Santander. Sur ce dernier, le Roi est représenté sous une figure qui symbolise l’Espagne, hiérarchiquement positionnée au-dessus du roi. Au fond, un lion brise des chaînes, ce par quoi Goya semble dire que la souveraineté appartient à la nation.

#### Images de la guérilla

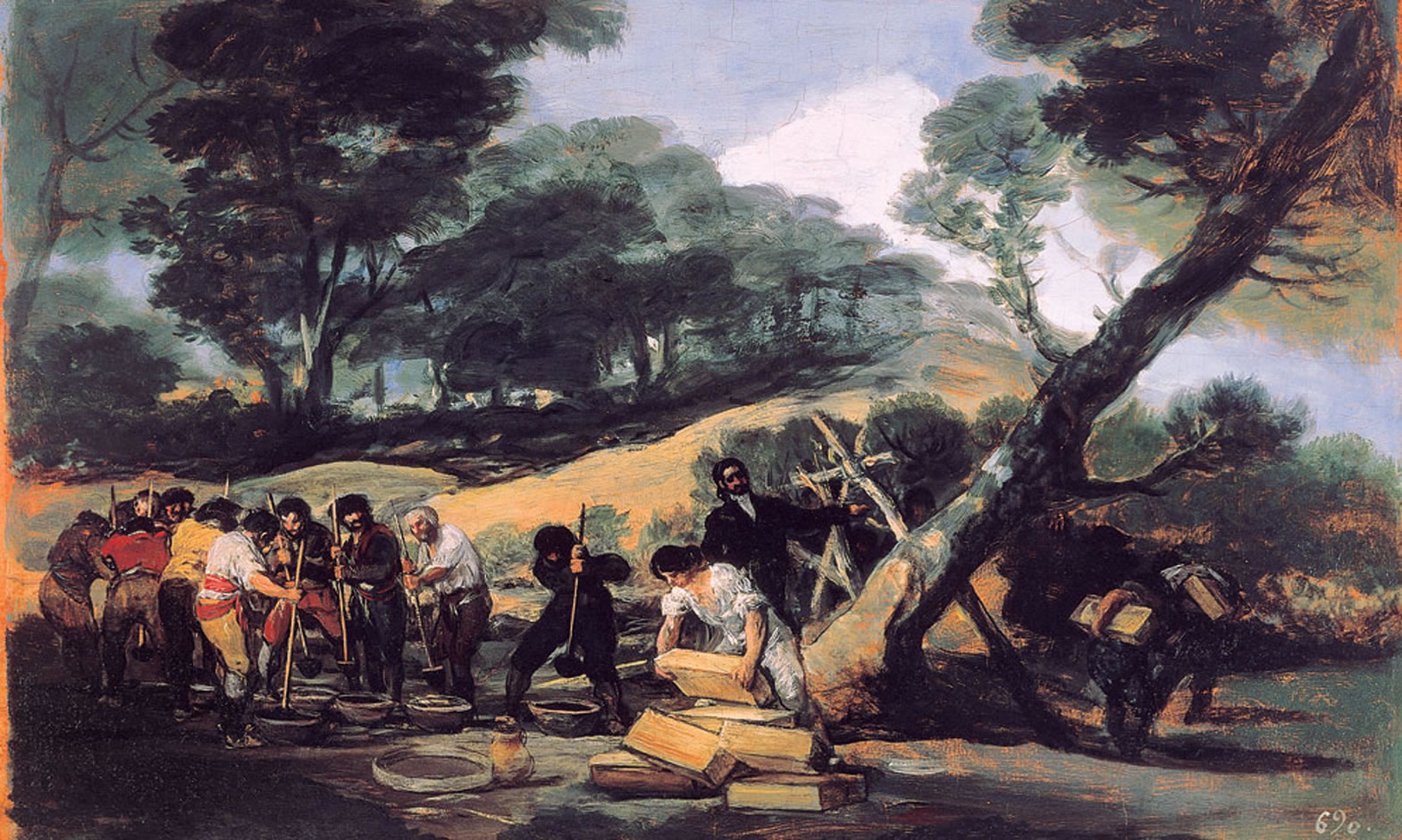
Fabrication de la poudre dans la Sierra de Tardienta (vers 1814, Patrimoine National, palais de la Zarzuela).

La Fabrication de poudre et Fabrication de balles dans la Sierra de Tardienta (toutes deux datées entre 1810 et 1814, palais royal de Madrid) sont des allusions, comme l’indiquent des inscriptions au dos, à l’activité du cordonnier José Mallén de Almudévar, qui entre 1810 et 1813 organisa une guérilla qui opérait à une cinquantaine de kilomètres au nord de Saragosse.
Les peintures de petit format essaient de représenter une des activités les plus importantes dans la guerre. La résistance civile à l’envahisseur fut un effort collectif et ce protagoniste, à l’instar de tout le peuple, se détache de la composition. Femmes et hommes s’affairent, embusqués entre les branches des arbres où filtre le bleu du ciel, pour fabriquer des munitions. Le paysage est déjà plus romantique que rococo.

#### Les Désastres de la guerre

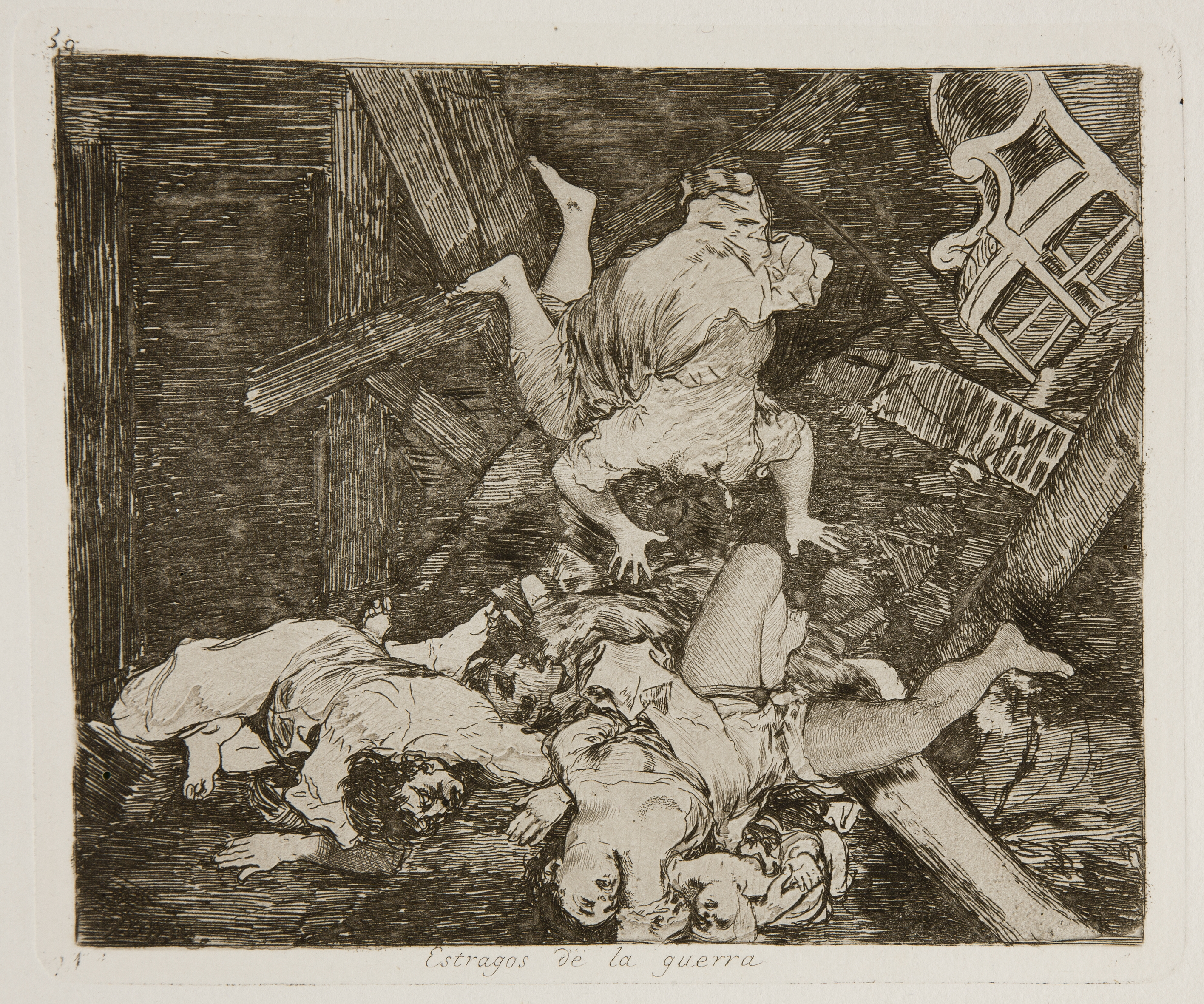
Ravages de la guerre (1810-1815).

Les Désastres de la guerre est une série de 82 gravures réalisée entre 1810 et 1815 qui illustre les horreurs liées à la guerre d’indépendance espagnole.
Entre octobre 1808 et 1810, Goya dessina des croquis préparatoires (conservés au musée du Prado) qu’il utilisa pour graver les planches, sans modification majeure, entre 1810 (année où les premières apparurent) et 1815. Durant le vivant du peintre, deux jeux complets de gravures furent imprimés, l’un d’eux offert à son ami et critique d’art Ceán Bermúdez, mais ils restèrent inédits. La première édition arriva en 1863, publiée à l’initiative de l’Académie royale des beaux-arts de San Fernando.
La technique utilisée est l’eau-forte complétée par des pointes sèches et humides. Goya utilisa à peine l’eau-forte, qui est la technique la plus utilisée dans les Caprichos, probablement à cause de la précarité des moyens dont il disposait, la totalité de la série des « désastres » ayant été exécutée en temps de guerre.
Un exemple de la composition et de la forme de cette série, est la gravure numéro 30, que Goya a intitulé « Ravages de la guerre » et qui est considéré comme un précédent à la toile Guernica par le chao qui résulte de la composition, la mutilation des corps, la fragmentation des objets et des êtres éparpillés sur la gravure, la main coupée d’un des cadavres le démembrement des corps et la figure de l’enfant mort à la tête renversée qui rappelle celui soutenu par sa mère dans la toile de Picasso.
La gravure évoque le bombardement d’une population civile urbaine, probablement dans leur maison, à cause des obus que l’artillerie française utilisait contre la résistance espagnole du siège de Saragosse. D’après José Camón Aznar:

« Goya parcourt la terre aragonaise débordantes de sang et de visions de morts. Et son crayon ne fit pas plus que de transcrire les spectacles macabres qu’il avait à sa vue et les suggestions directes qu’il recueilli durant ce voyage. Il n’y eut qu’à Saragosse qu’il put contempler les effets des obus qui en tombant détruisaient les étages des maisons, précipitant ses habitants, comme sur la planche 30 « ravages de la guerre » »

— José Camón Aznar

#### Les deux et trois mai 1808
À la fin de la guerre, Goya aborda en 1814 l’exécution de deux grands tableaux historiques dont les origines sont à situer dans les succès espagnols des deux et trois mai 1808 à Madrid. Il expliqua son intention dans une missive au gouvernement où il signale sa volonté de 

« perpétuer par les pinceaux les plus importantes et héroïques actions ou scènes de notre glorieuse insurrection contre le tyran d’Europe »

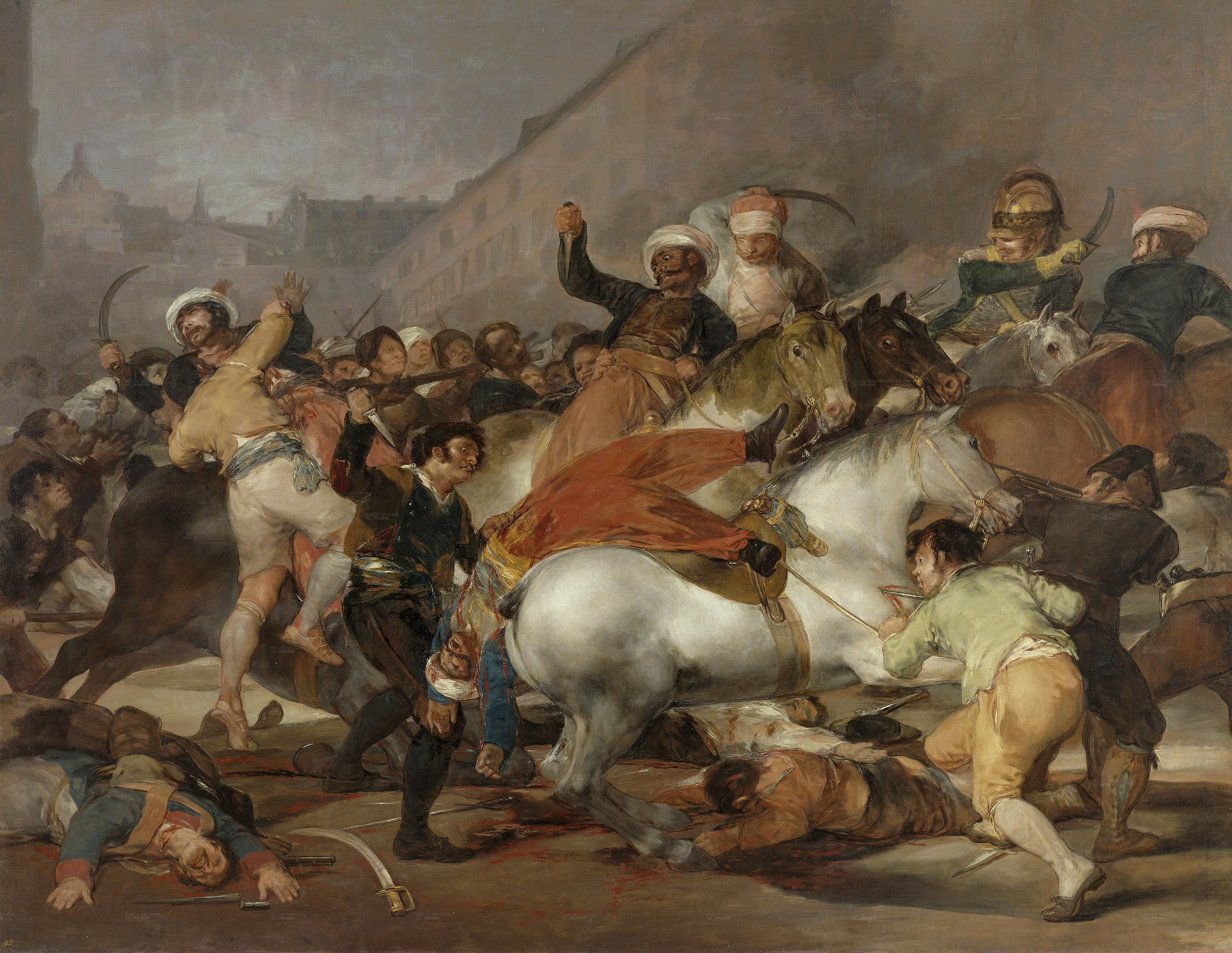
Dos de mayo (1814).

Les tableaux – Deux mai 1808 et Trois mai 1808 – sont de grands formats très différents des toiles habituelles de ce genre. Il renonça à faire du protagoniste un héros alors qu’il pouvait prendre comme sujet l’un des meneurs de l’insurrection madrilène tel que Daoíz et Velarde dans un parallèle avec les toiles néoclassiques de David Bonaparte franchissant le Grand-Saint-Bernard (1801). Chez Goya le protagoniste est un collectif anonyme de gens arrivant à une violence et une brutalité extrêmes. Dans ce sens, ses tableaux sont une vision originale. Il se distingue de ses contemporains qui illustraient le soulèvement du deux mai, telles que celles de Tomás López Enguídanos, publiées en 1813, et rééditées par José Ribelles et Alejandro Blanco l’année suivante. Ce genre de représentations, très populaires, avaient gagné l’imaginaire collectif lorsque Goya proposa ses tableaux.
Là ou d’autres représentations permettent clairement de reconnaître le lieu des combats - la Puerta del Sol - dans La charge des mamelouks, Goya atténue les références aux dates et aux lieux, réduits à de vagues références urbaines. Il gagne l’universalité et se concentre sur la violence du propos : un affrontement sanglant et informe, sans distinction de camps ni de drapeau. En parallèle, l’échelle des personnages augmente au fur et à mesure des gravures afin de se concentrer sur l’absurde de la violence, de diminuer la distance avec le spectateur qui est pris dans le combat tel un passant surpris par la bataille.

Tres de Mayo (1814).

La toile est un exemple typique de composition organique propre au romantisme, où les lignes de forces sont données par le mouvement des personnages, guidées par les nécessités du thème et non par une géométrie externe imposée a priori par la perspective. Dans ce cas, le mouvement va de gauche à droite, des hommes et des chevaux sont coupés par les bords du cadre de chaque côté, telle une photographie prise sur le vif.
Tant le chromatisme que le dynamisme et la composition anticipent les caractéristiques de la peinture romantique française ; un parallèle esthétique peut être fait entre le Deux Mai de Goya et La Mort de Sardanapale de Delacroix.
Les Fusillés du 3 mai oppose le groupe de détenus sur le point d’être exécutés avec celui des soldats. Dans le premier, les visages sont reconnaissables et illuminés par un grand feu, un personnage principal se détache en ouvrant les bras en croix, vêtu de blanc et de jaune irradiant, rappelant l’iconographie du Christ – on voit les stigmates sur ses mains. Le peloton d’exécution, anonyme, est transformé en une machine de guerre déshumanisée où les individus n’existent plus.
La nuit, le dramatisme sans fard, la réalité du massacre, sont représentés dans une dimension grandiose. De plus, le mort en raccourci au premier plan prolonge les bras en croix du protagoniste, et dessine une ligne directrice qui va vers l’extérieur du cadre, vers le spectateur qui se sent impliqué dans la scène. La nuit noire, héritage de l’esthétique du Sublime Terrible, donne une tonalité lugubre aux événements, où il n’y a pas de héros, seulement des victimes : celles de la répression et celles du peloton.
Dans les fusillés du 3 mai, il n’y a aucune prise de distance, aucune emphase sur des valeurs militaires telles que l’honneur, ni même une quelconque interprétation historique qui éloignerait le spectateur de la scène : l’injustice brutale de la mort d’hommes des mains d’autres hommes.
Il s’agit d’une des toiles les plus importantes et marquantes de l’ensemble de l’œuvre de Goya, elle reflète, plus qu’aucune autre, son point de vue moderne sur la compréhension d’un affrontement armé.

### La Restauration (1815 - 1819)
Le retour d'exil de Ferdinand VII allait cependant sonner le glas des projets de monarchie constitutionnelle et libérale auxquels Goya adhérait. S'il conserve sa place de Premier peintre de la Chambre, Goya s'alarme de la réaction absolutiste qui s'amplifie encore après l'écrasement des libéraux par le corps expéditionnaire français en 1823. La période de la Restauration absolutiste de Ferdinand VII entraina la persécution de libéraux et des afrancesados, chez qui Goya avait ses principales amitiés. Juan Meléndez Valdés et Leandro Fernández de Moratín se virent obligés de s’exiler en France devant la répression. Goya se trouva dans une situation difficile, pour avoir servi Joseph Ier, pour son appartenance au cercle des Lumières et à cause du procès initié à son encontre en mars 1815 par l’Inquisition pour sa maja desnuda, qu’elle considérait «obscène», mais le peintre fut finalement absout.
Ce panorama politique obligea Goya à réduire ses commandes officielles aux peintures patriotiques du type « soulèvement du deux mai » et aux portraits de Ferdinand VII. Deux d’entre eux (Ferdinand VII avec un manteau royal et en campagne), tous deux de 1814 sont conservés au musée du Prado.
Il est probable qu’à la restauration du régime absolutiste Goya eut dépensé une grande partie de ses avoirs pour faire face aux pénuries de la guerre. C’est ainsi qu’il l’exprime dans des échanges épistolaires de cette époque. Cependant, après la réalisation de ces portraits royaux et d’autres commandes payées par l’Église à cette époque – notamment Saintes Juste et Rufine (1817) pour la cathédrale de Séville — en 1819, il avait suffisamment d’argent pour acheter sa nouvelle propriété de la « maison du sourd », de la faire restaurer, de lui ajouter une noria, des vignes et une palissade.

La Junte des Philippines (vers 1815, musée Goya, Castres).

L’autre grand tableau officiel – plus de quatre mètres de large – est La Junte des Philippines (musée Goya, Castres), commandé en 1815 par José Luis Munárriz, directeur de cette institution et que Goya peignit à la même époque.
Cependant, en privé, il ne réduisit pas son activité de peintre et de graveur. Il continua à cette époque à réaliser des tableaux de petit format, de caprices, autour de ses obsessions habituelles. Les tableaux s’éloignent toujours plus des conventions picturales antérieures, par exemple avec : la Corrida de toros, la Procession des pénitents, Tribunal de l'Inquisition, La Maison de fous. On note L'Enterrement de la sardine qui traite du Carnaval.
Ces huiles sur bois sont de dimensions similaires (de 45 à 46 cm x 62 à 73, sauf L'Enterrement de la sardine, 82,5 x 62) et sont conservées au musée de l’Académie royale des beaux-arts de San Fernando.
La série provient de la collection acquise par le régisseur de la ville de Madrid à l’époque du gouvernement de Joseph Bonaparte, le libéral Manuel García de la Prada (es), dont le portrait par Goya est daté 1805 et 1810. Dans son testament de 1836 il légua ses œuvres à l’académie des beaux-arts qui les conserve encore. Elles sont en grande partie responsables de la légende noire, romantique, créée à partir des peintures de Goya. Elles furent imitées et répandues, d’abord en France puis en Espagne par des artistes comme Eugenio Lucas et Francisco Lameyer.

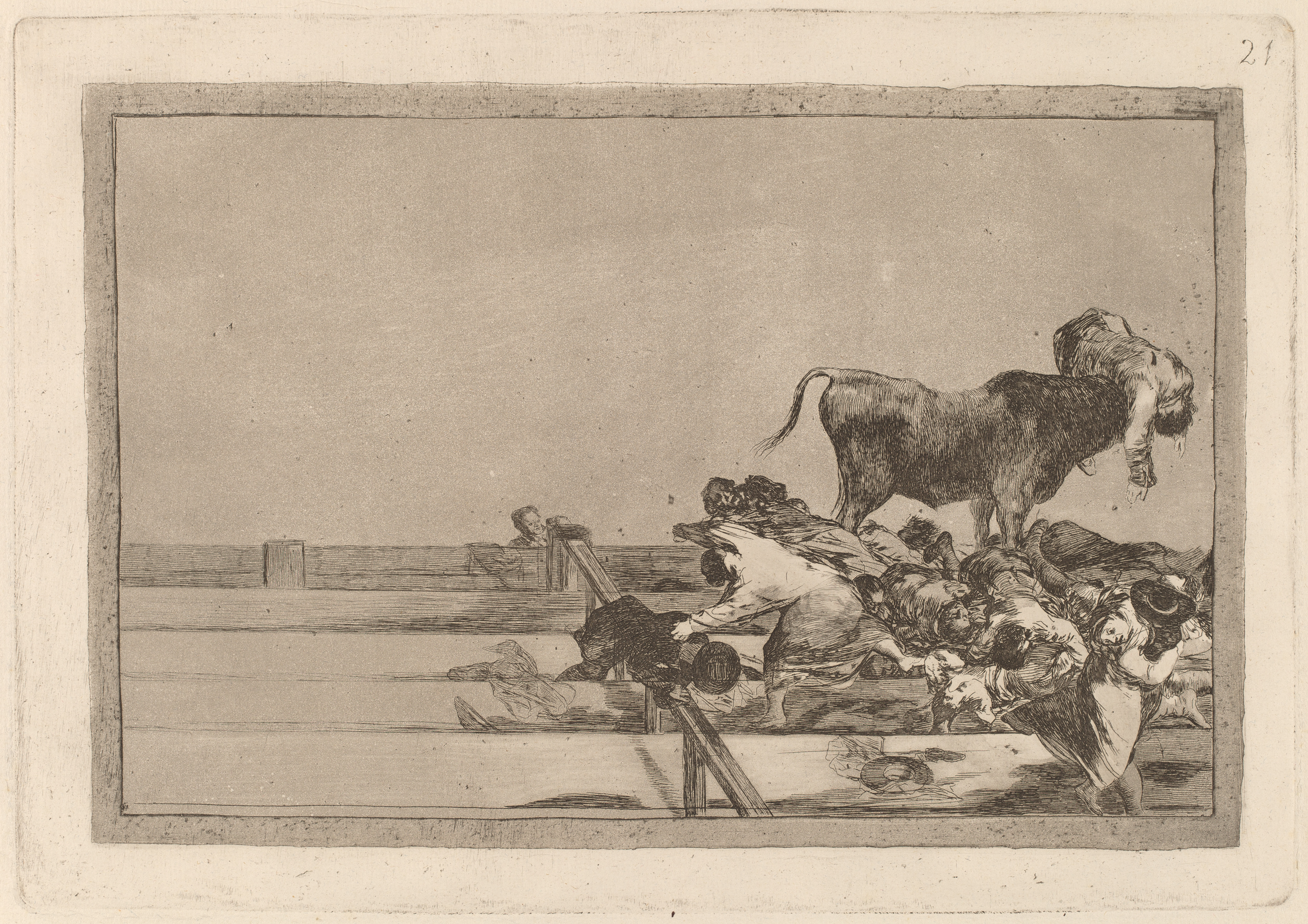
Malheurs survenus aux arènes de Madrid et mort du maire de Torrejón (1816).

En tout cas, son activité resta frénétique, puisque durant ces années il termina les Désastres de la guerre, et commença une autre série de gravures, La Tauromaquia — mise en vente dès octobre 1816, avec quoi il pensait obtenir de plus grands revenus et un accueil populaire meilleur qu’avec les précédentes. Cette dernière série est conçue comme une histoire du toréro qui recrée ses mythes fondateurs et où prédomine le pittoresque malgré de nombreuses idées originales, comme celles de l’estampe numéro 21 « Disgrâces survenues aux arènes de Madrid et mort du maire de Torrejon » où la zone gauche de l’estampe est vide de personnages, dans un déséquilibre impensables à peine quelques années avant.
Dès 1815 — bien qu’elles ne furent publiées qu’en 1864 — il travailla aux gravures des Disparates. C’est une série de vingt-deux estampes, probablement incomplètes, dont l’interprétation est la plus complexe. Les visions sont oniriques pleines de violence et de sexe, les institutions de l’ancien régime sont ridiculisées et sont en général, très critiques envers le pouvoir. Mais plus que ces connotations, ces gravures offrent un monde imaginaire riche en relation avec le monde de la nuit, le carnaval et le grotesque.
Finalement, deux tableaux religieux émouvants, peut-être les seuls de réelle dévotion, achèvent cette période. Ce sont La dernière communion de saint Joseph de Calasanz et le Christ au jardin des oliviers, tous deux de 1819, exposés au musée Calasancio de l’École pieuse de San Antón (es) de Madrid. Le recueillement réel que montrent ces toiles, la liberté de trait, la signature de sa main, transmettent une émotion transcendante.

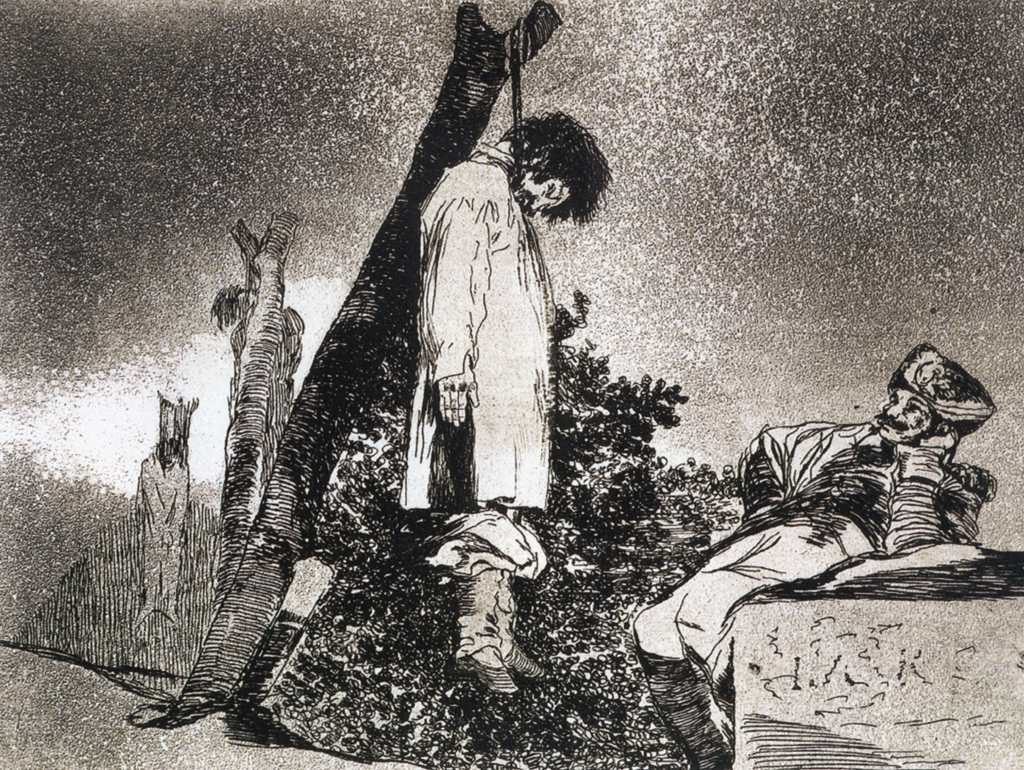
Ici non plus, no 36 des Désastres de la guerre (vers 1812)
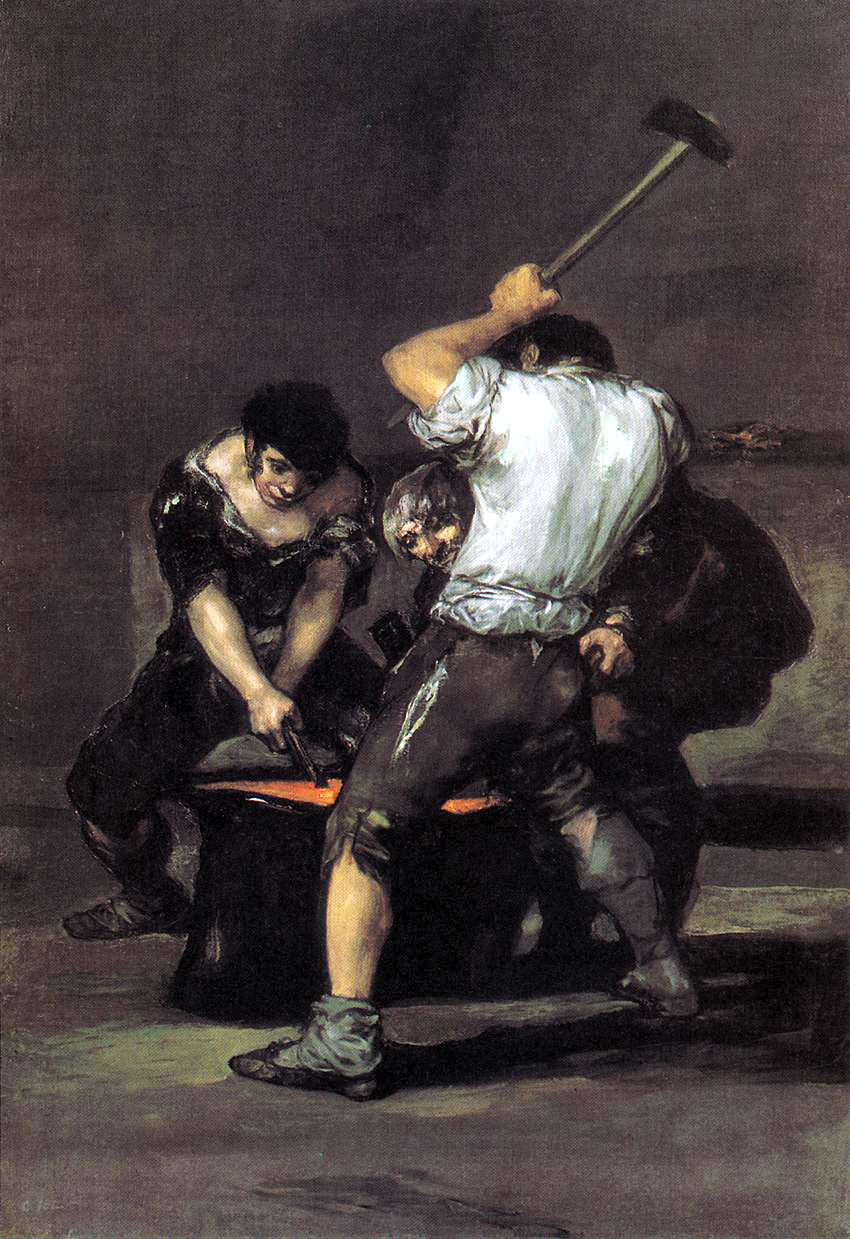
La Forge (1817, Frick Collection, New York)
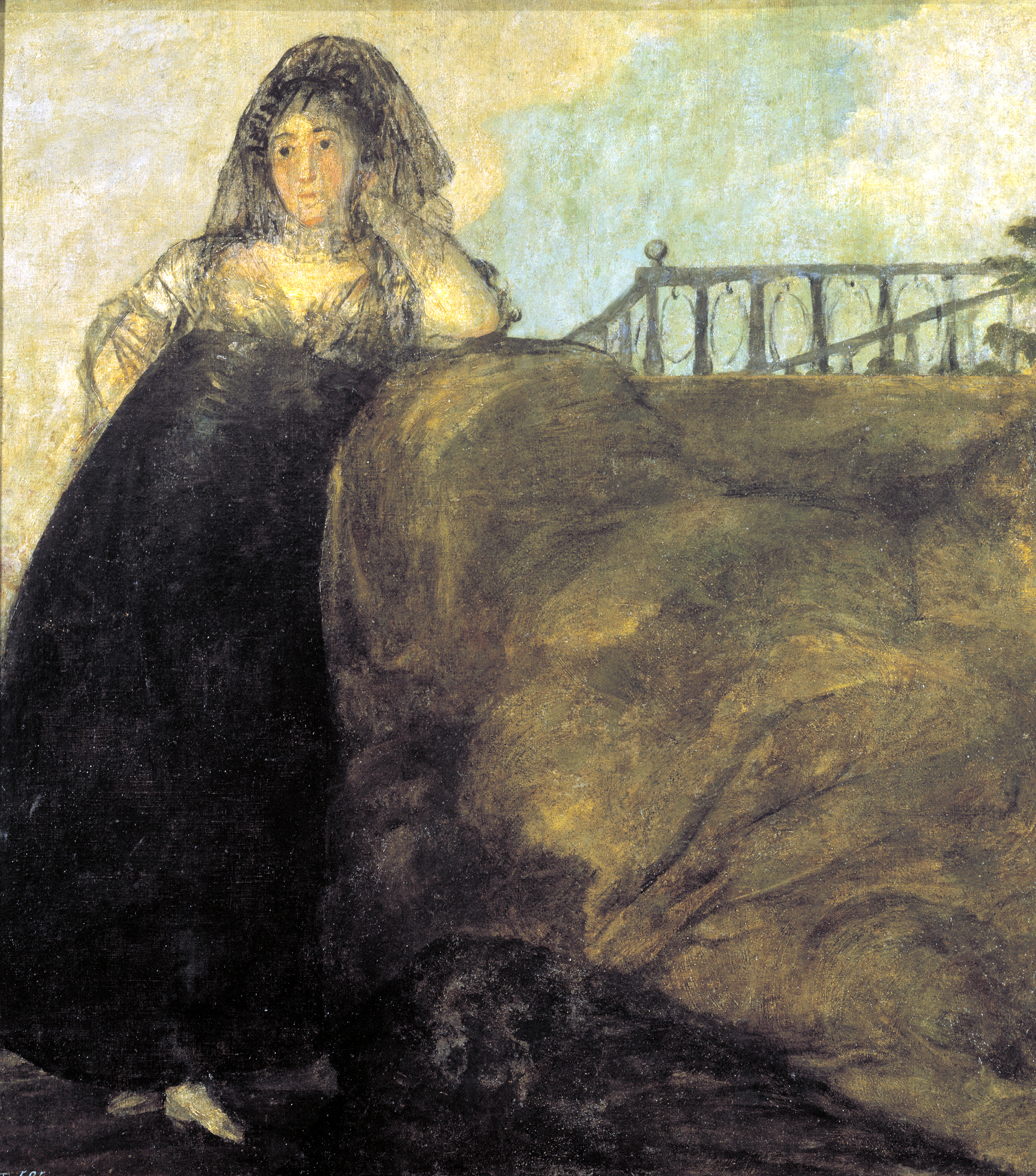
Une manola : Léocadie Zorrilla, des Peintures noires (1819-1823)
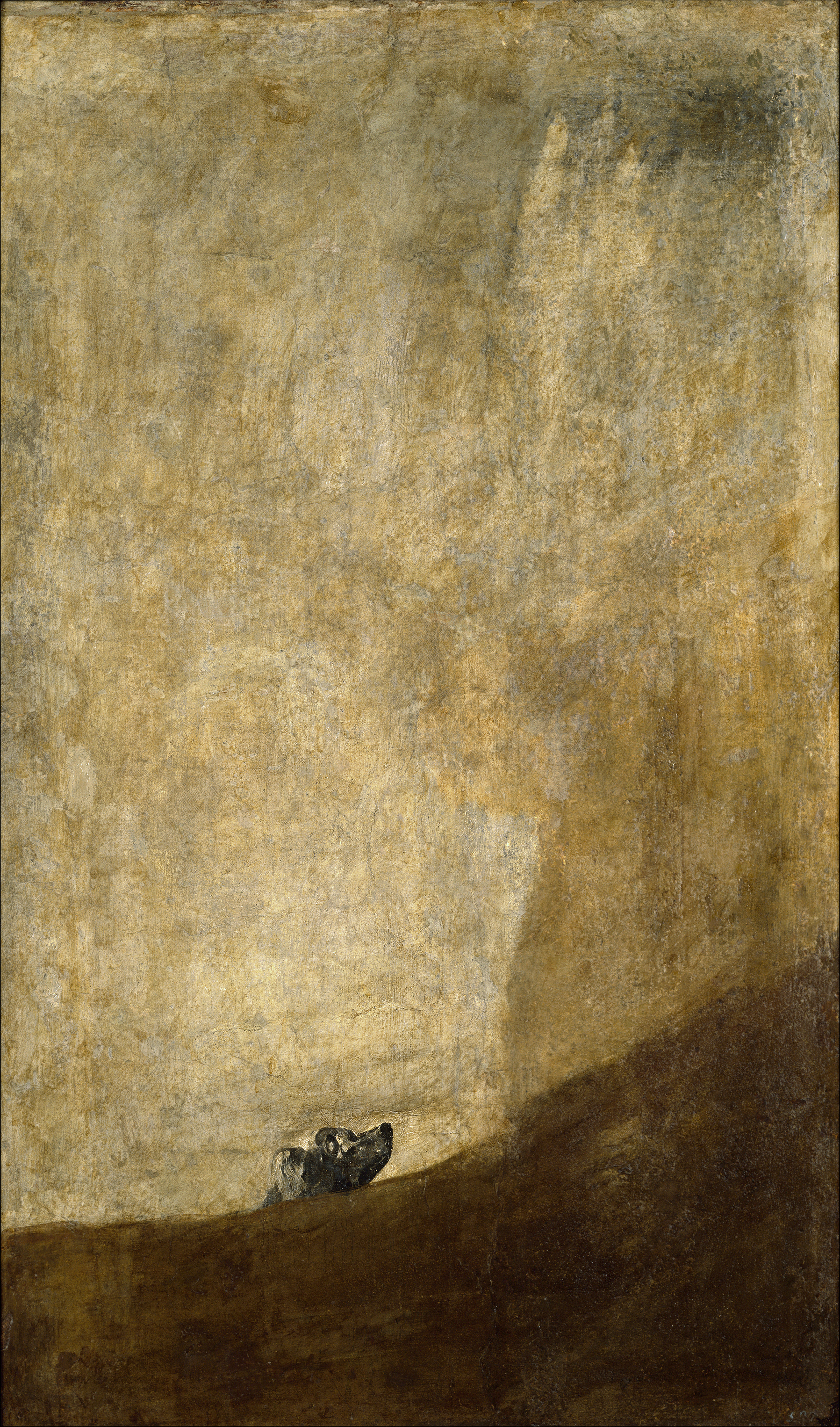
Le Chien, des Peintures noires (1820-1823)
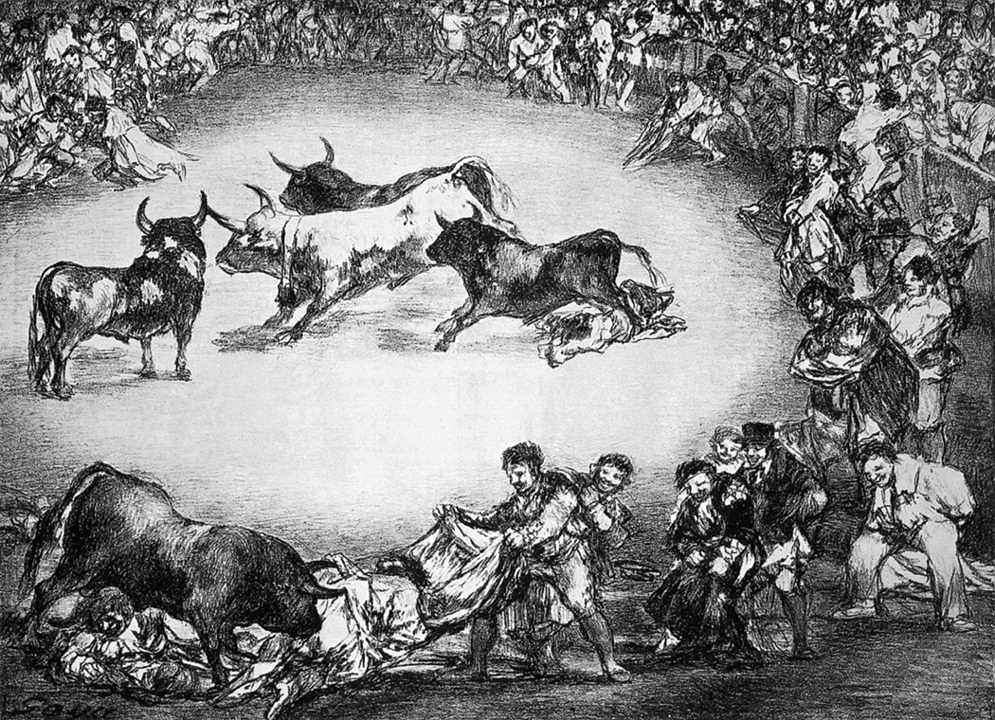
Divertissement espagnol (1824-1825)

### LeTriennat libéralet lesPeintures noires(1820-1824)

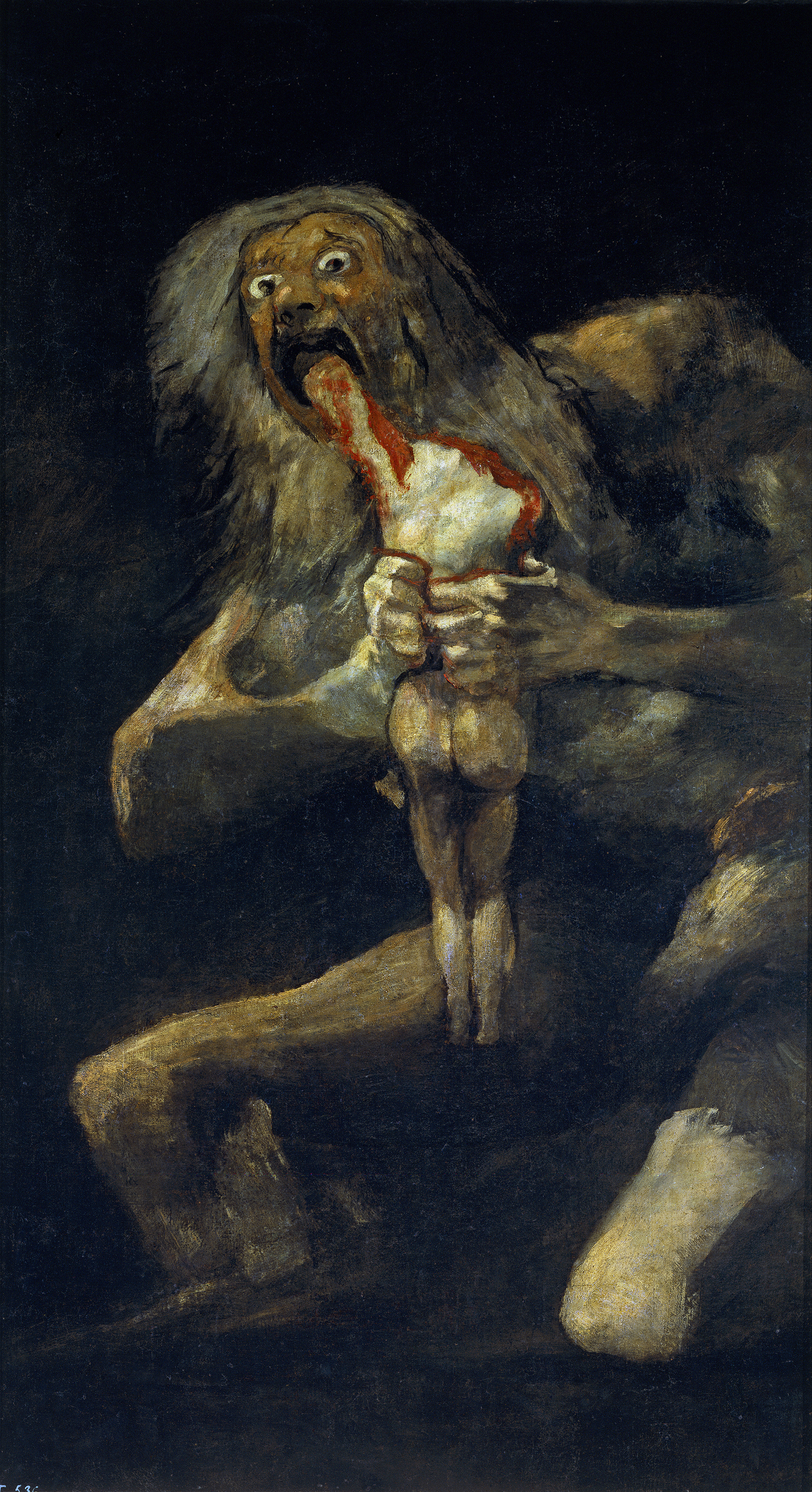
Saturne dévorant un de ses fils (1819-1823).

#### Contexte et doutes sur l'intégrité des œuvres
C'est du nom de Peintures noires qu'on connaît la série de quatorze œuvres murales que peint Goya entre 1819 et 1823 avec la technique d'huile al secco sur la superficie de ravalement du mur de la Quinta del Sordo. Ces tableaux représentent probablement le plus grand chef-d'œuvre de Goya, aussi bien pour leur modernité que pour la force de leur expression. Une peinture telle que Le Chien se rapproche même de l'abstraction ; plusieurs œuvres sont précurseurs de l'expressionnisme et autres avant-gardes du XXe siècle.
Les peintures murales sont transposées sur toile à partir de 1874 et sont actuellement exposées au musée du Prado. La série, aux œuvres de laquelle Goya ne donne pas de titre, est cataloguée pour la première fois en 1828 par Antonio de Brugada, qui leur donne alors un titre pour la première fois à l'occasion de l'inventaire réalisé à la mort du peintre ; les propositions de titres ont été nombreuses. La Quinta del Sordo devient la propriété de son petit-fils Mariano Goya en 1823, après que Goya la lui a cédé, a priori pour la protéger à la suite de la restauration de la Monarchie absolue et des répressions libérales de Ferdinand VII. C'est ainsi que jusqu'à la fin du XIXe siècle, l'existence des Peintures noires est très peu connue, et seuls quelques critiques, comme Charles Yriarte, ont pu les décrire. Entre 1874 et 1878, les œuvres sont transposées du mur vers la toile par Salvador Martínez Cubells sur la requête du baron Émile d'Erlanger ; ce processus cause de graves dommages sur les œuvres, qui perdent grandement en qualité. Ce banquier français a l'intention de les montrer pour les vendre lors de l'exposition universelle de 1878 à Paris. Cependant, ne trouvant pas preneur, il finit par les donner en 1881 à l'État espagnol, qui les assigne à ce qui s'appelait à l'époque le Museo Nacional de Pintura y Escultura (« musée national de Peinture et Sculpture », c'est-à-dire le Prado).

Plan du Madrid de 1900-1901, avec la localisation de la Quinta del Sordo, près du pont de Segovia.

Goya acquiert cette propriété située sur la rive droite du Manzanares, près du pont de Segovia et du chemin vers le parc de San Isidro, en février 1819 ; probablement pour y vivre avec Leocadia Weiss hors de portée des rumeurs, celle-ci étant mariée avec Isidoro Weiss. C'est la femme avec qui il aurait vécu et eu une fille, Rosario Weiss. En novembre de cette année, Goya souffre d'une grave maladie dont Goya et son médecin, le représentant souffrant auprès de son médecin Eugenio Arrieta, en est un terrible témoin.
Quoi qu'il en soit, les Peintures noires sont peintes sur des images champêtres de petites figures, dont il profite parfois des paysages, comme dans Duel au gourdin. Si ces peintures de ton allègre sont bien de Goya, on peut penser que la crise de la maladie unie peut-être aux événements agités du Triennat libéral l'amène à les repeindre. Bozal estime que les tableaux originaux sont effectivement de Goya du fait que ce serait la seule raison pour laquelle il les réutilise ; cependant, Gledinning pense lui que les peintures « décoraient déjà les murs de la Quinta del Sordo quand il l'acheta. » Quoi qu'il en soit, les peintures ont pu être commencées en 1820 ; elles n'ont pas pu être terminées au-delà de 1823, puisque cette année-là Goya part à Bordeaux et cède sa propriété à son neveu. En 1830, Mariano de Goya, transmet la propriété à son père, Javier de Goya.

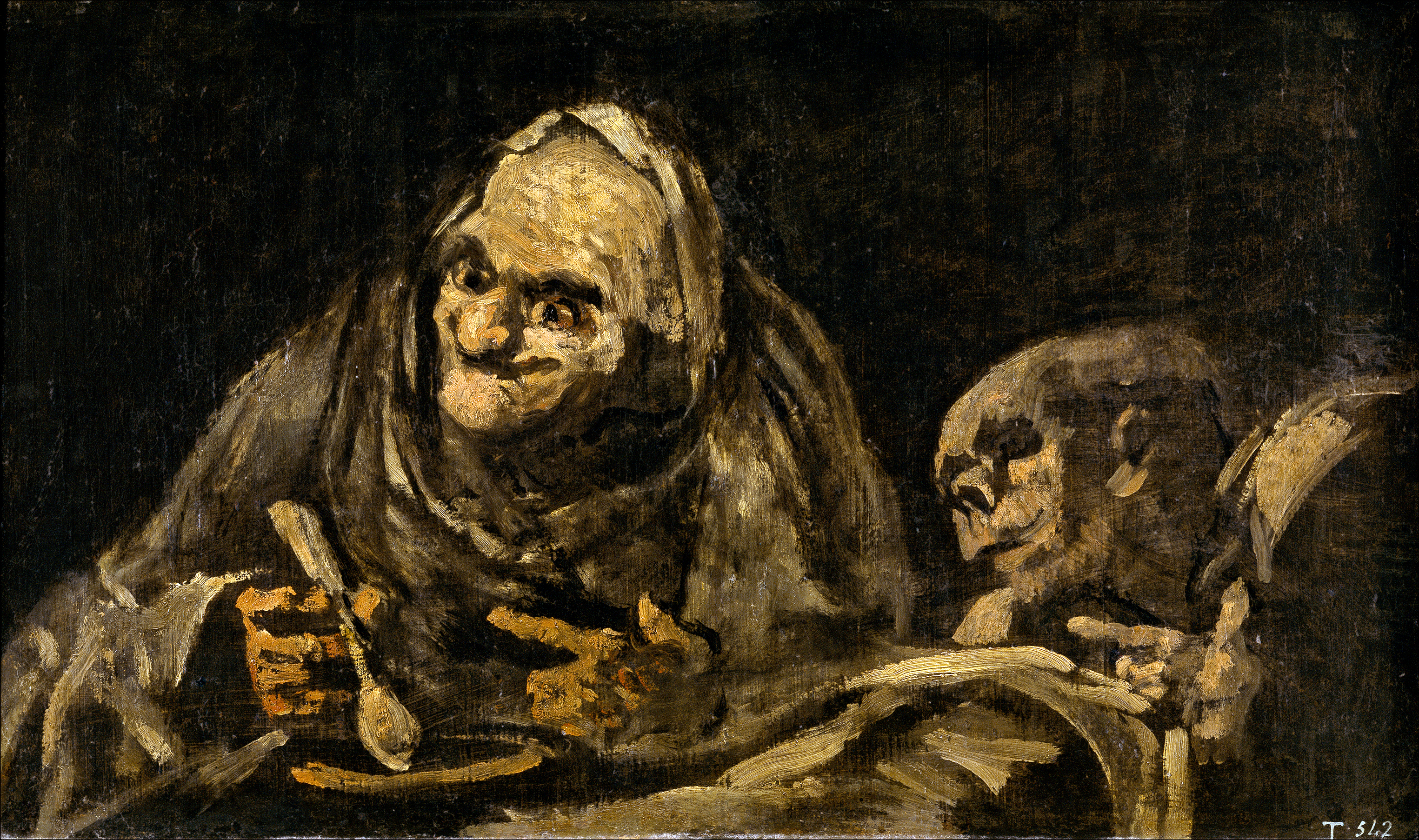
Deux vieillards mangeant de la soupe (1819-1823).

Les critiques s'accordent à proposer certaines causes psychologiques et sociales à la réalisation des Peintures noires. Il y aurait d'abord la conscience de la décadence physique du propre peintre, accentuée par la présence d'une femme beaucoup plus jeune dans sa vie, Leocadia Weiss, et surtout les conséquences de sa grave maladie de 1819, qui laissa Goya prostré dans un état de faiblesse et de proximité de la mort, ce qui est reflété par le chromatisme et le thème de ces œuvres.
D'un point de vue sociologique, tout porte à croire que Goya a peint ses tableaux à partir de 1820 — bien qu'il n'y ait pas de preuve documentée définitive — après s'être remis de ses problèmes physiques. La satire de la religion — pèlerinages, processions, Inquisition — et les affrontements civils — le Duel au gourdin, les réunions et conspirations reflétées dans Hommes lisant, l'interprétation politique qui peut être faite de Saturne dévorant un de ses fils (l'État dévorant ses sujets ou citoyens) — coïncident avec la situation d'instabilité qu'il s'est produit en Espagne pendant le Triennat libéral (1820-1823) à la suite de la levée constitutionnelle de Rafael del Riego. Les thèmes et le ton utilisés ont bénéficié, lors de ce Triennat, de l'absence de la censure politique stricte qui aura lieu lors des restaurations des monarchies absolues. Par ailleurs, beaucoup des personnages des Peintures noires (duellistes, moines, familiers de l'Inquisition) représentent un monde caduc, antérieur aux idéaux de la Révolution française.
L'inventaire d'Antonio de Brugada mentionne sept œuvres au rez-de-chaussée et huit à l'étage. Cependant, le musée du Prado n'arrive qu'à un total de quatorze. Charles Yriarte décrit en 1867 une peinture de plus que celles qui sont connues actuellement et précise qu'elle avait déjà été arrachée du mur quand il visita la propriété : elle avait été transférée au palais de Vista Alegre, qui appartenait au marquis de Salamanca. Plusieurs critiques considèrent que pour les mesures et les thèmes abordés, cette peinture serait Têtes dans un paysage, conservé à New York dans la collection Stanley Moss). L'autre problème de localisation concerne Deux vieillards mangeant de la soupe, dont on ne sait pas si c'était un rideau du rez-de-chaussée ou de l'étage ; Glendinning la localise dans l'une des salles inférieures.

#### LaQuinta del Sordo
La distribution originale de la Quinta del Sordo était comme suit :
Rez-de-chaussée

Localisation originale des Peintures noires dans la Quinta del Sordo.

C'est un espace rectangulaire. Sur les murs en longueur, il y a deux fenêtres proches des murs en largeur. Entre elles apparaissent deux tableaux de grand format particulièrement oblongs : La Procession à l'ermitage Saint-Isidore à droite et Le Sabbat des sorcières (de 1823) à gauche. Au fond, sur le mur de la largeur face à celui de l'entrée, il y a une fenêtre au centre qui est entourée par Judith et Holopherne à droite et Saturne dévorant un de ses fils à gauche. En face, de chaque côté de la porte se situent Léocadie (face au Saturne) et Deux vieux, face à la Judith et Holopherne).
Premier étage
Il possède les mêmes dimensions que le rez-de-chaussée, mais les murs en longueur ne possèdent qu'une fenêtre centrale : elle est entourée de deux huiles. Sur le mur de droite, quand on regarde depuis la porte, on trouve d'abord Vision fantastique puis plus loin Pèlerinage à la source Saint-Isidore. Sur le mur de gauche, on voit Les Moires puis Duel au gourdin. Sur le mur en largeur, en face, on voit Femmes riant à droite et Hommes lisant à gauche. À droite de l'entrée, on trouve Le Chien et à gauche Têtes dans un paysage.

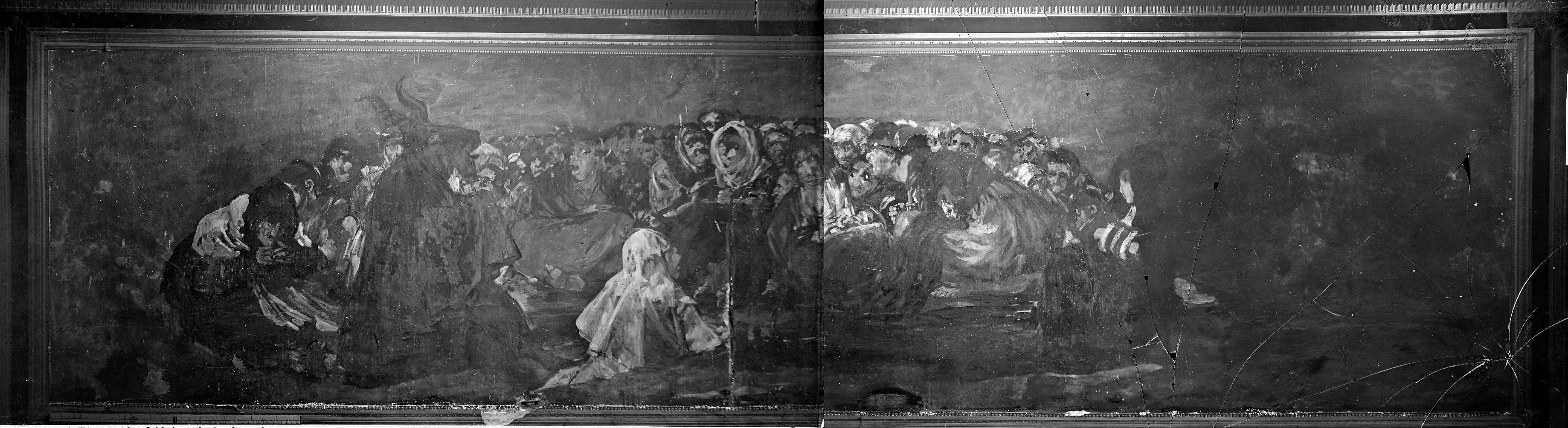
Photographie de l’El aquelarre par Jean Laurent (1874), dans son état original sur l'un des murs de la Quinta del Sordo de Goya. Il s'agit ici d'un photomontage réalisé à partir de deux négatifs originaux actuellement conservés à l'Institut du patrimoine culturel d'Espagne.

Cette disposition et l'état original des œuvres peuvent nous parvenir, en plus des témoignages écrits, du catalogue photographique que Jean Laurent met au point in situ vers 1874 à la suite d'une commande, en prévision de l'effondrement de la maison. Nous savons grâce à lui que les peintures étaient encadrés avec des papiers peints classicistes de plinthe, de même que les portes, les fenêtres et la frise au ras du ciel. Les murs sont recouverts, comme c'était habituel dans les résidences bourgeoises ou de cour, d'une matière qui provient probablement de la Fabrique royale de papier peint promue par Ferdinand VII. Les murs du rez-de-chaussée sont couverts de motifs de fruits et de feuilles et ceux de l'étage le sont de dessins géométriques organisés en lignes diagonales. Les photographies documentent également l'état des œuvres avant leur transfert.
Il n'a pas été possible, malgré les différentes tentatives, de faire interprétation organique pour toute la série décorative dans sa localisation originale. D'abord parce que la disposition exacte n'est pas encore tout à fait définie, mais surtout parce que l'ambiguïté et la difficulté de trouver un sens exact à la plupart des tableaux en particulier font que le sens global de ces œuvres reste encore une énigme. Il y a cependant quelques pistes que l'on peut considérer.

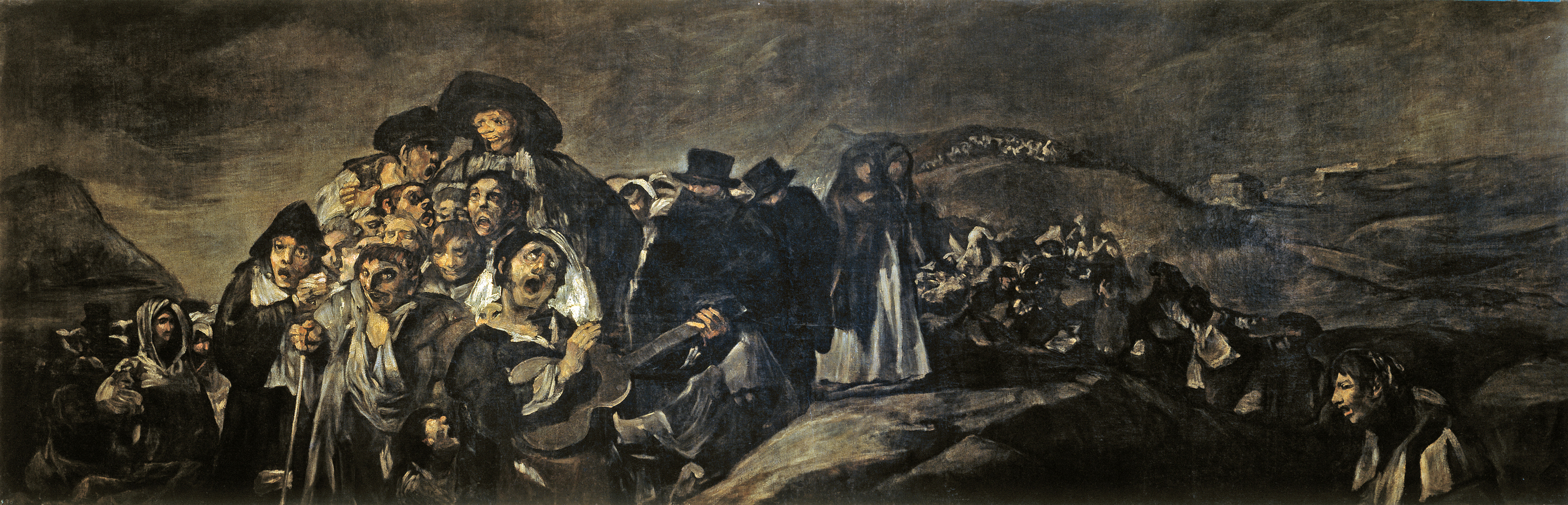
La Procession à l'ermitage Saint-Isidore (1819-1823) reflète le style caractéristique des Peintures noires.

Glendinning fait remarquer que Goya décore sa maison en s'en tenant au décor habituel de la peinture murale des palais de la noblesse et de la haute bourgeoisie. Selon ces normes, et en considérant que le rez-de-chaussée servait de salle à manger, les tableaux devraient avoir une thématique en accord avec leur environnement : il devrait y avoir des scènes champêtres — la villa se situait au bord du Manzanares et face à la prairie de Saint-Isidore —, des natures mortes et des représentations de banquets allusifs à la fonction de la salle. Bien que l'aragonais ne traite pas de ces genres de façon explicite, Saturne dévorant un de ses fils et Deux vieillards mangeant de la soupe évoquent, bien que de façon ironique et avec de l'humour noir, l'acte de manger, comme le fait indirectement Judith qui tue Holopherne après l'avoir invité à un banquet. D'autres tableaux sont à mettre en relation avec la thématique bucolique habituelle et avec la proche ermite du saint patron des Madrilènes, bien qu'avec un traitement lugubre : Le pèlerinage de Saint Isidore, Le pèlerinage à Saint Isidore et même Léocadie, dont la sépulture peut être liée au cimetière annexe à l'ermite.

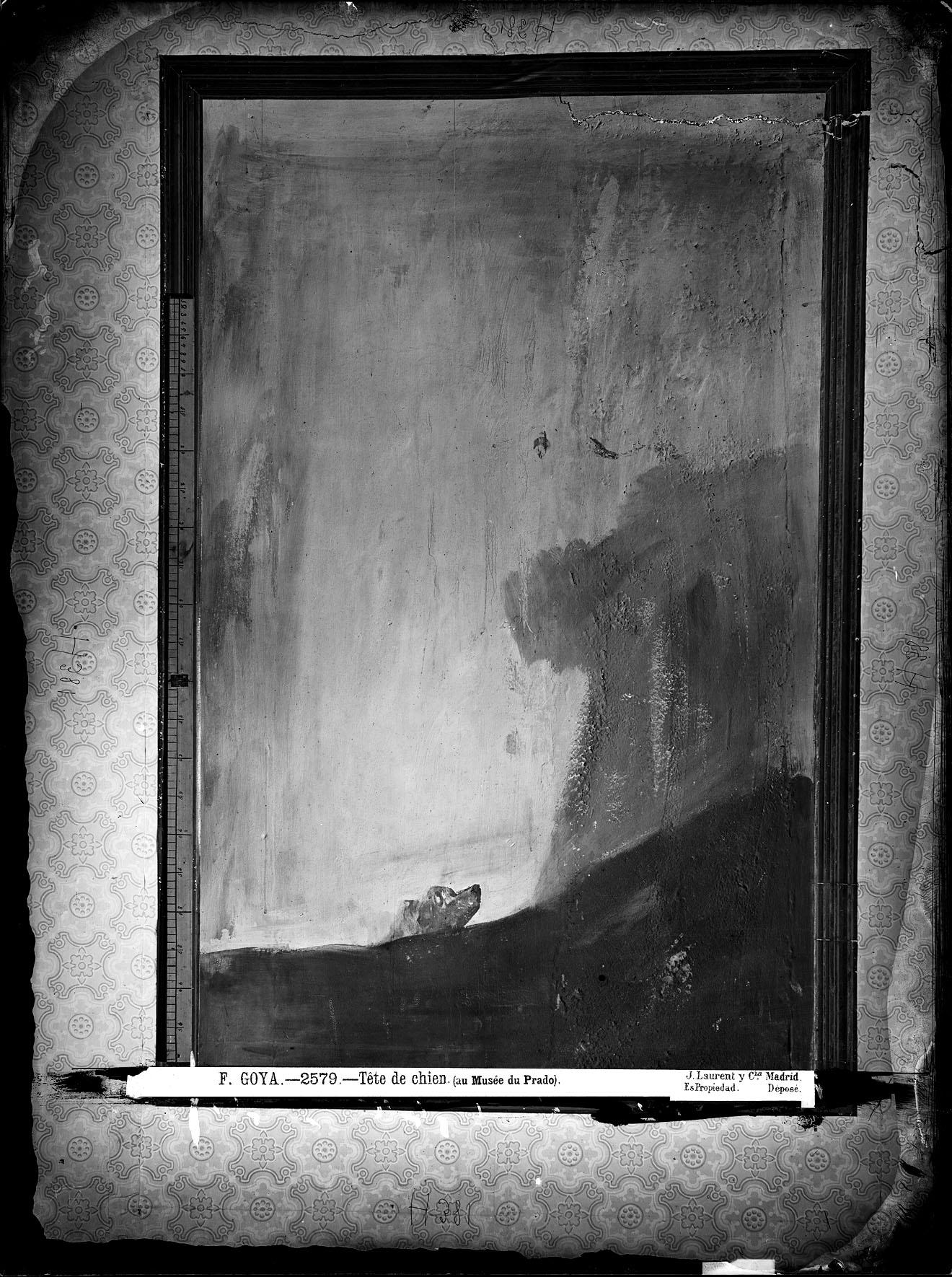
La peinture murale Le Chien (1819-1823) photographiée en 1874 par Jean Laurent à l'intérieur de la Quinta del Sordo. Institut du patrimoine culturel d'Espagne.

Depuis un autre point de vue, quand le rez-de-chaussée a une faible lumière, on se rend compte que les tableaux sont particulièrement obscurs, à l'exception de Léocadie, même si sa tenue est celle du deuil et qu'une tombe — peut-être celle de Goya lui-même — y apparaît. Dans cette pièce la présence de la mort et la vieillesse sont prédominantes. Une interprétation psychanalytique y voit également la décadence sexuelle, avec des jeunes femmes qui survivent à l'homme voire le castrent, comme le font Léocadie et Judith respectivement. Les vieillards qui mangent de la soupe, deux autres vieux et le vieux Saturne représentent la figure masculine. Saturne est, en plus, le dieu du temps et l'incarnation du caractère mélancolique, en relation avec la bile noire, ce qu'aujourd'hui nous appellerions la dépression. Ainsi, le rez-de-chaussée réunit thématiquement la sénilité qui mène à la mort et la femme forte, castratrice de son compagnon.
À l'étage, Glendinning évalue différents contrastes. L'un qui oppose le rire et les pleurs ou la satire et la tragédie, et l'autre qui oppose les éléments de la terre et de l'air. Pour la première dichotomie, Hommes lisant, avec son ambiance de sérénité, s'opposerait à Deux femmes et un homme ; ce sont les deux seuls tableaux obscurs de la salle et ils donneraient le ton des oppositions entre les autres. Le spectateur les contemple au fond de la salle quand il entre. De la même manière, dans les scènes mythologiques de Vision fantastique et Les Moires, on peut percevoir la tragédie, tandis que dans d'autres, comme le Pèlerinage du Saint Office, on aperçoit plutôt une scène satyrique. Un autre contraste serait basé sur des tableaux aux figures suspendues en l'air dans les tableaux de thème tragique déjà cités, et d'autres où elles apparaissent enfoncées ou installées sur la terre, comme dans le Duel au gourdin et dans celui du Saint Office. Mais aucune de ces hypothèses ne résout de façon satisfaisante la recherche d'une unité dans l'ensemble des thèmes de l'œuvre analysée.

#### Analyse technique

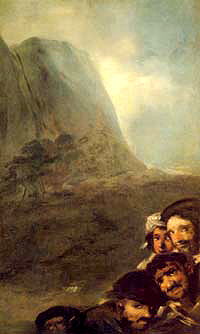
Têtes dans un paysage (1819-1823).

La seule unité que l'on peut constater est celle du style. Par exemple, la composition de ces tableaux est novatrice. Les figures apparaissent en général décentrées, dont un cas extrême est Têtes dans un paysage, où cinq têtes s'agglutinent au coin inférieur droit du tableau, apparaissant ainsi comme coupées ou sur le point de sortir du cadre. Un tel déséquilibre est un exemple de la plus grande modernité compositrice. Les masses de figures sont également déplacées dans Le pèlerinage de Saint Isidore — où le groupe principal apparaît à gauche —, Le pèlerinage du Saint Office — ici à droite —, et même dans Les Moires, Vision fantastique et Le Sabbat des sorcières, bien que pour ce dernier cas, le déséquilibre a été perdu après la restauration des frères Martínez Cubells.
Les tableaux partagent aussi un chromatisme très sombre. Beaucoup des scènes des Peintures noires sont nocturnes, montrent l'absence de lumière, le jour qui se meurt. C'est le cas dans Le pèlerinage de Saint Isidore, Le Sabbat des sorcières ou Le pèlerinage du Saint Office, où point avec le coucher du soleil la soirée et une sensation de pessimisme, de vision terrible, d'énigme et d'espace irréel. La palette de couleurs se réduit à l'ocre, au doré, à la terre, aux gris et aux noirs ; avec seulement quelque blanc sur les vêtements pour créer du contraste, du bleu dans le ciel et quelque coup de pinceau lâche sur le paysage, où apparaît un peu de vert, mais toujours de façon très limitée.
Si l'on porte son attention sur l'anecdote narrative, on observe que les traits des personnages présentent des attitudes réflexives et extatiques. À cet état second répondent les figures aux yeux très ouverts, avec la pupille entourée de blanc, et le gosier ouvert pour donner des visages caricaturés, animaux, grotesques. On contemple un moment digestif, quelque chose de répudié par les normes académiques. On montre ce qui n'est pas beau, ce qui est terrible ; la beauté n'est plus l'objet de l'art, mais le pathos et une certaine conscience de montrer tous les aspects de la vie humaine sans rejeter les moins agréables. Ce n'est pas pour rien que Bozal parle d'« une chapelle sixtine laïque où le salut et la beauté ont été remplacés par la lucidité et la conscience de la solitude, de la vieillesse et de la mort ».

### Goya à Bordeaux (1824-1828)

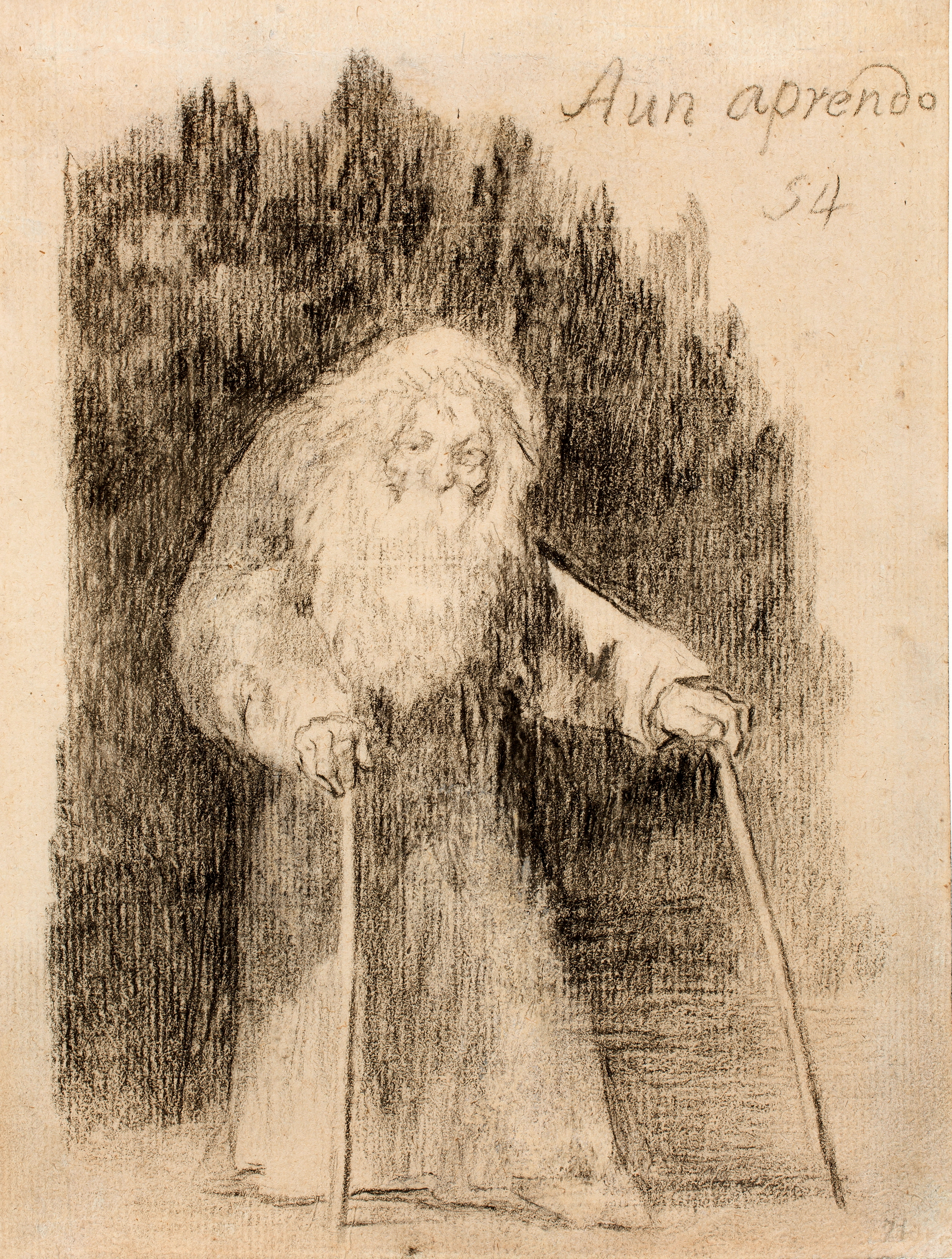
J'apprends encore, de l’Álbum G (1825-1828, Museo del Prado).

#### Exil de Goya en France
En mai 1823, les troupes du duc d'Angoulême, les Cien Mil Hijos de San Luis (« les Cent Mille Fils de Saint Louis ») ainsi que les appellent alors les Espagnols, prennent Madrid dans le but de restaurer la monarchie absolue de Ferdinand VII. Une répression des libéraux qui avaient soutenu la constitution de 1812, en vigueur pendant le Triennat libéral, a alors immédiatement lieu. Goya — de même que sa compagne Leocadia Weiss — a peur des conséquences de cette persécution et part se réfugier chez un ami chanoine, José Duaso y Latre. L'année suivante, il demande au roi la permission d'aller en convalescence dans la station thermale de Plombières, permission qui lui sera accordée.
Goya arrive en été 1824 à Bordeaux et continue son voyage vers Paris. Il revient en septembre à Bordeaux, où il résidera jusqu'à sa mort,. Son séjour en France n'a été interrompu qu'en 1826 : il voyage à Madrid pour finaliser les papiers administratifs de sa retraite, qu'il obtient avec une rente de 50 000 réaux sans que Ferdinand VII oppose quelque empêchement que ce soit.

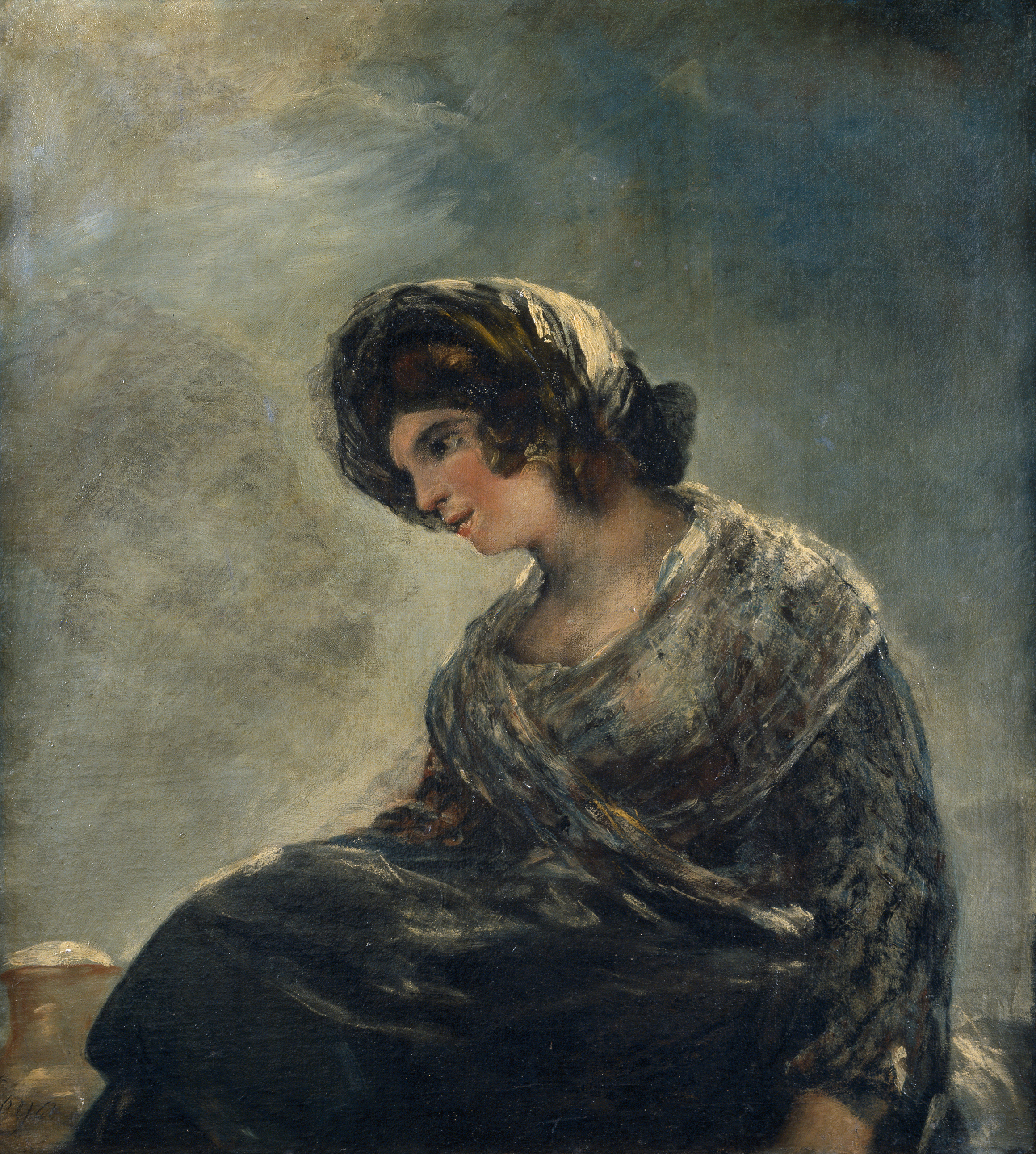
La Laitière de Bordeaux (entre 1825 et 1827, Museo del Prado)

Les dessins de ces années, rassemblés dans l’Álbum G et l’Álbum H, rappellent soit les Disparates et les Pinturas negras, soit possèdent un caractère costumbriste et réunissent les estampes de la vie quotidienne de la ville de Bordeaux qu'il récupère lors de ses promenades habituelles, comme c'est le cas dans le tableau la Laitière de Bordeaux (entre 1825 et 1827). Plusieurs de ces œuvres sont dessinées avec un crayon lithographique, en consonance avec la technique de gravure qu'il pratique ces années-là, et qu'il utilise dans la série de quatre estampes des Taureaux de Bordeaux (1824-1825). Les classes humbles et les marginaux ont une place prépondérante dans les dessins de cette période. Des vieillards qui se montrent avec une attitude joueuse ou faisant des exercices de cirque, comme le Viejo columpiándose (conservé à l’Hispanic Society), ou dramatiques, comme celui du double de Goya : un vieux barbu qui marche avec l'aide de bâtons intitulé Aún aprendo.
Il continue à peindre à l'huile. Leandro Fernández de Moratín, dans son épistolaire, source principale d'informations sur la vie de Goya pendant son séjour en France, écrit à Juan Antonio Melón qu'il « peint à l'arrache, sans vouloir jamais corriger ce qu'il peint ». Les portraits de ces amis sont les plus remarquables, comme celui qu'il fait de Moratín à son arrivée à Bordeaux (conservé au musée des Beaux-Arts de Bilbao) ou celui de Juan Bautista Muguiro en mai 1827 (musée du Prado).
Le tableau le plus remarquable reste La Laitière de Bordeaux, une toile qui a été vue comme un précurseur direct de l'impressionnisme. Le chromatisme s'éloigne de l'obscure palette caractéristique de ses Peintures noires ; elle présente des nuances de bleus et des touches de rose. Le motif, une jeune femme, semble révéler la nostalgie de Goya pour la vie juvénile et pleine. Ce chant du cygne fait penser à un compatriote ultérieur, Antonio Machado, qui, lui aussi exilé d'une autre répression, conservait dans ses poches les derniers vers où il écrit « Ces jours bleus et ce soleil de l'enfance. » De la même manière, à la fin de sa vie, Goya se remémore la couleur de ses tableaux pour tapisserie et accuse la nostalgie de sa jeunesse perdue.
Enfin, à signaler la série de miniatures sur ivoire qu'il peint à cette période en utilisant la technique du sgraffite sur noir. Il invente sur ces petits bouts d'ivoire des figures capricieuses et grotesques. La capacité d'innover dans les textures et les techniques d'un Goya à l'âge déjà très avancé, ne s'est pas épuisée.

#### Mort de Goya et devenir de ses restes
Le 28 mars 1828, sa belle-fille et son petit-fils Mariano lui rendent visite à Bordeaux, mais son fils Javier n'arrive pas à temps. L'état de santé de Goya est très délicat, non seulement pour la tumeur qui avait été diagnostiquée quelque temps auparavant, mais aussi à cause d'une récente chute dans les escaliers qui l'obligea à rester au lit, et dont il ne se relèvera pas. Après une aggravation au début du mois, Goya meurt à deux heures du matin le 16 avril 1828, accompagné à ce moment-là par sa famille et ses amis Antonio de Brugada et José Pío de Molina. Le soir même, ses obsèques sont célébrées dans l'église Notre-Dame.
Le lendemain, il est enterré au cimetière bordelais de la Chartreuse, dans le mausolée de la famille Muguiro e Iribarren aux côtés de son bon ami et père de sa bru, Martín Miguel de Goicoechea, mort trois ans plus tôt. Après un oubli prolongé, le consul d'Espagne Joaquín Pereyra, découvre par hasard la tombe de Goya dans un piteux état et commence en 1880 une série de démarches administratives pour transférer son corps à Saragosse ou à Madrid — ce qui est légalement possible, moins de 50 ans après le décès. En 1888 (soixante ans plus tard), une première exhumation a lieu (lors de laquelle on trouve les dépouilles des deux corps éparpillés au sol, celle de Goya et de son ami et beau-frère Martin Goicoechea), mais ne se conclut pas par un transfert, au grand dam de l'Espagne. Par ailleurs, à la stupéfaction générale, le crâne du peintre ne figure pas parmi les ossements. Une enquête est alors menée et différentes hypothèses sont envisagées. Un document officiel mentionne le nom de Gaubric, un anatomiste bordelais qui aurait décapité le défunt avant son enterrement. Il a peut-être voulu étudier le cerveau du peintre pour chercher à comprendre l'origine de son génie ou la cause de la surdité qui l'atteint soudainement à 46 ans. Le 6 juin 1899, les deux corps sont de nouveau exhumés et finalement transférés à Madrid, sans la tête de l'artiste après les recherches non fructueuses des enquêteurs. Déposés provisoirement dans la crypte de l'église collégiale Saint-Isidore de Madrid, les corps sont transférés en 1900 à une tombe collective d'« hommes illustres » dans la Sacramental de San Isidro, avant de l'être définitivement en 1919 à l'église San Antonio de la Florida de Madrid, au pied de la coupole que Goya avait peinte un siècle auparavant. En 1950, une nouvelle piste émerge autour du crâne de Goya au quartier Bordeaux, où des témoins l'auraient aperçu dans un café du quartier des Capucins, très prisé par la clientèle espagnole. Un brocanteur de la ville aurait vendu le crâne et les meubles du café à sa fermeture en 1955. Mais, le crâne n'a jamais été retrouvé et le mystère quant à son emplacement reste encore aujourd'hui entier, d'autant plus qu'une nature morte peinte par Dionisio Fierros s'intitule Le Crâne de Goya.

## L’artiste

### Évolution de son style pictural
L’évolution stylistique de Goya fut peu commune. Goya se forma d’abord à la peinture baroque tardive et au rococo de ses œuvres de jeunesse. Son voyage en Italie en 1770-1771 lui permit de découvrir le classicisme et le néoclassicisme naissant, ce que l’on peut observer dans ses toiles pour la Chartreuse de l’Aula Dei de Saragosse. Pourtant, il n’adhéra jamais pleinement au néo-classicisme du tournant du siècle qui devint dominant en Europe et en Espagne. À la cour, il utilisa d'autres langages. Dans ses cartons pour tapisseries, c’est clairement la sensibilité rococo qui domine, traitant les thèmes populaires avec joie et vivacité. Il se laissa influencer par les néoclassiques dans certaines peintures religieuses et mythologiques mais ne fut jamais à l’aise avec cette nouvelle vogue. Il opta pour des voies distinctes.
Pierre Cabanne distingue dans l'œuvre de Goya une rupture stylistique brutale, vers la fin du XVIIIe siècle, marquée à la fois par les changements politiques - au règne prospère et éclairé de Charles III succède celui controversé et critiqué de Charles IV - et par la grave maladie qu'il contracta à la fin de 1792. Ces deux causes ont un impact importants et déterminent une fracture radicale entre le Goya artiste à succès et « courtisan frivole » du XVIIIe siècle et le Goya « génie hanté » du XIXe siècle. Cette rupture se traduit dans sa technique, qui se libère et se fait plus spontanée et vive, qui est qualifiée de botecismo (signifiant ébauche), en opposition au style ordonné et à la facture lisse du néo-classicisme en vogue dans l'art de cette fin de siècle.
Lorsqu’il dépassa les styles de sa jeunesse, il anticipa sur l’art de son époque, créant des œuvres très personnelles – tant en peinture qu’en gravure et lithographie – sans se plier aux conventions. Il posa ainsi les fondations d’autres mouvements artistiques qui ne se développèrent que durant les XIXe et XXe siècles : le romantisme, l’impressionnisme, l’expressionnisme et le surréalisme.
Déjà âgé, Goya affirma qu’il n’avait eu comme maîtres que « Vélasquez, Rembrandt et la Nature ». L’influence du maître sévillan est particulièrement notable dans ses gravures d'après Vélasquez mais aussi dans certains de ses portraits, tant par le traitement de l’espace, avec des fonds évanescents, et de la lumière, que par sa maîtrise de la peinture par touches qui annonçait déjà chez Vélasquez les techniques impressionnistes. Chez Goya, cette technique se fit toujours plus présente, anticipant à partir de 1800 les impressionnistes du siècle naissant. Goya, avec ses dessins d’après nature, psychologiques et réalistes, renouvela ainsi le portrait.
Avec ses gravures, il domina les techniques à l’eau-forte et à l’aquatinte, réalisant des séries insolites, fruits de son imagination et de sa personnalité. Dans les Caprices, il mélange l’onirique et le réaliste pour réaliser une critique sociale tranchante. C’est encore le réalisme cru et désolé qui domine les Désastres de la Guerre, souvent comparé au photo-journalisme.
La perte de sa maîtresse et l’approche de la mort durant ses dernières années à la Quinta del Sordo lui inspirèrent les Peintures noires, images d’un subconscient aux sombres coloris. Ces dernières furent appréciées le siècle suivant par les expressionnistes et les surréalistes et considérées comme des antécédents à ces deux mouvements.

### Influences
Le premier à avoir influencé le peintre fut son professeur José Luzán qui l’orienta avec une très grande liberté dans une esthétique rococo aux racines napolitaines et romaines, qu’il avait lui-même adopté après sa formation à Naples. Ce premier style fut renforcé par l’influence de Corrado Giaquinto via Antonio González Velázquez (qui avait peint la coupole de la Sainte Chapelle du Pilar) et surtout celle de Francisco Bayeu, son second maître qui devint son beau-père.
Lors de son séjour en Italie Goya fut ensuite influencé par le classicisme antique, les styles renaissances, baroques et le néoclassicisme naissant. S’il n’y adhéra jamais complètement certaines de ses œuvres de cette époque sont marquées par ce dernier style qui devint prédominant, et dont le chantre était Anton Raphael Mengs. Il reçut en parallèle l’influence du rococo de Giambattista Tiepolo qu’il exploita dans ses décorations murales.
En parallèle des influences picturales et stylistiques, Goya reçut celles des cercles des lumières et de nombre de ses penseurs : Jovellanos, Addison, Voltaire, Cadalso, Zamora, Tixera, Gomarusa, Forner, Ramírez de Góngora, Palissot de Montenoy et Francisco de los Arcos.
Certains notent des influences de Ramon de la Cruz sur diverses de ses œuvres. Des cartons pour tapisseries (La merienda y Baile a orillas del Manzanares), il reprit également au dramaturge le terme de Maja, au point qu’il devint une référence à Goya. Antonio Zamora compte également parmi ses lectures, puisqu'il lui inspira La Lampe du diable. De la même manière, certaines gravures de la Tauromaquia pourraient avoir été influencées par l’œuvre de Nicolás Fernández de Moratín, « Carta histórica sobre el origen y progresos de las fiestas de toros en España » (1777) ; par José de Gomarusa ou par des textes tauromachiques de José de la Tixera.
Pour Martín S. Soria, une autre influence de Goya fut la littérature symbolique, signalant notamment cette influence dans les toiles allégoriques, Allégorie à la Poésie, L’Espagne, le Temps et l’Histoire.
Goya affirma a plusieurs reprises « n’avoir d’autre maître que Vélasquez, Rembrandt et la Nature ». Pour Manuela Mena y Marquez, dans son article « Goya, les pinceaux de Vélasquez », la plus grande force que lui transmit Vélasquez ne fut pas tant d'ordre esthétique que la prise de conscience de l'originalité et de la nouveauté de son art qui lui permit de devenir un artiste révolutionnaire et le premier peintre moderne. Mengs, dont la technique était complètement différente écrivait à Antonio Ponz « Les meilleurs exemples de ce style sont les œuvres de Diego Vélasquez, et si Titien lui a été supérieur dans la couleur, Vélasquez l'a dépassé dans l'intelligence de la lumière et de l'ombre, et par la perspective aérienne... ». Or, Mengs dirigeait en 1776 l'Académie des beaux-arts de San Fernando fréquentée par Goya et imposa l'étude de Vélasquez. L'élève âgé de trente ans en commença une étude systématique. Le choix exclusif de Vélasquez pour réaliser une série d'eaux fortes pour faire connaître les œuvres des collections royales est significatif. Mails, plus que la technique ou le style, il comprit surtout l'audace de Vélasquez, représentant les thèmes mythologiques - La Forge de Vulcain, le Triomphe de Bacchus - ou religieux - Christ sur la croix - d'une façon aussi personnelle. L'enseignement le plus essentiel de l’œuvre de Vélasquez par Goya fut pour Manuela Mena y Marquez, l'acceptation de « l'infrahumain ». Plus que « l'absence de beauté idéalisée » qu'il avait régulièrement soulignée, c'est l'acceptation de la laideur en tant que telle dans les toiles du sévillan, depuis les personnages du palais jusqu'à des êtres difformes - le Bouffon Calabacillas, les ivrognes du Bacchus, les Ménines - qui sont considérés comme des antécédents à la rupture formelle, à l'audace des choix des sujets et de traitement, qui sont autant de marques de la modernité.

« L'artiste silencieux et incompris qu'était Vélasquez devait trouver son plus grand découvreur, Goya, qui sut le comprendre et continuer consciemment le langage de la modernité, qu'il avait exprimé cent cinquante ans plus tôt, et qui était demeuré caché entre les murs du vieux palais de Madrid. »

— Manuela Mena y Marquez

### Postérité

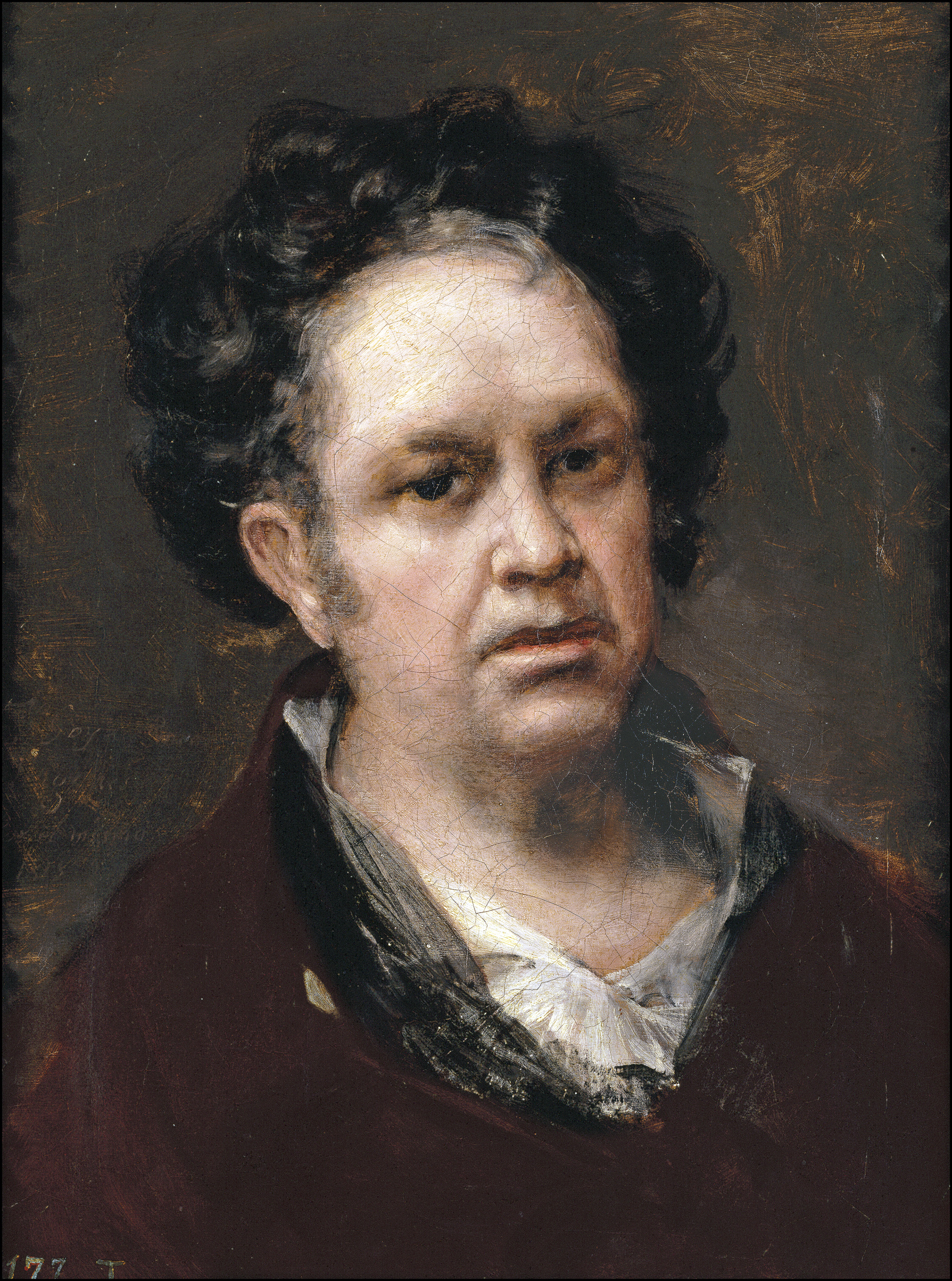
Autoportrait (1815).

L'historien de l'art Paul Guinard affirma que 

« Le sillage de Goya se perpétue depuis plus de cent cinquante ans, du romantisme à l’expressionnisme, voire au surréalisme : aucune part de son héritage n’est restée en friche. Indépendant des modes ou se transformant avec elles, le grand Aragonais reste le plus actuel, le plus « moderne » des maîtres du passé. »

Le style raffiné ainsi que les sujets grinçants propres aux tableaux de Goya firent des émules dès la période romantique, donc peu de temps après la mort du maître. Parmi ces « satellites de Goya », il faut notamment citer les peintres espagnols Leonardo Alenza (1807-1845) et Eugenio Lucas (1817-1870). Du vivant même de Goya, un assistant indéterminé — pendant un temps, son assistant Asensio Julià (1760-1832), qui l'aida à réaliser les fresques de San Antonio de la Florida, avait été pressenti — a peint Le Colosse, si proche du style de Goya que le tableau lui a été attribué jusqu'en 2008. Les Romantiques français vont eux aussi rapidement se tourner vers le maître espagnol, notamment mis en lumière par la « galerie espagnole » créée par Louis-Philippe, au palais du Louvre. Delacroix sera l'un des grands admirateurs de l'artiste. Quelques décennies plus tard, Édouard Manet sera lui aussi très largement inspiré par Goya.

## Œuvre

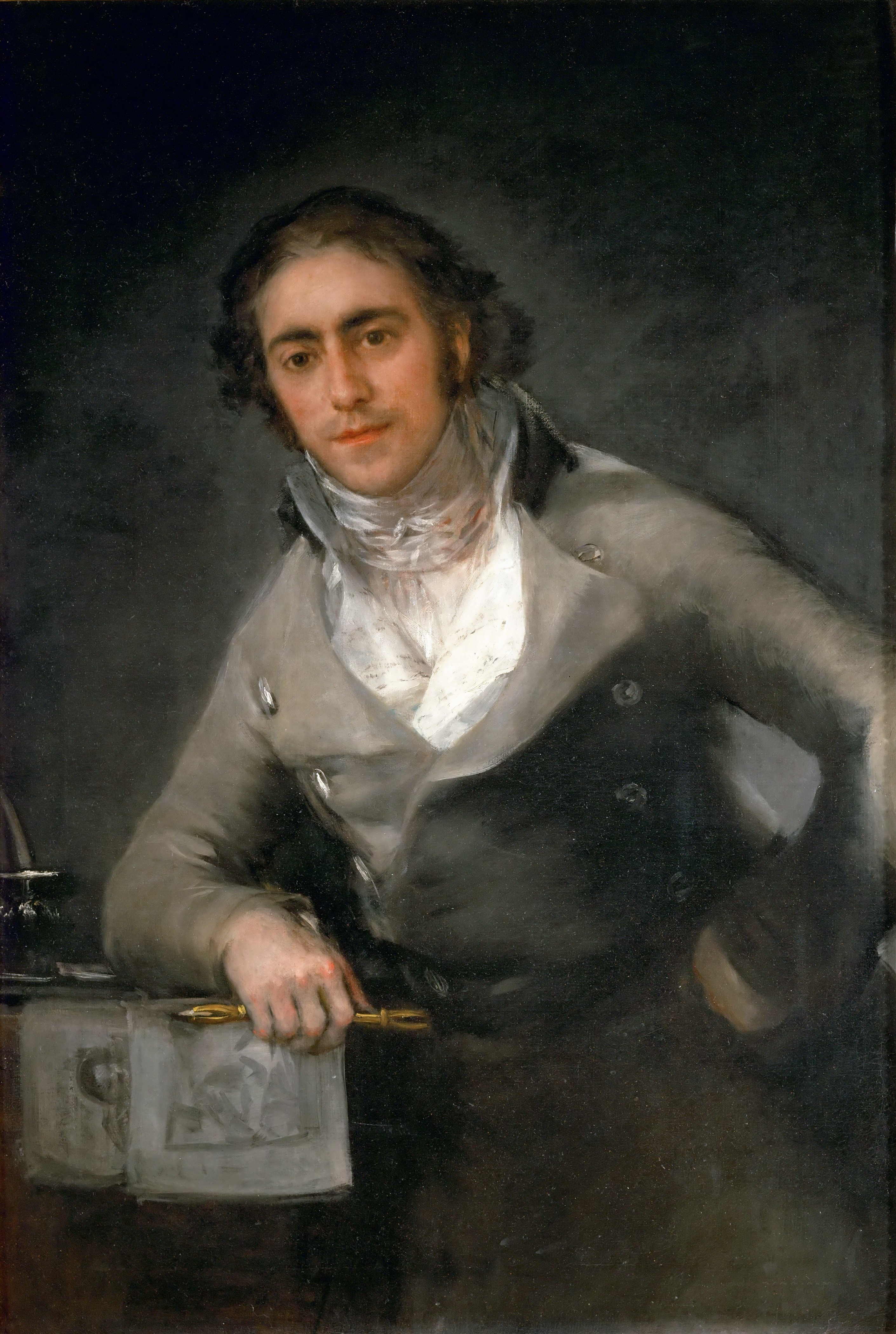
Portrait de Don Evaristo Pérez de Castro, vers 1806.

L’œuvre de Francisco de Goya commence approximativement en 1771 avec ses premières fresques pour la basilique du Pilar à Saragosse et termine en 1827 avec ses dernières toiles, dont la Laitière de Bordeaux. Durant ces années, le peintre produisit presque 700 peintures, 280 gravures et plusieurs milliers de dessins.
L’œuvre évolua depuis le rococo, typique de ses cartons pour tapisseries jusqu’aux très personnelles peintures noires, en passant par les peintures officielles pour la cour de Charles IV d’Espagne et de Ferdinand VII d’Espagne.
La thématique goyesque est ample : le portrait, les scènes de genre (chasse, scènes galantes et populaires, vices de la société, violence, sorcellerie), les fresques historiques, religieuses, ainsi que des natures mortes.
L'article suivant présente quelques toiles célèbres caractéristiques des différents thèmes et styles traités par le peintre. La liste des œuvres de Francisco de Goya et la catégorie Tableaux de Francisco de Goya offrent des listes plus complètes.

### Œuvre peint

#### El Quitasol
El Quitasol (« L'Ombrelle » ou « Le Parasol ») est une peinture réalisée par Francisco de Goya en 1777 et appartenant à la deuxième série des cartons pour tapisserie destinée à la salle à manger du prince des Asturies du palais du Pardo. Elle est conservée au musée du Prado.
L’œuvre est emblématique de la période rococo des cartons pour tapisseries de Goya où il représentait les coutumes de l'aristocratie au travers de majos et majas vêtus à la façon du peuple. La composition est pyramidale, les couleurs sont chaudes. Un homme protège une demoiselle du soleil à l'aide d'une ombrelle.

#### Portrait de la Marquise de Villafranca
Cette toile peinte en 1804 est représentative non seulement du brillant portraitiste à la mode que devint Goya, durant la période qui s'étend de son entrée à l'académie à la guerre d'indépendance, mais aussi de l'évolution certaine qu'ont connu ses toiles et cartons pour tapisserie. Elle est aussi notable par l'engagement du peintre en faveur des lumières qui transparaît dans cette toile, en peignant une marquise de San Fernando, érudite et grande amatrice d’art, en train de peindre un tableau de son mari, à gauche, Francisco de Borja y Alvarez de Tolède.

#### Dos de mayoetTres de mayo
Les toiles Deux mai et Trois mai furent peintes en 1814 en souvenir de la révolte antifrançaise du 2 mai 1808 et de la répression qui l'avait suivie le lendemain. Contrairement aux nombreuses œuvres sur le même sujet, Goya ne met pas ici en avant les caractéristiques nationalistes de chaque camps et transforme la toile en une critique générale de la guerre, dans la continuité des Désastres de la guerre. Le lieu est à peine suggéré par les bâtiments en fond qui peuvent faire penser à l'architecture de Madrid.
La première toile montre des insurgés attaquant des mamelouks - mercenaires égyptiens à la solde des Français. La seconde toile montre la répression sanglante qui suivit, où des militaires fusillent un groupe de rebelles.
Dans les deux cas, Goya entre de plain-pied dans l'esthétique romantique. Le mouvement prime sur la composition. Dans la toile du Deux mai, les personnages sur la gauche sont coupés, comme ils le seraient par un appareil photo saisissant au vol cette action. C'est le contraste qui prévaut dans le tableau du Trois mai, entre l'ombre des soldats et la lumière des fusillés, entre l'anonymat des costumes militaires et les traits identifiables des rebelles.
Goya utilise un coup de pinceau libre, un riche chromatisme. Son style rappelle plusieurs œuvres du romantisme français, notamment de Géricault et de Delacroix.

#### Saturne dévorant un de ses fils
Il s'agit probablement de la plus célèbre des peintures noires. Elle fut réalisée entre 1819 et 1823 directement sur les murs de la Quinta del Sordo (« Maison de campagne du Sourd ») dans les environs de Madrid. La peinture a été transférée sur une toile après la mort de Goya et est depuis exposée au musée du Prado à Madrid. C'est également celle qui a été le mieux conservée. À cette période, à l'âge de 73 ans, et après avoir survécu à deux maladies graves, Goya se sentait sans doute plus concerné par sa propre mort et il était de plus en plus aigri par la guerre civile qui sévissait en Espagne.
Ce tableau fait référence à la mythologie grecque, où Cronos, pour éviter que ne s'accomplisse la prédiction selon laquelle il serait détrôné par l'un de ses fils, dévore chacun d'eux à leur naissance.
Le cadavre décapité et ensanglanté d'un enfant est tenu dans les mains de Saturne, un géant aux yeux hallucinés surgissant de la droite de la toile et dont la gueule ouverte avale le bras de son fils. Le cadrage coupe une partie du dieu pour accentuer le mouvement, trait typique du romantisme. Par opposition, le corps sans tête de l'enfant, immobile, est exactement centré, ses fesses étant à l'intersection des diagonales de la toile.
La palette de couleurs utilisée, comme tout au long de cette série est très restreinte. Le noir, l'ocre dominent avec quelques touches subtiles de rouge et de blanc - les yeux - appliquées avec énergie par des coups de pinceau très lâches. Cette toile, comme le reste des œuvres de la Quinta del Sordo, possède des traits stylistiques caractéristiques du XXe siècle, notamment de l'expressionnisme.

#### Peintures célèbres

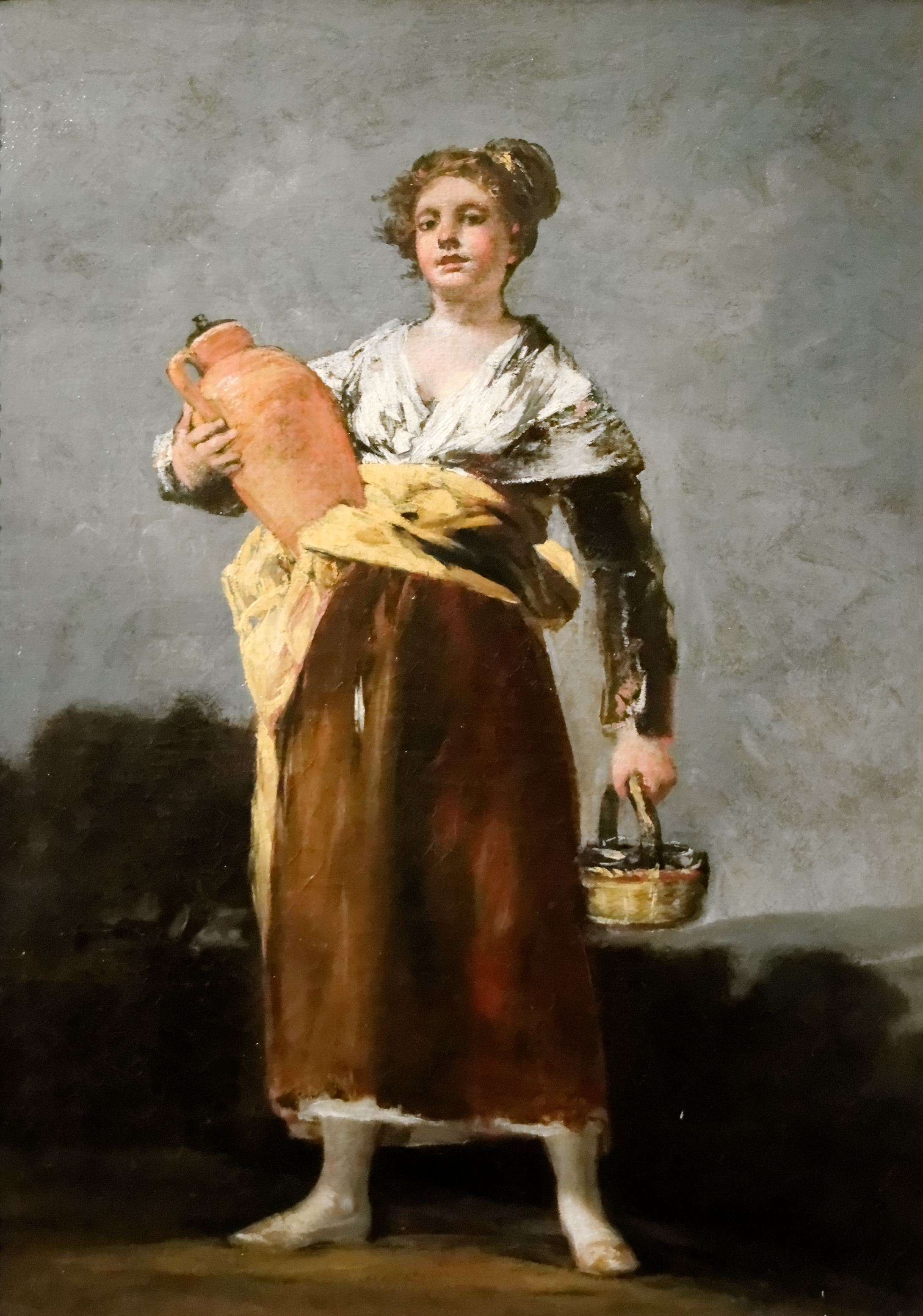
La Porteuse d'eau (vers 1808-1812).
La porteuse d'eau témoigne de l'amour de Goya pour les gens du peuple.

| Titre                                              | Date           | Période                                                                   | Musée                                              |
| -------------------------------------------------- | -------------- | ------------------------------------------------------------------------- | -------------------------------------------------- |
| La Gloire                                          | 1772           | Fresque religieuse                                                        | Basilique de Nuestra Señora del Pilar de Saragosse |
| Sainte Barbara                                     | vers 1773      | Tableau religieux                                                         | Musée du Prado (Madrid)                            |
| L'Ombrelle                                         | 1777           | Carton pour tapisserie                                                    | Musée du Prado (Madrid)                            |
| La novillada                                       | 1779-1780 env. | Carton pour tapisserie                                                    | Musée du Prado (Madrid)                            |
| Autoportrait                                       | 1783           |                                                                           | Musée des Beaux-Arts d'Agen                        |
| Don Manuel Osorio de Zuniga                        | 1788           | Portraitiste et académicien                                               | Metropolitan Museum of Art (New York)              |
| La Marquise de la Solana                           | 1793           | Portraitiste et académicien                                               | Musée du Louvre (Paris)                            |
| Le Comte de Floridablanca                          | 1793           | Portraitiste et académicien                                               | Banque d'Espagne (Madrid)                          |
| La Mort du picador                                 | 1793           | Le caprice et l'invention                                                 | Collection privée                                  |
| La Duchesse d'Alba en blanc                        | 1796-1797 env. | Portraits de la noblesse espagnole                                        | Musée du Prado (Madrid)                            |
| Portrait de Ferdinand Guillemardet                 | 1798           | Portraits de la noblesse espagnole                                        | Musée du Louvre (Paris)                            |
| Le Miracle du Saint                                | 1798           | Les fresques de San Antonio de la Florida et autres peintures religieuses | Église San Antonio de la Florida de Madrid         |
| Allégorie de l'Amour                               | 1798-1805 env. |                                                                           | Musée national d'art de Catalogne (Barcelone)      |
| Maja Vestida                                       | 1797-1799 env. | Les majas                                                                 | Musée du Prado (Madrid)                            |
| Maja Desnuda                                       | 1800           | Les majas                                                                 | Musée du Prado (Madrid)                            |
| La Comtesse de Chinchón                            | 1800           | La famille de Charles IV et autres portraits                              | Musée du Prado (Madrid)                            |
| Autoportrait aux lunettes                          | 1800           | La famille de Charles IV et autres portraits                              | Musée Goya (Castres)                               |
| Le Courageux Rendon piquant un taureau             | 1815-1816 env. | La Tauromaquia                                                            | Musée des beaux-arts de Boston                     |
| La Famille de Charles IV                           | 1801           | La famille de Charles IV et autres portraits                              | Musée du Prado (Madrid)                            |
| Charles IV à cheval                                | 1801           | Portrait équestre de Charles IV                                           | Musée du Prado (Madrid)                            |
| Portrait de Doña Antonia Zárate                    | 1805           |                                                                           | Galerie nationale d'Irlande (Dublin)               |
| La Femme à l'éventail                              | 1805-1810 env. | La famille de Charles IV et autres portraits                              | Musée du Louvre (Paris)                            |
| Dona Isabel Cobos de Porcel                        | 1806           | La famille de Charles IV et autres portraits                              | National Gallery (Londres)                         |
| La Señora Sabasa y García                          | 1808           | La famille de Charles IV et autres portraits                              | National Gallery of Art (Washington)               |
| Les Majas au Balcon                                | 1810           | Les majas                                                                 | Metropolitan Museum of Art (New York)              |
| Le Temps ou Les Vieilles                           | 1808-1812 env. | Guerre d'indépendance espagnole                                           | Palais des Beaux-Arts de Lille                     |
| Dos de mayo                                        | 1814           | Guerre d'indépendance espagnole                                           | Musée du Prado (Madrid)                            |
| Tres de mayo                                       | 1814           | Guerre d'indépendance espagnole                                           | Musée du Prado (Madrid)                            |
| La Lettre ou Les Jeunes                            | 1814-1819 env. | Guerre d'indépendance espagnole                                           | Palais des Beaux-Arts de Lille                     |
| L'Assemblée de la Compagnie Royale des Philippines | 1815           | Guerre d'indépendance espagnole                                           | Musée Goya (Castres)                               |
| Vision Fantastique                                 | 1819           | Peintures noires                                                          | Musée du Prado (Madrid)                            |
| Saturne dévorant un de ses fils                    | 1819-1823 env. | Peintures noires                                                          | Musée du Prado (Madrid)                            |
| Le Sabbat des sorcières                            | 1820           | Peintures noires                                                          | Musée du Prado (Madrid)                            |
| La Laitière de Bordeaux                            | 1827           | Exil à Bordeaux                                                           | Musée du Prado (Madrid)                            |

### Gravures et lithographies
Moins connue que ses tableaux, son œuvre gravé est pourtant important, beaucoup plus personnelle et révélatrice de sa personnalité et de sa philosophie.
Ses premières gravures à l'eau-forte datent des années 1770. Dès 1778, il édite, avec cette technique, une série de gravures sur des œuvres de Diego Vélasquez. Il s'initie alors à l'aquatinte qu'il emploie dans ses Caprices, série de quatre-vingts planches éditées en 1799 sur des thèmes sarcastiques sur ses contemporains.
Entre 1810 et 1820, il grave une autre série de quatre-vingt-deux planches sur la période troublée suivant l'invasion de l'Espagne par les troupes napoléoniennes. Le recueil, appelé Les Désastres de la guerre, comporte des gravures témoignant de l'atrocité du conflit (scènes d'exécution, de famines...). Goya y joint une autre série de gravures, les Caprices emphatiques, satiriques sur le pouvoir en place mais ne peut éditer l'ensemble. Ses plaques ne seront découvertes qu'après la mort du fils de l'artiste en 1854 et finalement éditées en 1863.
En 1815, il commence une nouvelle série sur la tauromachie qu'il édite un an plus tard sous le titre : La Tauromaquía. L'œuvre se compose de trente-trois gravures, eaux fortes, aquatintes. Il commence une nouvelle série cette même année, les Disparates (Desparrete de la canalla con laznas, media luna, banderillas), gravures également sur le thème de la tauromachie. Cette série sera également seulement redécouverte à la mort de son fils.
En 1819, il fait ses premiers essais en lithographie et édite ses Taureaux de Bordeaux à la fin de sa vie.

### Dessins
Goya produisit plusieurs albums de croquis et dessins, usuellement classés par lettre Album A, B, C, D, E, F, G et H, auxquels s'ajoute son Cahier italien, carnet de croquis de son voyage à Rome dans sa jeunesse.
Si nombre de ces croquis furent reproduits en gravure ou en peinture d'autres n'étaient visiblement pas destinés à être gravés, comme l'émouvant portrait de la Duchesse d'Alba tenant dans ses bras María de la Luz, sa fille adoptive noire (Album A, musée du Prado).

## Catalogues et musées
L'essentiel de l’œuvre de Goya est conservée en Espagne, notamment au musée du Prado, à l'académie royale des beaux-arts de San Fernando et dans les palais royaux.
Le reste de la collection est reparti dans les principaux musées du monde, en France, au Royaume-Uni (National Gallery) et aux États-Unis (National Gallery of Art, Metropolitan Museum of Art), en Allemagne (Francfort), en Italie (Florence) et au Brésil (São Paolo).
En France, l'essentiel des peintures du maître aragonais est conservé au musée du Louvre, au palais des Beaux-Arts de Lille, dont Les Vieilles, et au musée Goya à Castres (Tarn). Ce dernier musée possède la plus importante des collections, avec notamment l’Autoportrait aux lunettes, le Portrait de Francisco del Mazo, la Junte des Philippines, ainsi que les grandes séries gravées : Los Caprichos, La Tauromaquia, Les Désastres de la guerre, Disparates.

## Attribution
Lorsqu’on étudie Goya, il est essentiel de garder à l’esprit que, en raison de la demande croissante pour ses œuvres après sa mort, un grand nombre de tableaux faussement attribués à l’artiste se trouvent aujourd’hui dans des musées et des collections privées à travers le monde,,,,. À la suite de l’interprétation de Goya promue par les romantiques français—et plus tard reprise en Espagne puis à l’échelle internationale—de nombreux peintres du XIXe siècle, comme Leonardo Alenza ou Eugenio Lucas Velázquez, ont produit des œuvres de moindre qualité délibérément présentées comme étant de Goya. Ces imitations cherchent à reproduire son style tardif, marqué par le grotesque et le phantasmagorique, avec des coups de pinceau relâchés et des figures estompées. Parmi les nombreux cas recensés, on peut citer  Visión fantasmal, La misa de parida et  Incendio de un hospital. D’autres attributions erronées sont plus difficiles à détecter et pourraient en réalité être des œuvres du contemporain de Goya, Agustín Esteve,. Il est donc important de reconnaître que certaines attributions à Goya sont influencées par des intérêts commerciaux (dans le cas des marchands et collectionneurs) ou par le prestige institutionnel (dans le cas des musées).

## Hommages

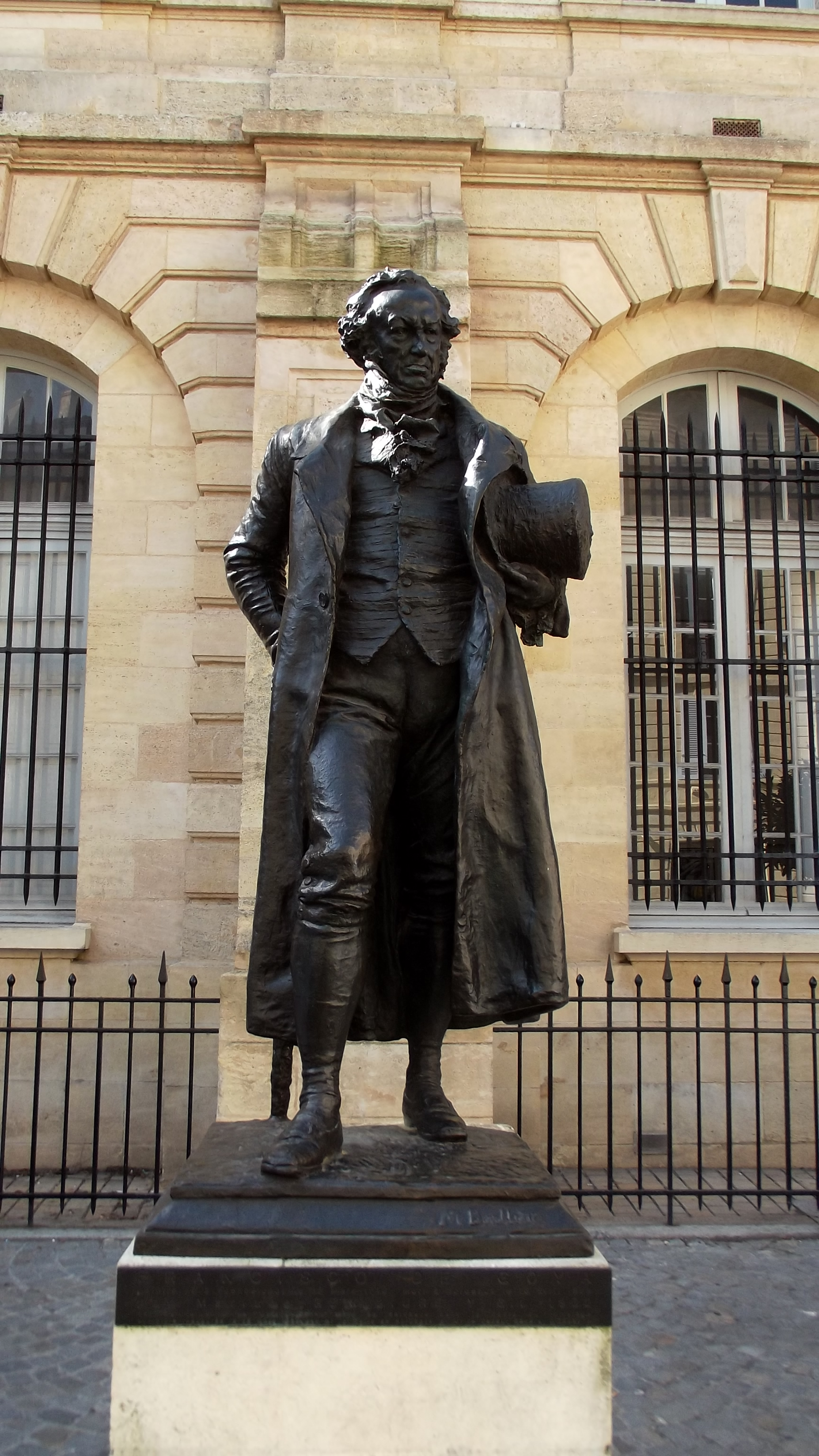
Mariano Benlliure, Monument à Goya, Bordeaux.

- Durant le XIXe siècle Charles Baudelaire rendit hommage à Goya dans Les Phares (Les Fleurs du mal) :

« Goya, cauchemar plein de choses inconnues,

De fœtus qu'on fait cuire au milieu des sabbats,

De vieilles au miroir et d'enfants toutes nues

Pour tenter les Démons ajustant bien leurs bas. »

— Charles Baudelaire
- Le cinéma espagnol est récompensé par le prix Goya, une statuette à l'effigie du peintre.
- Le peintre Ray Letellier a brossé une grande toile Hommage à Goya en 1985[réf. nécessaire].
- Un monument réalisé par Mariano Benlliure en 1902 et offerte par la Ville de Madrid à Bordeaux en 1995[100].
- En 2007, le peintre Herman Braun-Vega exécute une toile intitulée ¿Que tal? Don Francisco à Bordeaux ou le rêve du Novillero dans laquelle il imagine Goya dans son atelier de Bordeaux et évoque ses filiations artistiques[101].

## Filmographie

### Cinéma
- 1958 : The Naked Maja, réalisé par Henry Koster
- 1971 : Goya, historia de una soledad, réalisé par Nino Quevedo
- 1971 : Goya, l'hérétique réalisé par Konrad Wolf
- 1999 : Goya en Burdeos - Goya, réalisé par Carlos Saura
- 1999 : Volavérunt, réalisé par Bigas Luna
- 2006 : Goya's Ghosts - Les fantômes de Goya, réalisé par Miloš Forman

### Télévision

#### Série
- 1983 : Los desastres de la guerra réalisée par Mario Camus
- 1985 : Goya réalisée par José Ramón Larraz

#### Documentaire
- 1998 : Goya (Les Jeunes - Les Vieilles), réalisé par Alain Jaubert (épisode 28 de la série Palettes)
- 2003 : Goya (Tres de mayo), documentaire produit par Jérémy Bugler (épisode 4 de la série The Private Life of a Masterpiece - La vie privée des chefs-d’œuvre)
- 2019 : Francisco de Goya, Le sommeil de la raison réalisé par José Luis Lopez-Linarès
- 2022 : L'Ombre de Goya réalisé par José Luis López Linares[102]

## Famille
Josefa Bayeu y Subías (en) (née en ?, morte en 1812, la Pepa), sœur du peintre espagnol Francisco Bayeu (1734-1795, lui aussi élève de Anton Raphael Mengs), épouse de Goya, est la mère d'Antonio Juan Ramón Carlos de Goya Bayeu, Luis Eusebio Ramón de Goya Bayeu (1775), Vicente Anastasio de Goya Bayeu, Maria del Pilar Dionisia de Goya Bayeu, Francisco de Paula Antonio Benito de Goya Bayeu (1780), Hermenegilda (1782), Francisco Javier Goya Bayeu (1884) et de deux autres sans doute mort-nés[réf. nécessaire].
Le seul enfant légitime survivant, Francisco Javier Goya Bayeu (1784-1854) est l'héritier principal de son père et le témoin de sa dépression.
Javier, « Boulette », « le Joufflu », époux de Gumersinda Goicoechea, est le père de Mariano (Pío Mariano Goya Goicoechea, Marianito, 1806-1878), époux de Concepción, père de Mariano Javier et Maria de la Purificación[réf. nécessaire].
D'après l'étude de leur correspondance, Sarah Simmons suppose une « longue liaison homosexuelle » entre Goya et de Martin Zapater qui est évoquée dans le roman de Jacek Dehnel et Natacha Seseña.